# Église Saint-Martin de Cinqueux
Pour les articles homonymes, voir Église Saint-Martin.
L'église Saint-Martin est une église catholique paroissiale située à Cinqueux, en France. Elle possède l'une des plus anciennes nefs de plan basilical de la région, qui devrait remonter aux alentours de 1080. À l'extérieur, les deux contreforts plats flanquant la façade occidentale, les fenêtres latérales de la nef, les cordons de billettes comme unique élément du décor, et les curieux tympans en opus spicatum des anciens portails de la façade et du bas-côté sud datent d'origine. L'intérieur est d'une grande sobriété, et les grandes arcades retombent sur de simples impostes gravés d'un décor géométrique ou sculptés. Les parties orientales et la grande rosace en haut de la façade sont de style gothique primitif et ont été bâties au tout début du XIIIe siècle à l'emplacement du sanctuaire roman. Le 17 février 1910, la pile sud-est du clocher, qui s'élève au-dessus de la croisée du transept, s'est subitement effondrée, et entraîna dans sa chute une partie des voûtes des travées autour. Au lieu d'étayer le clocher, les autorités ont précipitamment décidé de faire dynamiter le reste du clocher. L'église est fermée au culte, et malgré les protestations des paroissiens, aucune réparation n'est effectuée. Au mois d'août, les voûtes de la Grande chapelle située au sud du clocher s'écroulent elles aussi en grande partie, car deux d'entre elles prenaient appui sur la pile du clocher manquante. Des fonds pour la reconstruction ont été collectés, mais l'éclatement de la Première Guerre mondiale met en suspens le sauvetage de l'église. Elle intervient en 1919 / 1920 grâce à la générosité de la famille Drouin et un nombre important de petits donateurs. Le budget ne permet pas de reconstruire le clocher à l'identique, de faire sculpter les chapiteaux et de rebâtir les voûtes de la Grande chapelle : elle est tout au contraire à moitié démolie, afin de gagner des pierres pour boucher les arcades condamnées au sud de l'église. Ce n'est qu'une fois ces faits accomplis que les restes de la chapelle sont inscrits au titre des monuments historiques en 1927. L'église est aujourd'hui rattachée à la paroisse Sainte-Maxence de Pont-Sainte-Maxence et des messes dominicales anticipées y sont célébrées environ un samedi par mois.

## Localisation

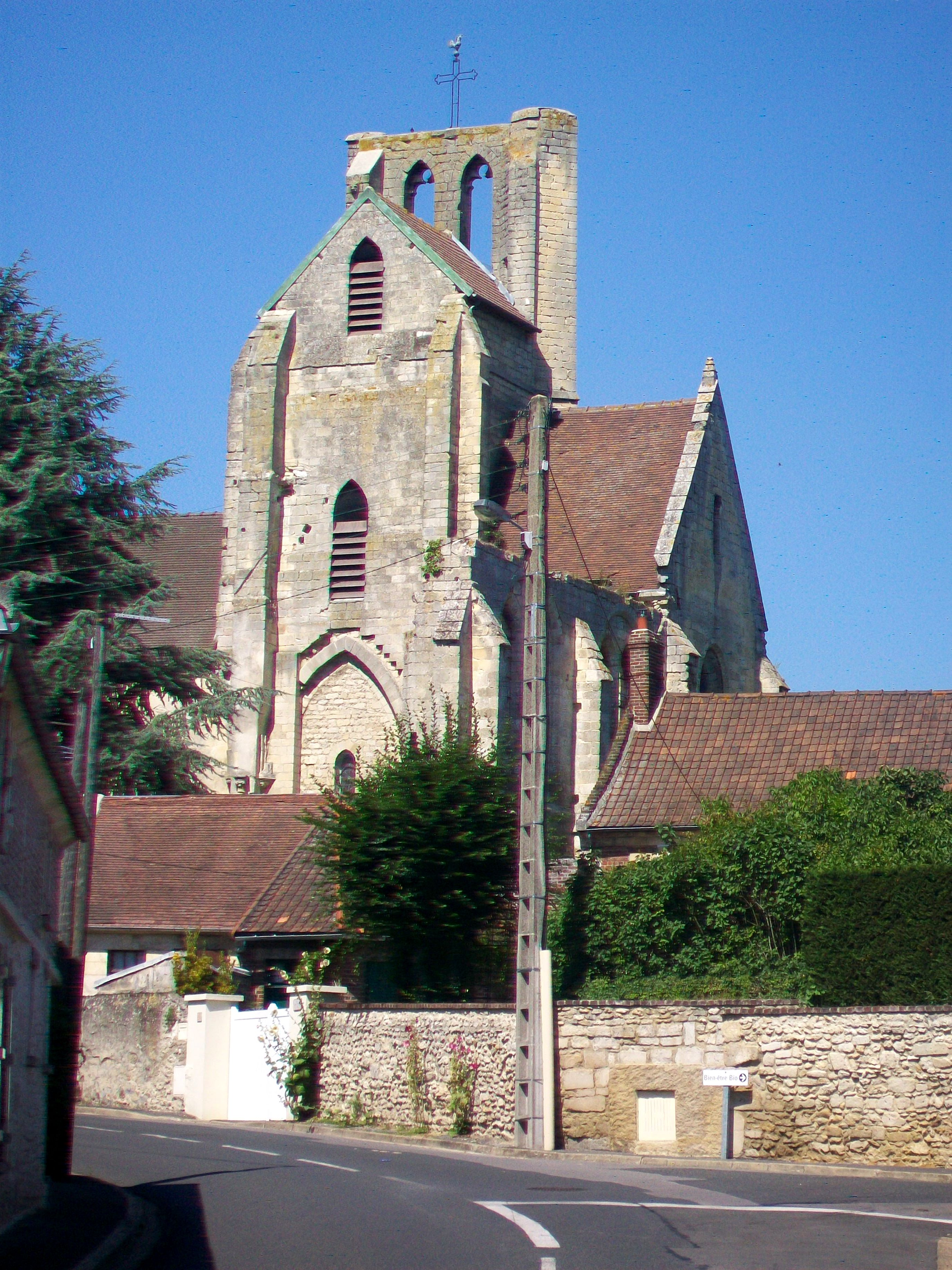
Vue depuis le sud-est.

L'église Saint-Martin est située en France, en région Hauts-de-France et dans le département de l'Oise, dans l'arrondissement de Clermont (Oise), sur la commune de Cinqueux, au sud-ouest du village, rue Yvonne Drouin (RD 75). Cette voie relie Cinqueux à la commune voisine de Rieux au sud, et à la vallée de l'Oise. L'église est bâtie sur une terrasse délimitée par un mur de soutènement vers l'ouest et vers le sud, et surplombe ainsi légèrement la rue. L'on accède au parvis par un escalier face au portail occidental. Au nord de l'église, l'ancienne cour de récréation de l'école sert aujourd'hui de parking, desservie depuis la rue des Eraines par une voie appelée résidence de l'église. Depuis ce parking, un accès de plain-pied à l'église est possible. L'église est presque entièrement entourée de terrains municipaux et dégagée d'autres constructions, à l'exception du chevet de la Grande chapelle ruinée, qui donne sur une propriété privée. Le chevet est néanmoins bien visible depuis une pelouse à côté de la résidence de l'Église, et l'élévation septentrionale donne directement sur cette voie. La façade occidentale est visible depuis le parvis, ou, avec davantage de recul, depuis la rue du Caradeau qui débouche sur la rue Yvonne Drouin face à l'église. L'élévation méridionale donne sur un petit jardin public, qui est aujourd'hui fermée d'accès afin de protéger les vestiges de la Grande chapelle, et assurer la sécurité du public. L'on bénéficie d'une vue d'ensemble de l'église en l'approchant depuis le sud, par la rue Yvonne-Drouin. Bien que le clocher soit diminué depuis 1910, il est toujours visible de loin, et on l'aperçoit déjà à mi-chemin entre Rieux et Cinqueux.

## Histoire

### L'histoire de la paroisse

#### Les origines et le contexte administratif
L'église de Cinqueux est placée sous le patronage de saint Martin. Sous tout l'Ancien Régime, elle dépend de l'archidiaconé de Breteuil et du doyenné de Pont-Sainte-Maxence du diocèse de Beauvais. — Le village de Cinqueux entre dans l'histoire en 1060, quand le roi Philippe Ier donne tout ce qu'il possède à Cinqueux, Rosoy et Verderonne à l'abbaye Saint-Lucien de Beauvais, et quand Anselin, fils de Foulcoie de Beauvais, donne les deux tiers des dîmes de Cinqueux au prieuré de Villers-Saint-Sépulcre, qu'il vient de fonder en cette année. Amédée Beaudry ne croit pas que la paroisse de Cinqueux existe déjà en ce milieu du XIe siècle. Cependant, la construction de l'église commence une vingtaine d'années plus tard (voir le chapitre suivant). Au milieu du XIIe siècle, la collation de la cure est confiée au prieuré de Saint-Leu-d'Esserent, dans des circonstances qui ne sont plus connues. L'on sait seulement qu'en 1158, les religieux de Saint-Leu-d'Esserent interviennent dans un compromis de vente concernant une vigne située à Cinqueux. En 1209, les possessions du prieuré clunisien sur place s'enrichissent de la maison qu'y possédait Catherine, comtesse de Clermont. Il n'est pas clair si les religieux assurent eux-mêmes le service paroissial pendant les premières années, en fondant donc un prieuré-cure, ou s'ils installent tout de suite un curé (qui officiellement devait avoir le titre de vicaire perpétuel, comme généralement quand des cures appartiennent à un établissement monastique). En 1211, le prêtre responsable du service paroissial obtient un jugement de l'évêque de Beauvais, Philippe de Dreux, en sa faveur : à sa demande, les moines doivent renoncer à une partie de leurs prélèvements. — Sous la Grande Jacquerie en 1358, les biens des religieux à Cinqueux sont respectés, car ils avaient traité avec les insurgés. Au siècle suivant, le prieuré de Saint-Leu-d'Esserent a toujours de modestes possessions à Cinqueux. Sur ses terres, il est seigneur et exerce la justice seigneuriale. Il touche également une partie de la dîme, qui est équivalente à six queues de vin et à deux muids de grain. Le principal seigneur de Cinqueux reste l'abbaye Saint-Lucien de Beauvais. L'insignifiante seigneurie du prieuré clunisien se maintient jusqu'à la Révolution française. Sa part de la dîme monte aux deux tiers au XVIIe siècle. Le tiers restant est partagé entre le prieuré de Villers-Saint-Sépulcre, le chapitre de Saint-Rieul de Senlis, le seigneur de la Boissière et le curé de Cinqueux.

#### La vie paroissiale sous l'Ancien Régime
Le premier curé de Cinqueux dont l'on connaît le nom est Jean, en même temps doyen de Pont-Sainte-Maxence. Il sert de témoin lorsque le maire de Cinqueux et sa femme vendent une vigne aux religieux de Saint-Leu, en 1269. En 1618, le curé est Benjamin Féron, qui reçoit la visite de l'évêque de Beauvais, qui défend que l'on apporte pain et vin à l'église le Jeudi saint. Jean de Coudun est installé comme curé en 1636. Ce n'est qu'à partir de cette année que les registres paroissiaux sont en partie conservés, et que l'on peut retracer sommairement la vie paroissiale. Le plus souvent, l'on apprend des détails à l'occasion de la mort d'un curé et lors de l'installation de son successeur. S'y ajoutent les actes de donation passés devant notaire, par lesquels des paroissiens lèguent des biens ou rentes à la fabrique afin que l'on célèbre des messes à leur mémoire, et dise des prières. En général, les termes de ces actes sont transcrits sur des plaques de fondation, en même temps plaques funéraires, qui sont montées sur les murs de l'église. Malheureusement, seules les inscriptions portées sur les dalles scellées dans le sol se sont conservées. Deux plaques de fondation subsistaient encore en 1909, et l'abbé Amédée Beaudry en a relevé les inscriptions, ainsi que celles de six dalles qui font partie du pavement de l'église. Les archives conservent également un certain nombre des actes notariés.
En 1655, le curé Jean Allart est démis de ses fonctions par l'official métropolitain de Reims. Il avait scandalisé les paroissiens, qui se sont plaints de lui, et il finit par abandonner sa cure en 1654. Cinqueux compte alors six cents communiants : c'est une paroisse importante. Mais dans un premier temps, le diocèse envoie seulement un remplaçant par intérim. Quarante-quatre habitants signent une requête afin que l'évêque nomme un nouveau curé. C'est chose faite en novembre 1656, quand Jean-Pierre de Combet, bachelier de l'Université de Paris, entre en fonctions. En arrivant, il constate que le presbytère n'est qu'une petite chaumière comportant comme seules pièces une cuisine et une chambre basse, sans écurie pour un cheval, et sans espace pour stocker la dîme. La fabrique possède alors une maison vacante près de l'église, plus spacieuse mais en mauvais état, car inhabitée depuis trois ans. L'abbé de Combet propose donc un échange, et obtient l'approbation des paroissiens et de l'évêque. Le nouveau presbytère étant plus grand, le curé s'engage de verser une rente de 32 livres à la fabrique chaque année. Il y a deux bâtiments distincts : le premier comporte un cellier, une cuisine et une cave en dessous, ainsi que dans un annexe, une petite écurie et un grenier. Le deuxième bâtiment comporte plusieurs pièces, mais est presque ruinée. S'y ajoutent une cour, un jardin et un clos de vignes. — Au cours des décennies qui suivent, les donations sont assez fréquentes. Dans un cas, les marguilliers n'ont pas exécuté les dispositions testamentaires, et sont enjoints par une ordonnance épiscopale de 1668 de s'y conformer point par point. En 1692, le marguillier principal, Regnault, dresse un inventaire des biens de la fabrique. Elle possède alors sept maisons, qu'elle loue à leurs occupants, et de nombreuses parcelles de bois, de terres et de vignes, l'ensemble rapportant environ 137 livres de loyers et de rentes par an. — Jean-Pierre de Combet reste curé de Cinqueux pendant cinquante ans. Il se démet de ses fonctions en 1706, quand il est âgé de soixante-dix-sept ans (il est né en 1628). Quand sa santé décline, sa petite-nièce, Marguerite Collet, le soigne. Elle devient sa légataire universelle quand il meurt en 1717. L'abbé avait fait graver sa dalle funéraire en 1715 et souhaité être enterré au sud du chœur, mais il change d'avis en 1717 car le nouveau curé, Jean-Baptiste Tarlé, y avait fait inhumer un paysan de ses amis. L'abbé Tarlé reste curé jusqu'en 1747.

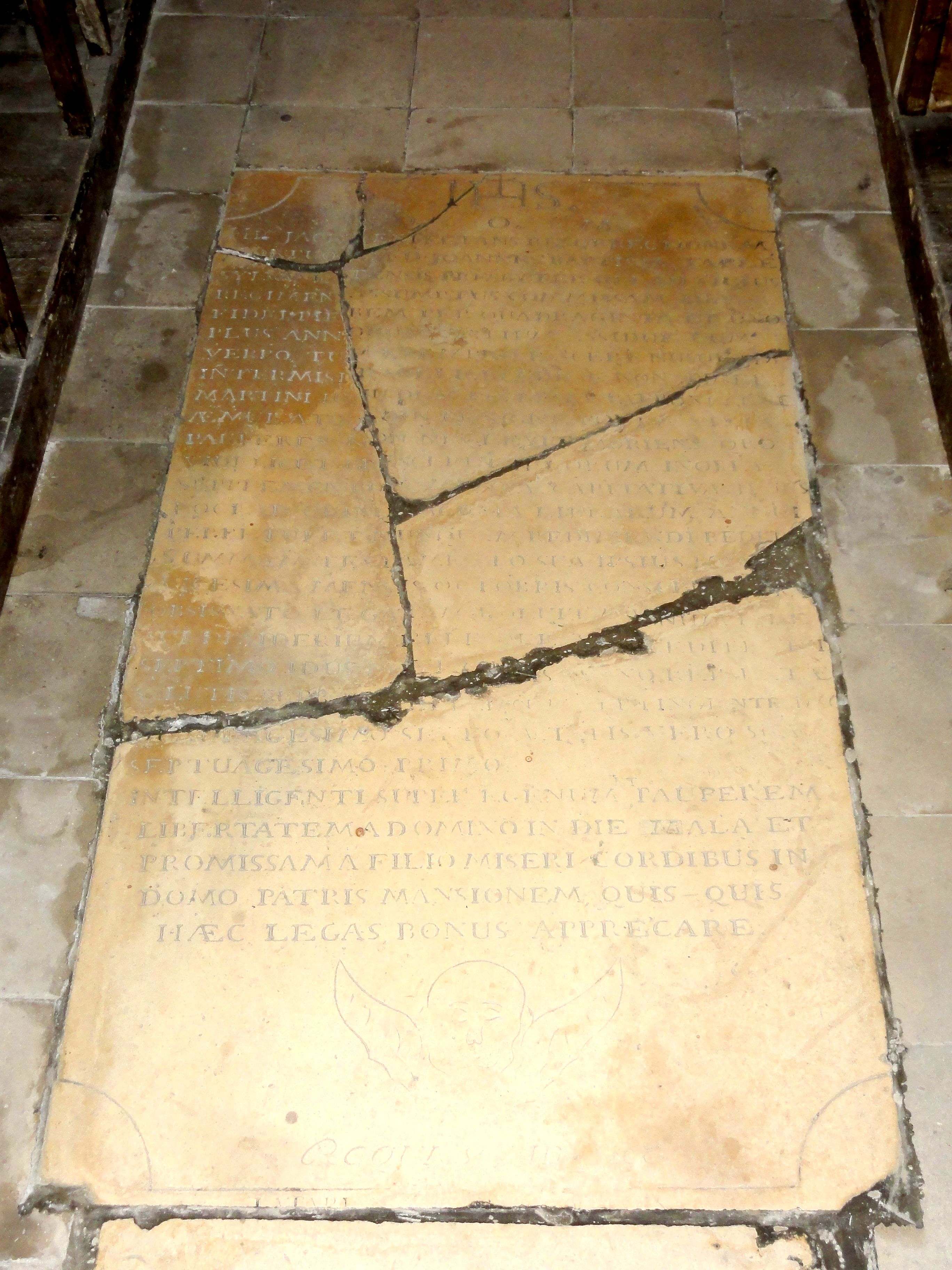
Pierre tombale de l'abbé Jean-Baptiste Tarlé, curé de Cinqueux de 1706 à 1746.

Quelques extraits des comptes de la fabrique se sont conservés, et donnent un aperçu des dépenses à laquelle la paroisse doit faire face. En 1727, sont à régler une tasse d'étain pour les baptêmes, la réparation de l'horloge, des travaux sur les murs du clos de l'école. Il n'y a pas question d'un maître d'école avant 1789, ce qui n'implique pas qu'il n'y en a pas eu, mais il est certain que l'enseignement repose en grande partie sur le curé lui-même. Le vin pour la communion pascale est livré par un cabaretier local : bien que possédant des vignes, la fabrique ne produit donc apparemment pas le vin de messe. Parfois des prédicateurs itinérants prêchent dans l'église, comme le frère Casimir du couvent de Picpus, à Paris, ou le frère Emmanuel, capucin d'Abbeville : ils touchent respectivement cinq et trois livres pour leurs services. En 1730, les trois cloches font l'objet de sept livres, et en 1734, des travaux de charpente sont effectués au clocher. Le budget de l'année 1738 offre un excédent de recettes de 391 livres de l'exercice précédent, et présente comme recettes, 64 livres de rentes foncières ; 66 livres d'autres rentes ; 285 livres de loyers et fermages ; et 64 livres comme produit des quêtes et oblations. Les dépenses se montent à 646 livres. En 1739, les recettes portent sur 635 livres. La fabrique dispose donc de certaines réserves, mais il paraît que le niveau habituel des recettes ne dépasse pas beaucoup le niveau des dépenses. Celles-ci incluent les honoraires pour les messes et prières de fondation, qui ne sont pas dites par le curé, mais par un clerc laïc employé par la fabrique. Les œuvres de charité commencent aussi à jouer un certain rôle. C'est apparemment sous Jean-Pierre de Combet qu'un bureau des pauvres est fondé. Sa première mention figure dans le testament de Marguerite Collet, daté de 1734 : elle lui laisse des terres valant environ 1 200 livres. L'abbé Tarlé lègue au bureau des pauvres une rente annuelle de cinquante livres. Son testament, rédigé le 20 octobre 1746, comporte également la dernière fondation connue faite à l'église de Cinqueux. La paroisse jouit d'une certaine prospérité jusqu'à la fin de l'Ancien Régime, mais doit aussi faire face à d'importantes dépenses, concernant notamment la refonte des trois cloches en 1769 (219 livres) ; l'acquisition d'une nouvelle horloge en 1776(134 livres) ; une nouvelle refonte de la grosse cloche et la réparation de la petite en 1782 (288 livres) ; et une nouvelle refonte de la moyenne cloche en 1783 (160 livres).

#### La période révolutionnaire
En 1789, le curé de Cinqueux est Philippe Boucher. Il avait été nommé par le prieuré de Saint-Leu-d'Esserent en 1773, et avait été auparavant chapelain de l'hôpital de Clermont. Son prédécesseur Charles-Nicolas Dupuis n'avait pas été nommé par le prieuré, qui avait oublié de faire usage de son droit : au bout d'une vacance de la cure pendant six mois, il avait été installé par l'évêque de Beauvais. L'abbé Boucher ne se rend pas à la réunion des trois ordres à Senlis en mars 1789, et se fait représenter par le curé de Verneuil-en-Halatte. La perte des archives du bailliage de Senlis empêche de fournir une synthèse complète de la suite des événements à la période révolutionnaire. La première manifestation de la Révolution française est un don patriotique de 75 livres, que la fabrique remet au receveur de Cinqueux. L'inventaire des biens ecclésiastiques par les officiers municipaux a lieu le 10 septembre 1790. La vente des terres de la fabrique commence dès le 23 septembre. Fin janvier 1791, le curé est censé prêter serment à la Constitution civile du clergé. Selon Amédée Beaudry, il est plus clairvoyant sur les intentions réelles des révolutionnaires que nombre de ses confrères. À l'issue de la grand-messe du 23 janvier, il déclare : « Je jure de veiller avec soin sur les fidèles de ma paroisse, d'être fidèle à la Nation et au Roi, et, en qualité de Chrétien et de ministre de la religion, je ne peux accepter la Constitution civile du clergé ». Par une délibération du 5 mars, le directoire du district de Clermont le somme de déclarer dans les vingt-quatre-heures s'il est prêt à jurer, faute de quoi il sera démis de ses fonctions et remplacé. L'abbé Boucher ne flanche pas, et le 3 avril, les électeurs du district élisent à sa place François Lemembre, âgé d'environ trente-cinq ans, prêtre habitué de Liancourt. Les revenus de la cure de Cinqueux étaient de 593 pour l'année 1790. Le traitement annuel d'un curé est fixé à 1 200 livres, et le secours annuel aux prêtres réfractaires est de 500 livres. L'abbé Boucher touche donc cette rente, et n'est apparemment pas inquiété, mais ses traces se perdent en 1794.
Le 24 novembre 1793, la municipalité doit porter à Liancourt l'argenterie de l'église. On y inclut même des ex-voto déposés devant l'autel de la Vierge Marie, de la lingerie et des ornements sacerdotaux, « pour être transmis à la Convention nationale et offerts à la patrie ». Les objets de cuivre, d'étain, de plomb et de fer suivent plus tard. Deux parmi les trois cloches sont descendues et transportées à Creil, et de là, à Paris. Le culte catholique cesse quelques jours ou semaines plus tard, avant la fin de l'année. Il n'y a pas trace de l'instauration du culte de la Raison à Cinqueux. Le culte de l'Être suprême est toutefois introduit au mois de mai 1794. Le curé abdique les fonctions sacerdotales, mais reste comme instituteur. La vente des biens de la fabrique, données par des générations de fidèles, continue toujours, et c'est en date du 25 novembre 1796 que le presbytère est vendu comme bien national. C'est le bâtiment remis en état par Jean-Pierre de Combet, et il comporte quatre pièces : vestibule, cuisine, cabinet, chambre. L'autre bâtiment ayant jadis contenu la cuisine, ainsi que le cellier et la cave, se trouve ruinée en ce fin du XVIIIe siècle. L'acquéreur est Pierre Morizaut, propriétaire à Verderonne. Les dernières terres de la fabrique sont vendues le 7 février 1797, et la dernière maison le 15 mars 1800 seulement. Dès 1795, le culte a repris dans quelques communes voisines, mais ce n'est pas le cas à Cinqueux, bien que François Lemembre, instituteur et ancien prêtre, y réside toujours.

#### Depuis le début duXIXesiècle

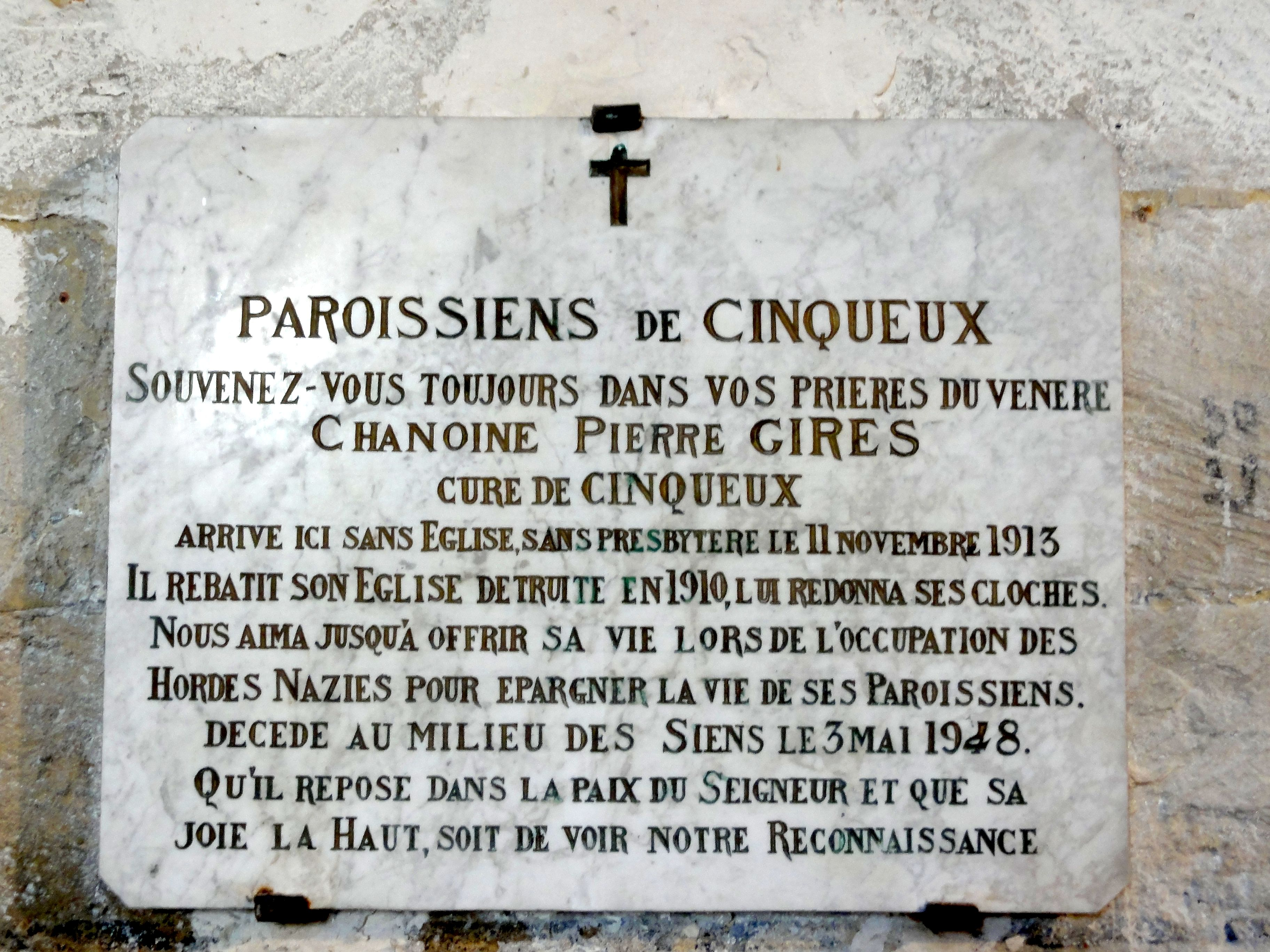
Plaque commémorative pour le chanoine Pierre Cires, curé de Cinqueux de 1913 à 1948.

Le revirement de la situation n'intervient qu'avec le Concordat de 1801, quand les fidèles de Cinqueux n'ont plus à craindre les dénonciateurs. Le diocèse de Beauvais est annexé au diocèse d'Amiens, mais rétabli en 1822. En 1808, le conseil de fabrique entame une procédure en justice envers des débiteurs récalcitrants, qui doivent s'acquitter de rentes en vertu de fondations anciennes. C'est un cas isolé, qui illustre les efforts des paroissiens pour trouver des ressources afin de remeubler l'église et assurer la pérennité de l'exercice du culte catholique à Cinqueux. Malheureusement, l'étude de l'abbé Amédée Beaudry omet le XIXe siècle, et conclut avec les conséquences de la loi de séparation des Églises et de l'État du 9 décembre 1905 : il paraît paradoxal au point de vue des paroissiens que le mobilier qu'ils viennent d'offrir à l'église est attribué à la commune. Aussi, la paroisse perde-t-elle ses trois dernières rentes, dont l'une fut touchée conjointement avec la commune. Les fidèles sont désormais déchargés des frais de l'entretien de l'église, ce qui est en principe un point positif, mais comme le montreront les événements de 1910 (voir ci-dessous), la municipalité de Cinqueux n'entreprend rien pour réparer l'église quand la pile sud-est du clocher s'effondre le soir du 17 février : elle n'envisage rien d'autre que la démolition. Un nouveau curé est toutefois installé le 11 novembre 1913. C'est le chanoine Pierre Gires. Grâce à son engagement, l'action des paroissiens et la générosité de la famille Drouin, l'église est réparée et restaurée entre 1919 et 1920, mais néanmoins amputée de sa Grande chapelle (voir ci-dessous). Sous l'Occupation nazie, Pierre Gires se distingue encore par son courage, et offre sa vie pour préserver celle des paroissiens. Il meurt le 3 mai 1948, et une plaque commémorative dans la nef de l'église maintient sa mémoire vivante. Aujourd'hui, Cinqueux n'a plus de curé en titre, et est affiliée à la paroisse Sainte-Maxence de Pont-Sainte-Maxence. Le presbytère reste à l'usage de la paroisse. Des messes dominicales anticipées sont célébrées environ un samedi par mois.

### Les campagnes de construction de l'église
Au cours des années 1840, Eugène Woillez a fourni un travail de pionnier à une époque que l'architecture romane n'avait pas encore été scientifiquement étudiée. Ne disposant pas encore d'assez d'éléments tangibles, il a préféré ne pas dater la nef de Cinqueux. En 1884, l'abbé Jules Gérin attire l'attention sur les restaurations malencontreuses que l'église a subies, et déplore la négligence de la conservation du mobilier ancien. Il n'entreprend pas une description méthodologique, et ne propose pas non plus une datation. En 1910, le chanoine Amédée Beaudry est le premier archéologue amateur à publier une étude plus détaillée sur l'église de Cinqueux. Il ne s'attarde toutefois pas sur les détails de la modénature, de la décoration et de la sculpture qui permettraient de dater les différentes parties de l'édifice, en faisant des rapprochements avec d'autres églises de la région qui présentent les mêmes particularités. Pour la nef et les bas-côtés, Beaudry envisage la période comprise entre 1090 et 1110, sans toutefois étayer cette hypothèse par des arguments. L'absence de chapiteaux au niveau des grandes arcades parle effectivement en faveur d'une date assez reculée, et comme il sera démontré plus tard, les ressemblances avec la nef de Rhuis, que Dominique Vermand date du milieu du XIe siècle, sont non négligeables. En même temps, des colonnettes à chapiteaux flanquent au moins une fenêtre, celle en haut du portail occidental, ce qui n'est pas le cas à Rhuis. La sculpture des chapiteaux rend possible une datation pour les années 1070, comme Danielle Valin-Johnson l'a établi pour des chapiteaux analogues du clocher-porche de Morienval. D'autres caractéristiques sont à prendre en compte pour la datation, comme les portails ou les cordons de billettes qui forment l'essentiel du décor extérieur. La façade de l'église de Rhuis en montre déjà une forme précurseur. Rien ne s'oppose donc, à la première vue, à un avancement de la date de construction jusqu'aux alentours de 1080. Selon Dominique Vermand, la dernière nef aux grandes arcades retombant sur de simples impostes moulurées serait celle de l'église de Trucy (Aisne), qui date du début du XIIe siècle. C'est donc non sans raison qu'Amédée Beaudry indique l'année 1110 comme date extrême de fin de la construction, mais globalement, il rajeunit trop l'église.
De différents articles font mention de l'église Saint-Martin de Cinqueux, que son tragique destin fera connaître à un grand public. L'Essai sur la paroisse de Cinqueux de l'abbé Beaudry demeure toutefois la seule étude globale consacrée à son architecture et son histoire. Dans son ouvrage sur le canton de Liancourt publié en 1968, Lucien Charton en fournit une synthèse pertinente, enrichie de quelques détails qui méritent d'être soulignés. Dix ans plus tard, Émile Lambert s'intéresse surtout aux événements de 1910 et la reconstruction. De ce fait, l'on ne dispose que de l'avis d'un unique auteur pour la datation du transept, du chœur et de la Grande chapelle : Amédée Beaudry. D'après lui, c'est entre 1200 et 1225 que le transept et l'abside romane auraient été remplacés par les parties orientales actuelles, qui affichent le style gothique primitif. Ici non plus, l'historien ne dévoile pas le raisonnement ayant conduit à cette conclusion. Il en va de même pour la Grande chapelle, un complexe un peu irrégulier de deux travées sur trois, qui est ajouté ultérieurement au sud de la croisée du transept et du chœur, ce qui a entraîné la démolition du croisillon sud. Cette chapelle, qui est toujours de style gothique primitif, est ruinée depuis 1910, et a été en grande partie démolie en 1919-1920. Les profils des nervures des voûtes et la sculpture des chapiteaux présentent des différences par rapport aux parties orientales bâties lors de la campagne précédente, mais semblent appartenir à la même époque. Il n'y avait pas de différence de hauteur, et les arcs-doubleaux à l'intersection entre les deux parties ne montraient pas de trace manifeste d'un raccordement réalisé après coup. Comme il sera démontré plus tard (voir le chapitre Grande chapelle), le fenestrage est caractéristique du premier quart du XIIIe siècle. Mais le chanoine Beaudry n'a pas entrepris de comparaisons avec d'autres églises possédant les mêmes fenêtres, et il situe ainsi la construction de la chapelle entre 1275 et 1300. L'on serait tenté de croire que cette datation est seulement motivée par l'idée que le croisillon sud n'aurait pas été démoli immédiatement après sa construction. Sans tenir compte de l'existence antérieure du croisillon, qui d'ailleurs n'a jamais été prouvée, et sans se préoccuper du délai entre son achèvement et son remplacement, l'on pourrait considérer que la Grande chapelle aurait été bâtie immédiatement après le transept et le chœur. Une étude archéologique sérieuse de l'église Saint-Martin reste toujours à faire.

### L'état de l'église à la fin duXIXesiècle
L'abbé Jules Gérin, secrétaire du Comité archéologique de Senlis, a visité l'église Saint-Martin vers 1882 / 1883 et livre ses impressions. Les restaurations malheureuses et trop radicales effectuées dans un passé récent suscitent son indignation, et il déplore que certains membres du clergé n'ont pas reçu une éducation suffisante pour « comprendre les qualités et les règles de l'art », et n’hésitent donc pas à supprimer des éléments des églises qui méritent pourtant d'être protégés. Ainsi, le tympan de l'ancien portail roman a été fait à neuf, et la nef a été badigeonnée, sans le moindre respect pour les tailloirs archaïques des grandes arcades ainsi noyés dans la chaux. Derrière les fonts baptismaux, l'on avait accroché un triptyque de la Renaissance, mais en laissant vide le panneau central, alors que le tableau représentant la Crucifixion devant s'y trouver était stocké dans un vieux bahut, pèle-mêle avec de différents débris. L'abbé estime qu'il vaut mieux investir dans la restauration des œuvres d'art de valeur au lieu d'acheter du mobilier neuf de qualité médiocre, ou au moins confier les pièces jugées irrestaurables à un musée. En ce qui concerne la charpente lambrissée de la nef, Jules Gérin craint qu'elle ne soit sacrifiée à la modernité comme dans de si nombreuses autres églises : sa crainte s'est avérée justifiée, mais la voûte en bois n'a été définitivement supprimée que lors de la restauration au début des années 1920. Les dalles funéraires sont exposées à l'usure par le va-et-vient des fidèles : l'auteur propose de les redresser contre les murs, ce qui n'a jamais été fait. La Grande chapelle met le restaurateur face à un conflit : est-ce qu'il vaut mieux conserver les boiseries de style Louis XIV ou restituer dans leur ensemble toutes les fenêtres, qui se trouvent partiellement bouchées par les boiseries ? L'effondrement des voûtes de la chapelle en 1910 rendra vaine toute autre réflexion quant à ce sujet. Pour clore son rapport d'inspection, l'abbé Gérin signale encore deux remarquables statues reléguées aux oubliettes : une sainte Catherine, entreposée dans un coin d'escalier, et surtout une Vierge à l'Enfant assise du XIIe siècle, placée en haut de la corniche de la voûte en bois de la nef, et recouverte d'une épaisse couche de badigeons. La voix de Jules Gérin n'a pas été entendue : ces œuvres ne se trouvent plus en l'église.

### La ruine partielle de l'église en 1910

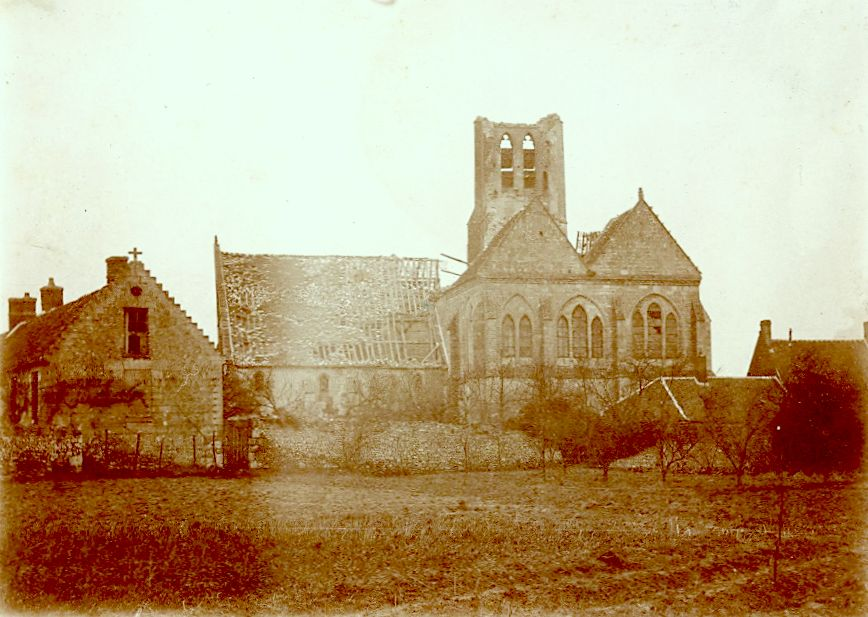
Situation après août 1910.

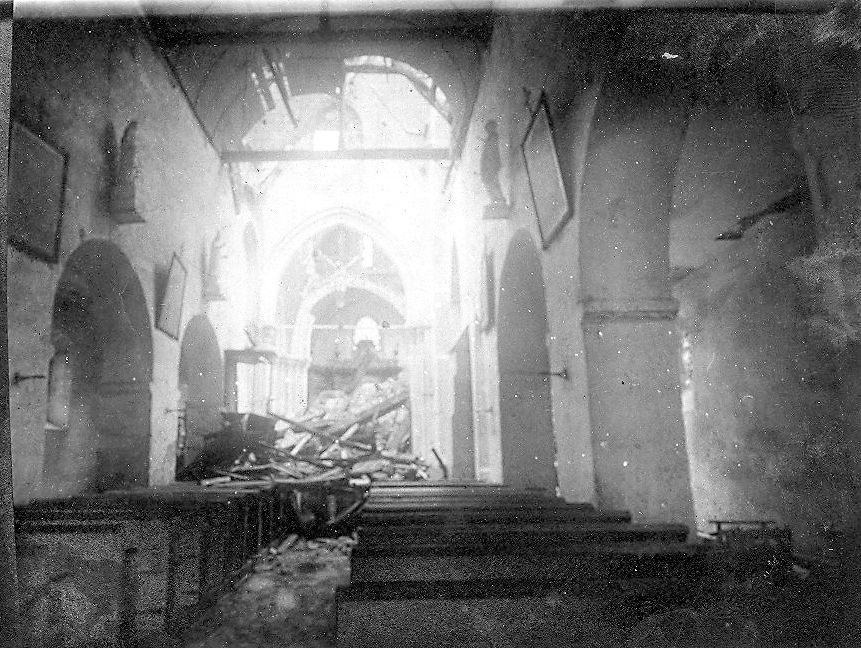
La nef après l'effondrement du clocher en 1910, vue vers l'est.

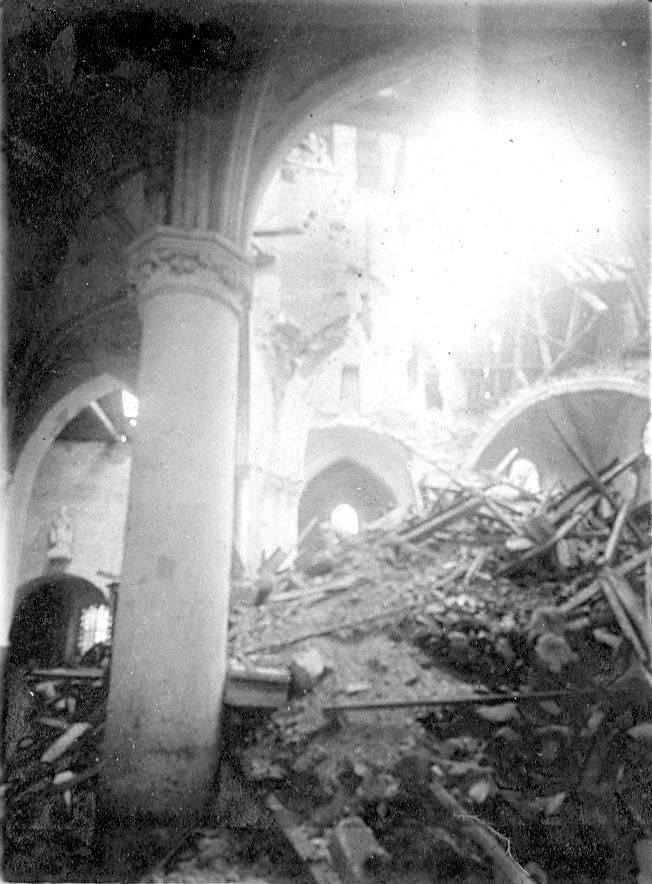
La Grande chapelle ruinée en 1910 ; 2e travée, vue vers le nord dans le transept.

Le 17 février 1910 à 20 h 00, la pile sud-est du clocher s'effondre inopinément dans un grand fracas, alors qu'un homme vient juste de sortir de l'église, où il avait sonné l'Angélus. La pile était depuis longtemps minée par l'infiltration d'eaux pluviales, car le chéneau entre les deux toits en bâtière de la Grande chapelle au sud n'était apparemment pas incliné dans le bon sens. Une partie du clocher est entraînée dans la chute et les voûtes de la croisée du transept et du chœur sont partiellement détruites, mais le toit du clocher reste intact. Le lendemain, le maire, Eugène Duvivier, et le sous-préfet de Clermont, M. Maëstracci, déclarent que le clocher ainsi entamé représente une menace pour la sécurité publique. Au lieu de l'étayer ou songer à une déconstruction ordonnée, ils estiment que le recours aux explosifs est la seule solution. Ils font appel au 23e régiment du génie de Versailles, qui envoie un détachement le 23 février. Les militaires ne réussissent pas leur mission à la première tentative, et ont besoin de deux jours et de trois charges de mélinite pour venir à bout de la toiture. Par une résolution du 15 mai 1910, la Société archéologique de Clermont exprime ses regrets que ses avertissements réitérés sur la nécessité de réparations d'urgence n'aient pas été entendus. Elle demande d'être consultée lors de la reconstruction, afin que l'authenticité du monument soit, le mieux possible, respectée. Les membres de la Société évitent en même temps des revendications trop catégoriques, afin que la reconstruction ne soit pas compromise,,,,.
L’événement fait la une de plusieurs quotidiens nationaux dont le Petit Parisien. Il est évoqué à l'Assemblée nationale à plusieurs reprises par Maurice Barrès, alors engagé dans une campagne pour la préservation des églises de France dont il juge leur conservation non garantie par la loi de 1905. Le conseil municipal refuse toute réparation à l'église, et reste insensible aux requêtes soumise par le comité de soutien, constitué spontanément par douze paroissiens. Cependant, ce n'est pas qu'une petite minorité de la population qui est attachée à son église, et un grand nombre envahit plusieurs fois la salle du conseil municipal pendant les séances, injurie les conseillers et les reconduit chez eux tout en criant « Démission ! ». Sous cette pression, le conseil municipal est finalement prêt de signer un accord avec le comité de soutien, et vote une subvention de 10 000 francs. Cette somme ne représente pas beaucoup pour la commune, qui dispose alors d'un capital liquide de 40 000 francs. La population se cotise aussi, et sur la centaine de familles qui habitent Cinqueux, quatre-vingt-douze familles donnent une petite somme, ce qui permet de réunir 3 400 francs. Or, au mois d'août, les voûtes de la Grande Chapelle s'écroulent aussi en partie, et avec elles, une partie de son toit : en effet, la pile du clocher servait aussi d'appui aux voûtes de la seconde et de la troisième travée du vaisseau nord de la chapelle. Au fond, le conseil municipal n'a pas changé d'avis, et en 1912, il demande la désaffectation de l'église pour récupérer les matériaux. Cette demande est rejetée par le préfet de l'Oise suivant le vœu émis par la Commission des monuments historiques en 1915. Cette dernière considérant en effet que l'église de Cinqueux « présente un certain intérêt du point de vue de l'art ». Rien n'est entrepris dans un premier temps, et un bâtiment provisoire est construit pour la célébration du culte. Encore longtemps utilisé comme salle de réunion, il est démoli en 1965 à la suite d'un incendie partiel,,.
Les travaux de reconstruction de l'église débutent en 1919 grâce à un important don de la famille Drouin, originaire de Paris et amie de l'abbé Pierre Gires. En mars 1919, Yvonne Drouin est emportée par la maladie. Sa mère décide alors de donner l'argent que ses parents lui destinaient pour la reconstruction de l'église. Dans une lettre adressée à l'abbé Pierre Gires, trois jours après la mort de sa fille, Mme Drouin écrit : « Hâtez-vous M. le curé, de faire le nécessaire pour que les travaux, malgré leur excessive cherté puissent être commencés au plus vite. Je tiens essentiellement à ce que toute, toute votre église soit reconstituée par ma chère Yvonne et que tout vienne d'elle ». Pour cette raison, Cinqueux garde la mémoire d'Yvonne Drouin à travers le nom d'une rue du village, celle desservant l'église. Par manque de moyens, le clocher n'est pas réédifié. Non encore protégé par l'inscription aux monuments historiques, le mur occidental et la plus grande partie du mur méridional de la Grande chapelle sont démolis, et les matériaux récupérés sont utilisés pour boucher les arcades au sud de la croisée du transept et du chœur. L'église, en partie reconstruite, est rendue au culte le 18 juillet 1920,. Les vestiges de la Grande chapelle sont inscrits au titre des monuments historiques par arrêté du 2 avril 1927.

## Description

### Aperçu général

Plan de l'église.

Orientée presque régulièrement, avec une légère dérivation de l'axe de l'édifice (de 7°) vers le sud-ouest du côté de la façade, l'église Saint-Martin répond à un plan cruciforme. La nef est de plan basilical, c'est-à-dire, elle est accompagnée de deux bas-côtés. En l'absence de voûtement, seules les grandes arcades déterminent le nombre de travées : il y en a quatre au nord, et trois et demie au sud, la quatrième étant partiellement bouchée depuis l'adjonction de la Grande chapelle au XIIIe siècle. Une demi-travée s'interpose entre la nef proprement dite et le transept. Celui-ci se composait initialement de trois travées légèrement barlongues, la largeur dépassant la profondeur. Depuis le XIIIe siècle, le transept se trouve amputé de son croisillon sud, qui a été remplacé par une travée de la Grande chapelle. Il n'y a donc plus que la croisée du transept et le croisillon nord, qui est la chapelle de la Vierge Marie. Le chœur ne comporte qu'une seule travée et se termine par un chevet plat. Il est homogène avec le transept, et a les mêmes dimensions que le carré du transept. Contrairement à la nef et les bas-côtés, les parties orientales sont voûtées d'ogives. Une tourelle d'escalier occupe l'angle entre le croisillon nord et le chœur, et dessert les combles, ainsi que le clocher. Jusqu'en 1910, le croisillon nord servait de sacristie. Depuis 1920, le croisillon sud fait de nouveau partie de l'église, et une sacristie existe au sud du chœur, au sein du périmètre de l'ancienne Grande chapelle. Cette chapelle était d'un plan irrégulier. Elle comportait trois travées en longueur et deux en largeur, soit six travées au total. Les premières travées de chacun de ses deux vaisseaux était plus courtes, et le mur méridional était oblique, de sort que la largeur diminuait d'ouest en est. Le vaisseau septentrional communiquait avec le bas-côté sud, la nef, la croisée du transept et le chœur. La structure des toitures ne correspondait pas à la configuration intérieure, car il y avait deux pignons au sud, et deux toits en bâtière dans le sens nord-sud, de sorte que la limite entre les deux toits se situait au milieu des secondes travées.

### Intérieur de la nef et des bas-côtés

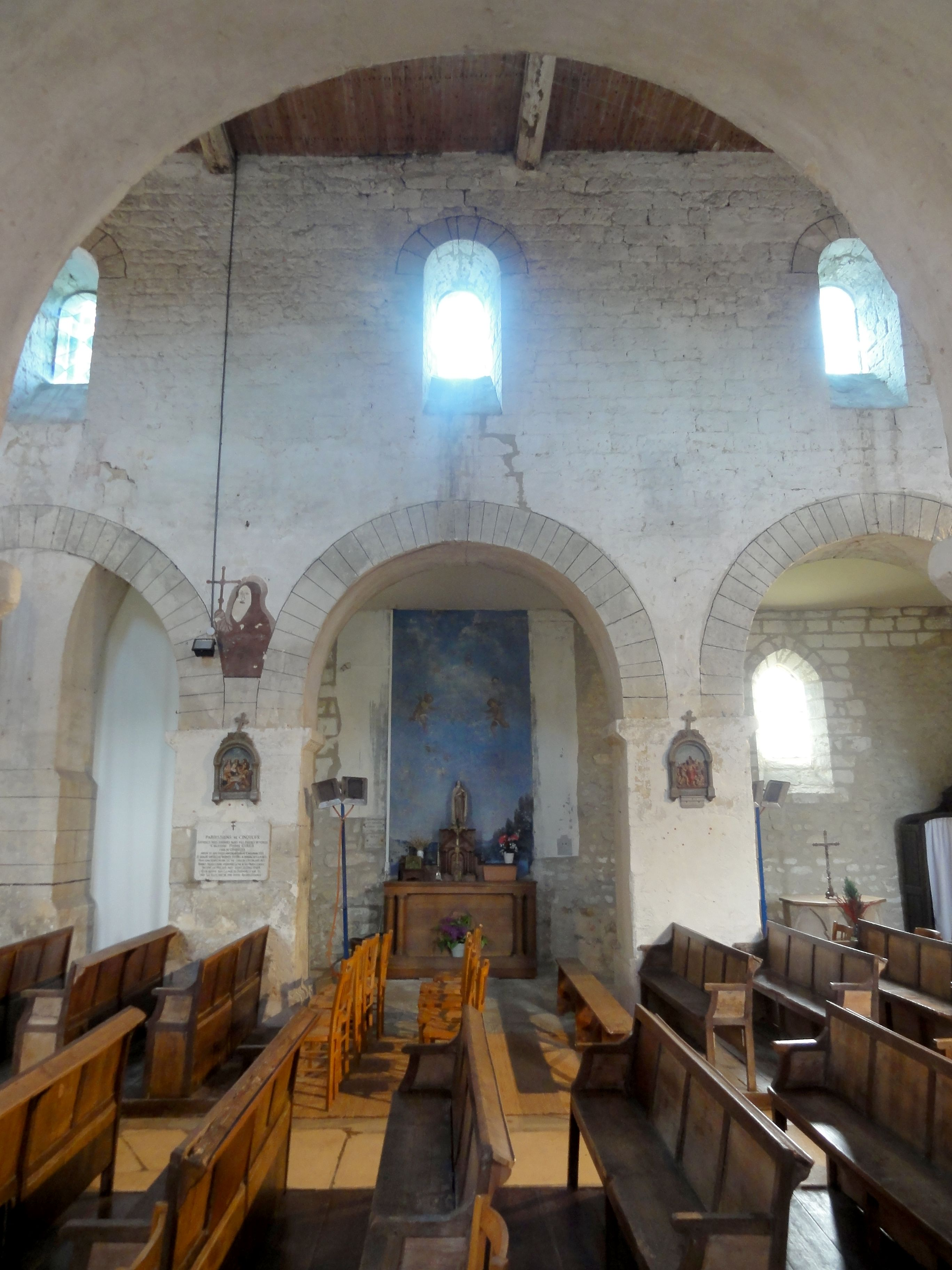
Nef, élévation sud au niveau de la 3e travée.
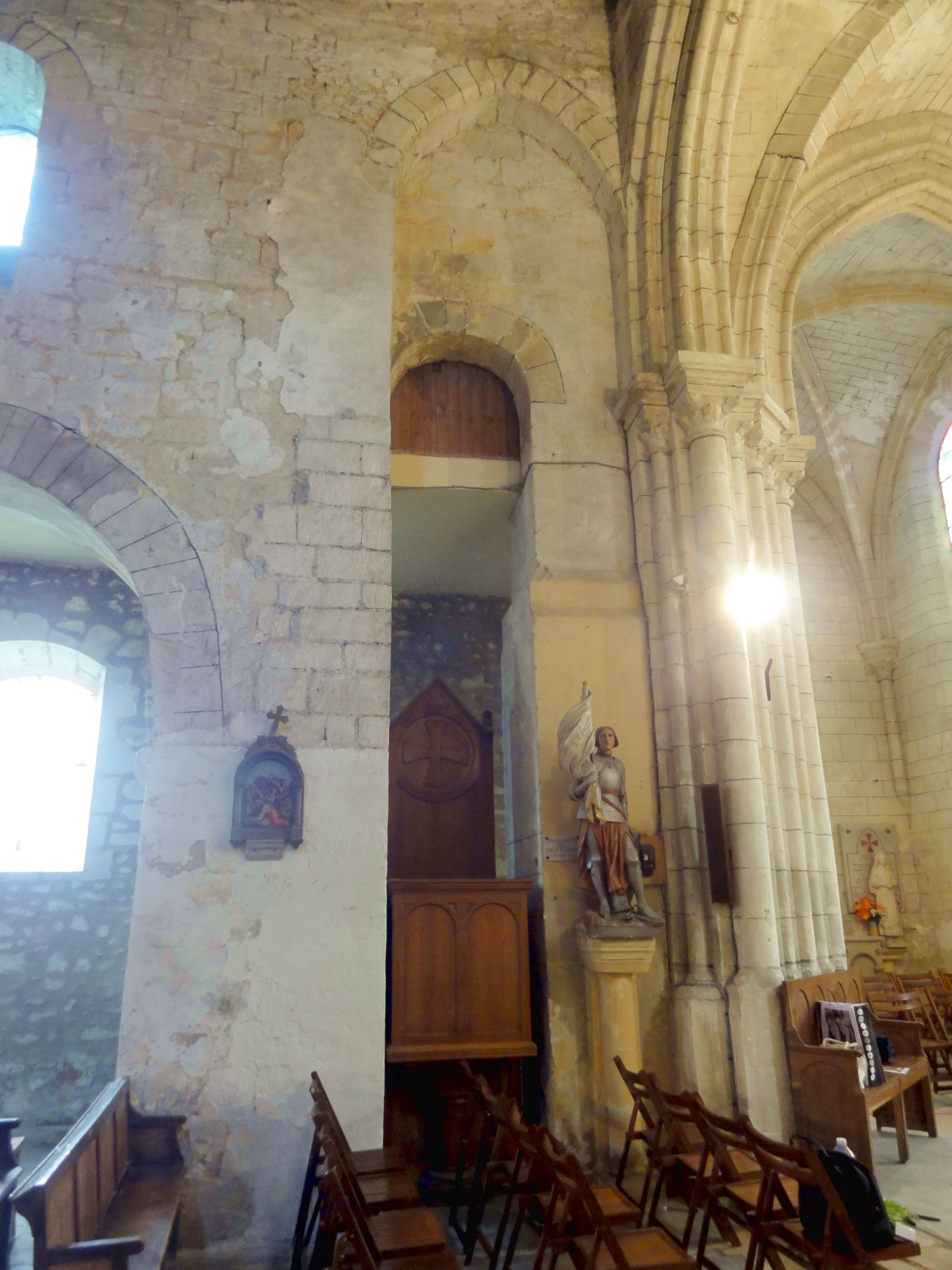
Demi-travée à la fin de la nef, côté nord.
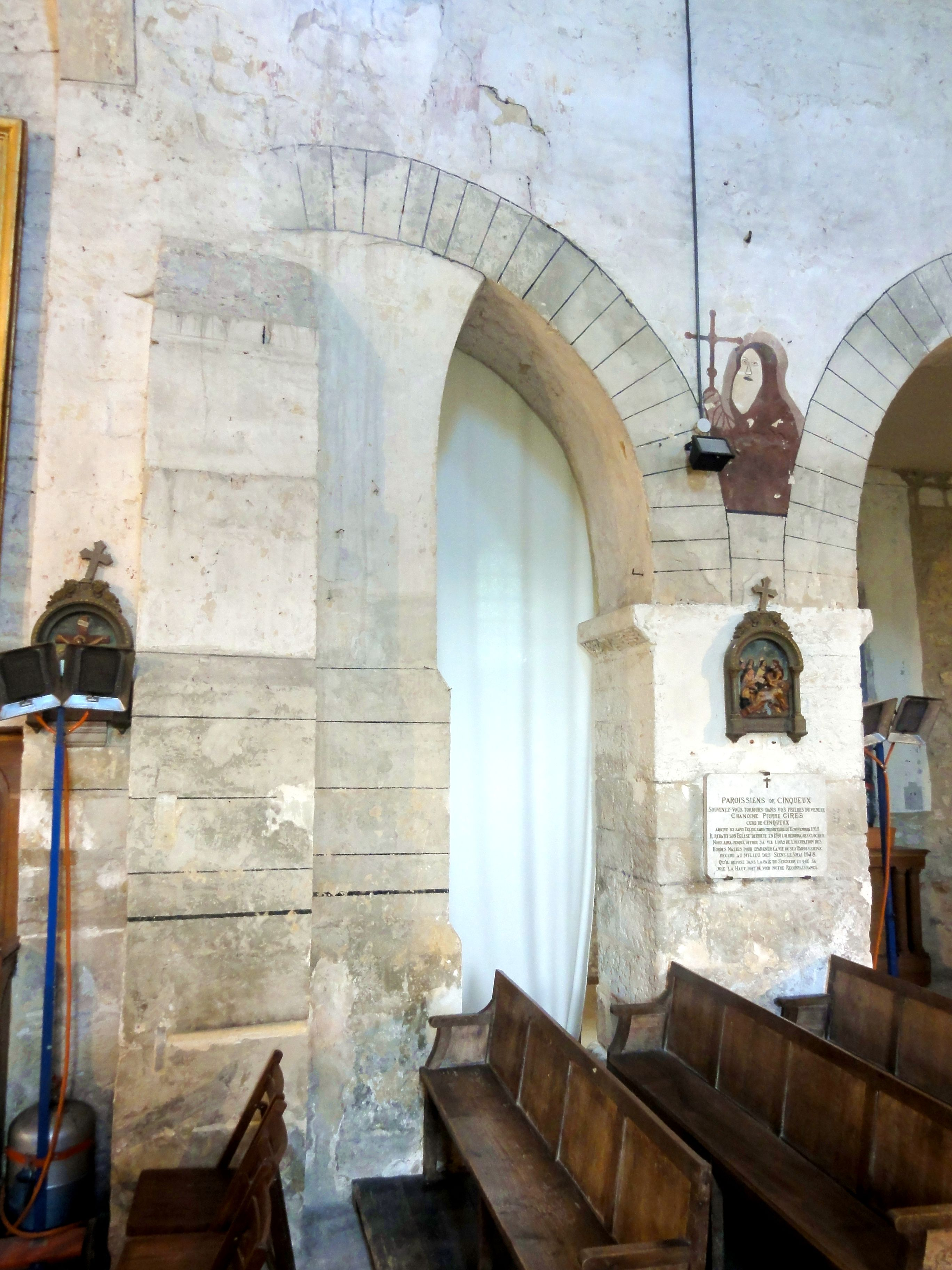
Contrefort de la chapelle et 4e arcade du sud.
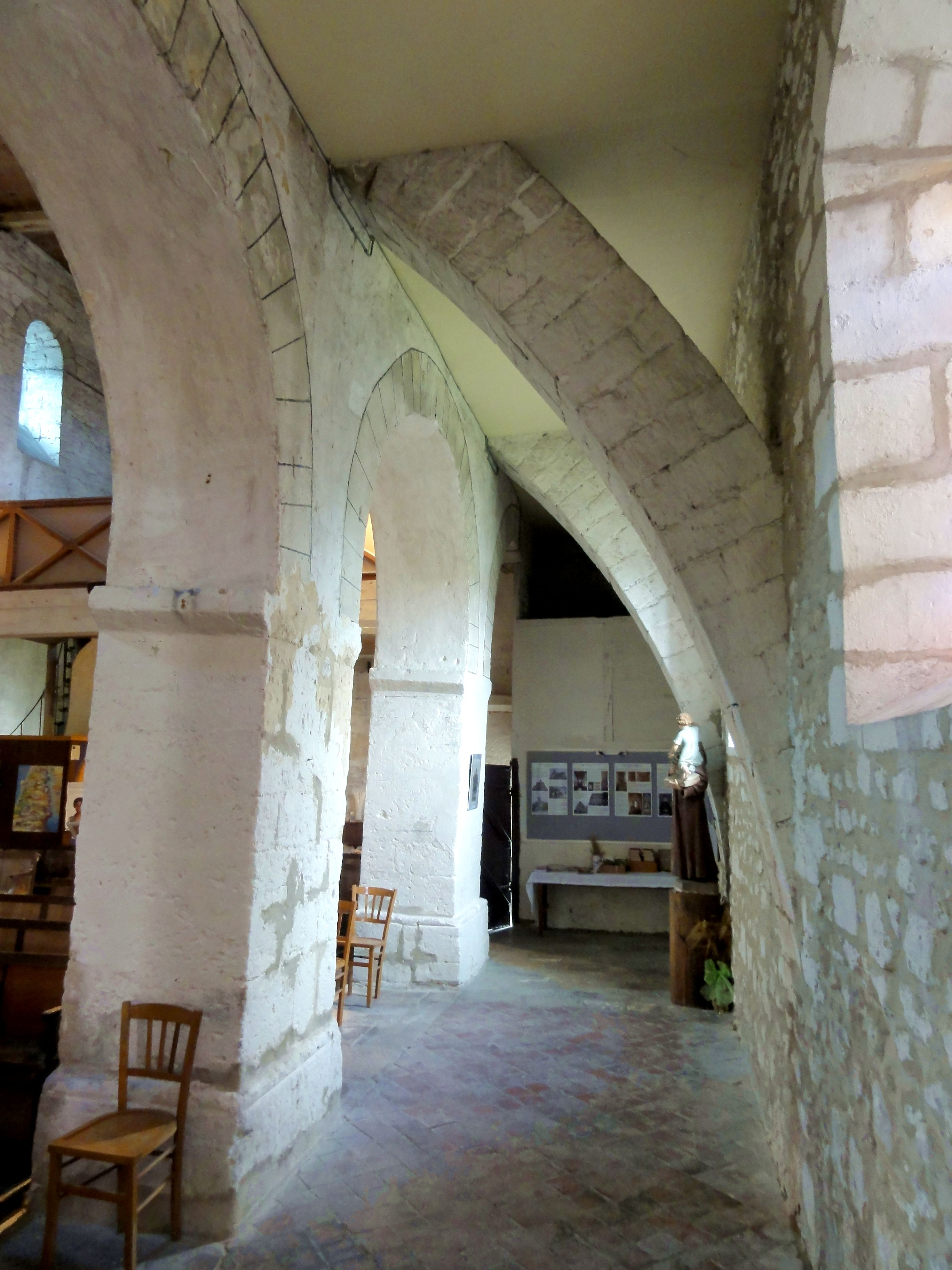
Bas-côté nord, vue vers l'ouest : arc-boutant.
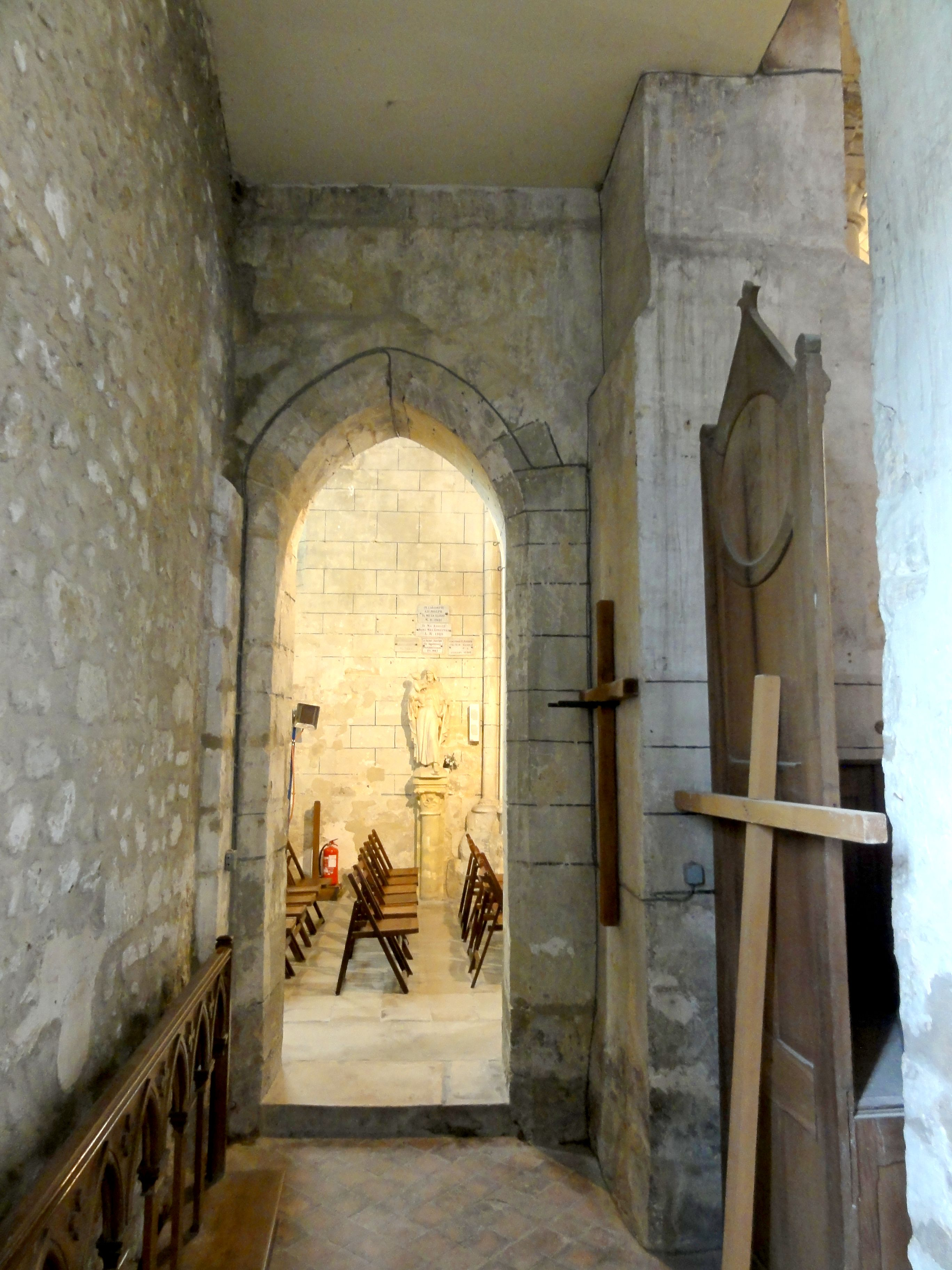
Bas-côté nord, arcade vers le croisillon.
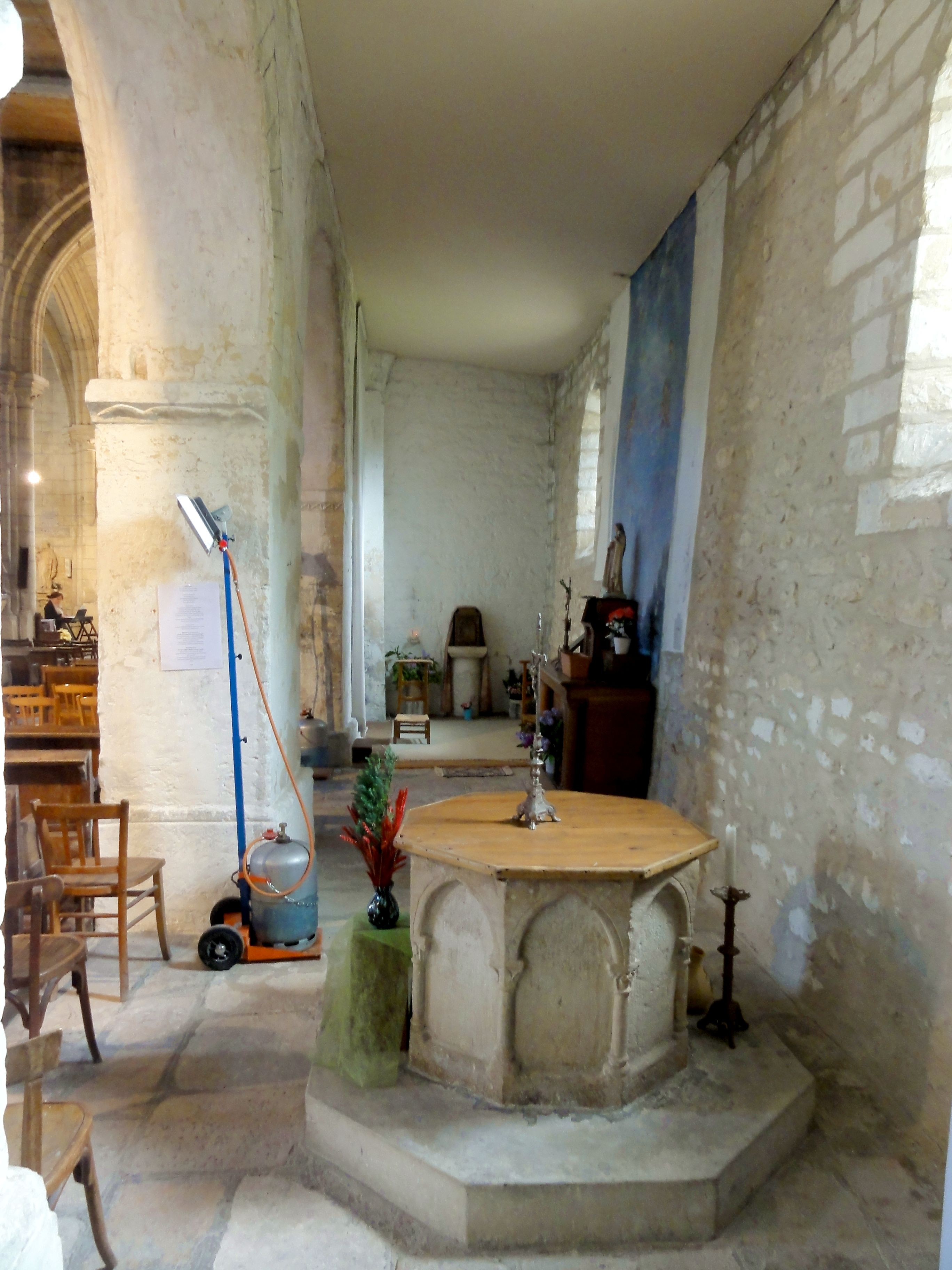
Bas-côté sud et fonts baptismaux, vue vers l'est.

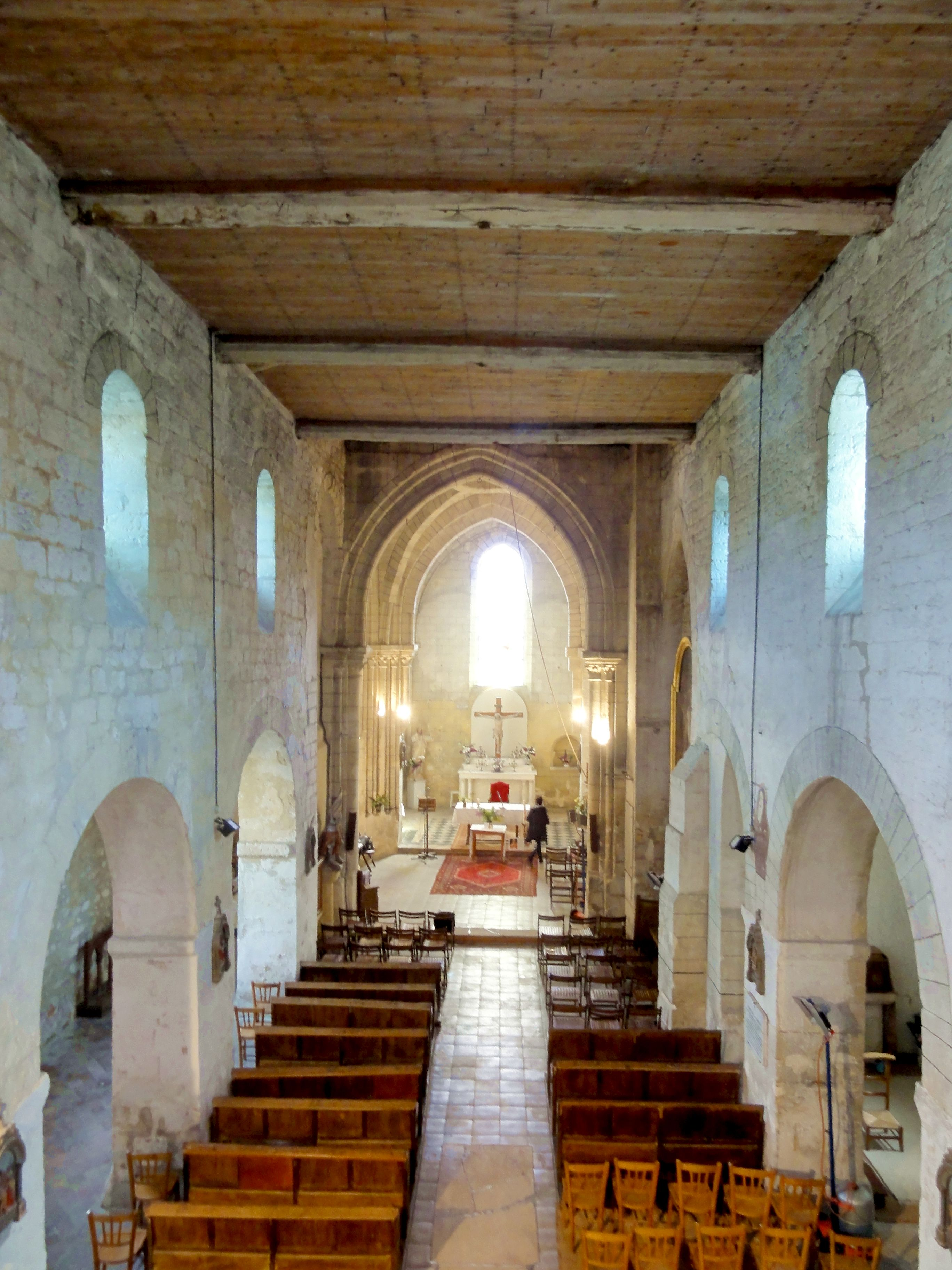
Nef, vue vers l'est.

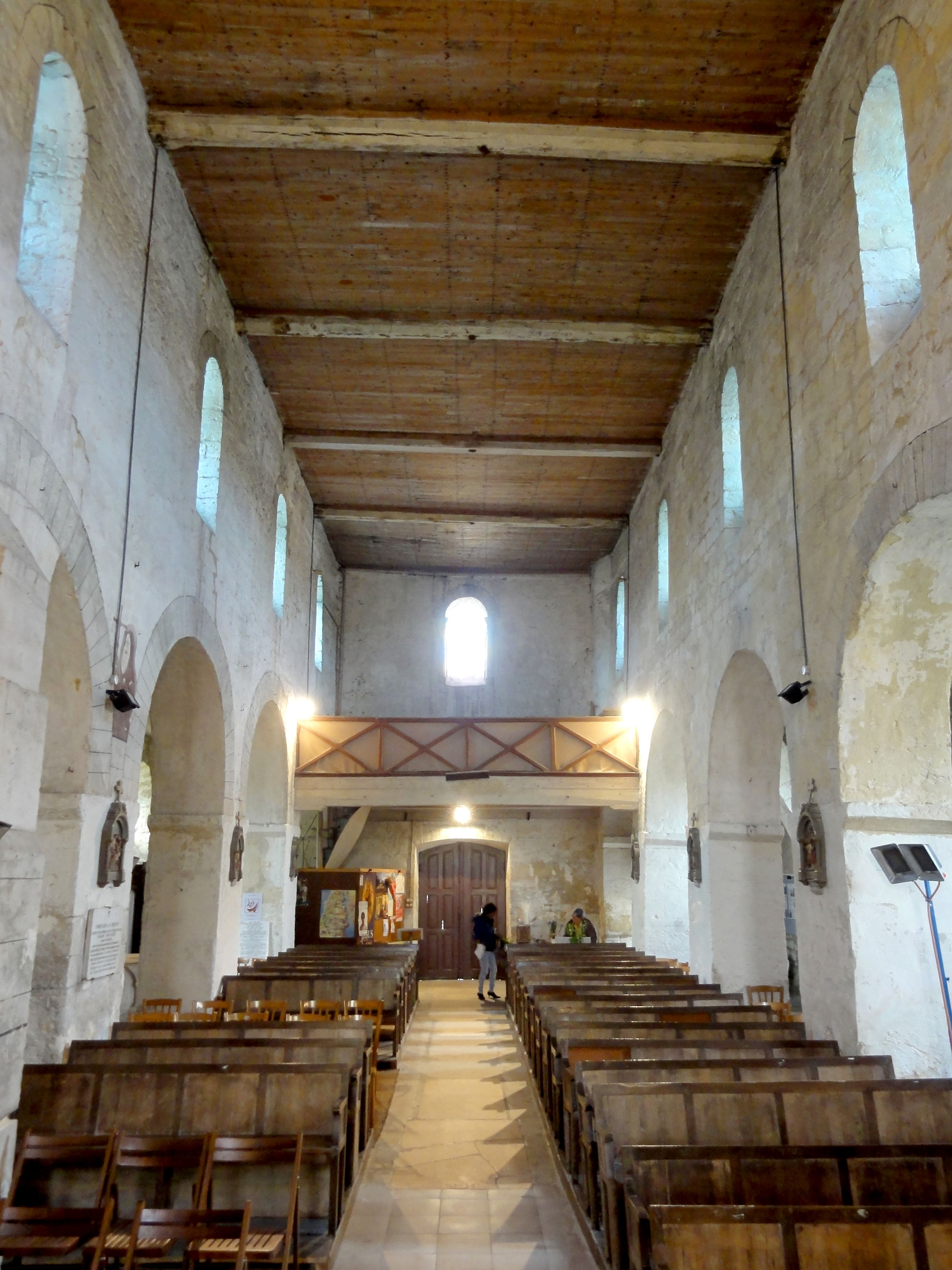
Nef, vue vers l'ouest.

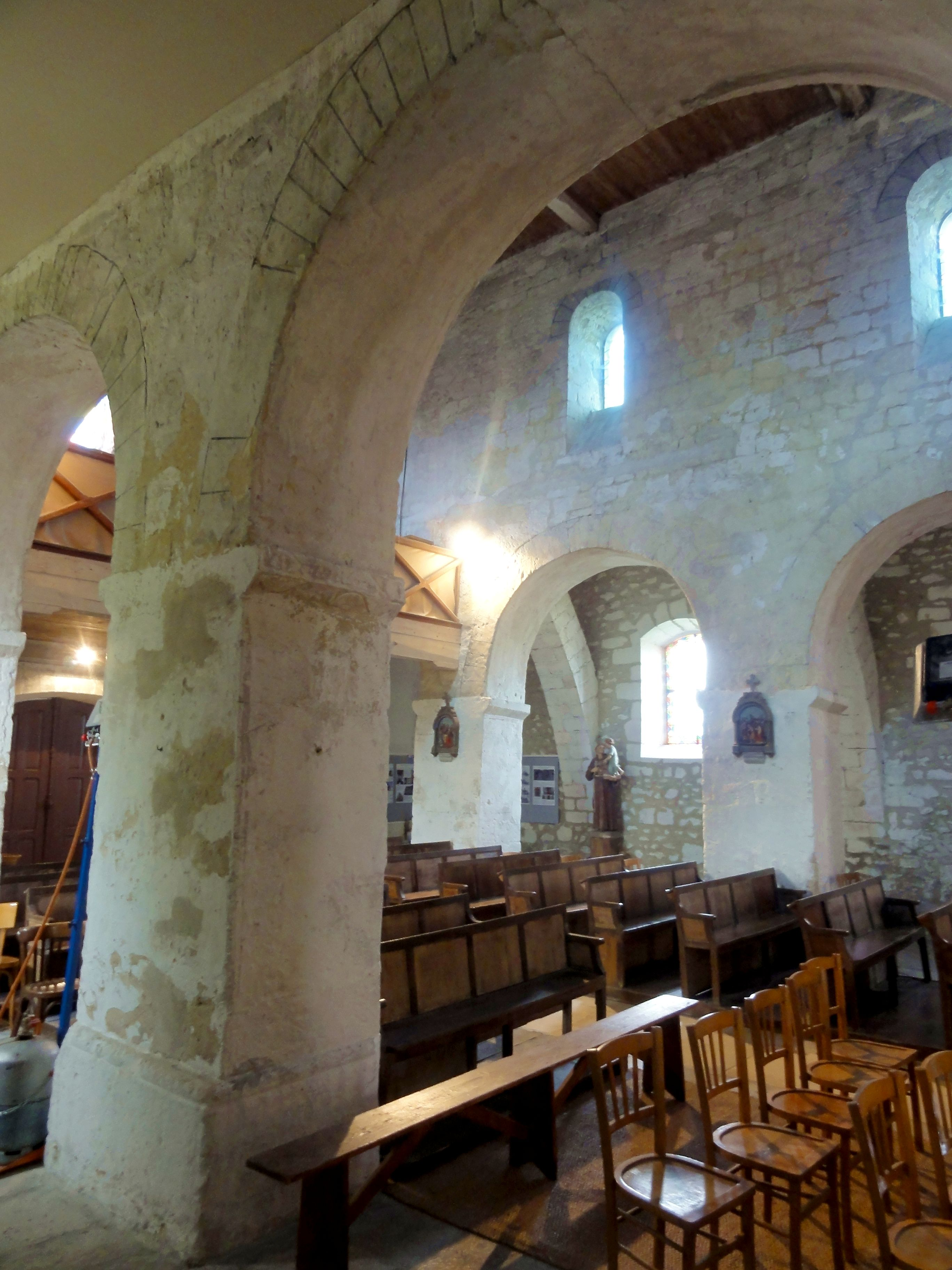
Vue vers le sud-ouest depuis le bas-côté sud.

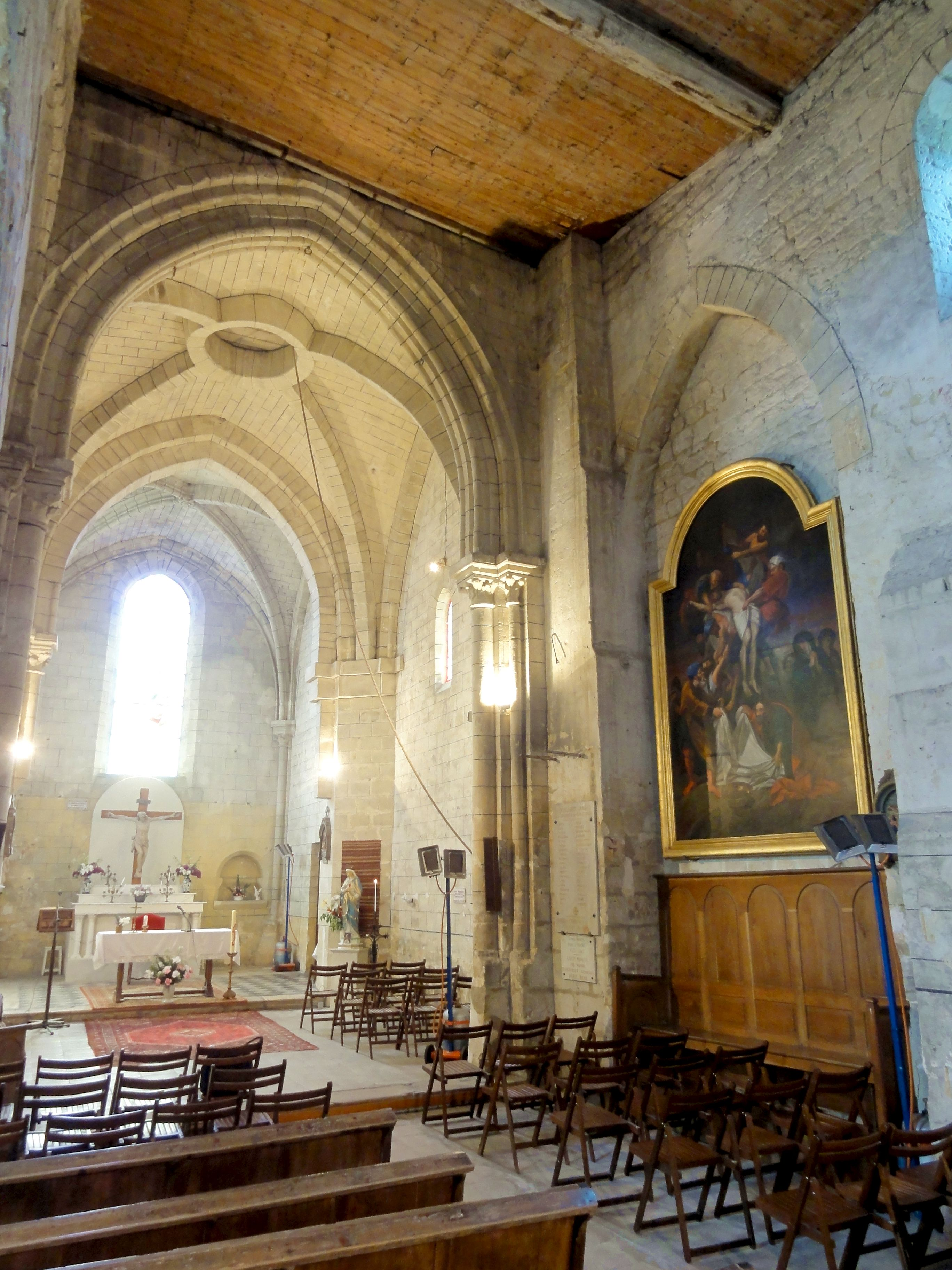
Arc triomphal et arcade bouchée vers la Grande chapelle.

La nef a une longueur intérieure de 16,55 m, et une largeur de 5,45 m entre les murs gouttereaux, ou de 12,00 m entre les murs des bas-côtés. Le bas-côté nord mesure 2,25 m de large et son homologue au sud 2,40 m, et l'épaisseur des murs est de 0,95 m en moyenne. La hauteur des murs gouttereaux est de 8,80 m pour la nef et de 4,60 m pour les bas-côtés. Les grandes arcades sont en plein cintre et à simple rouleau, sans la moindre mouluration. Elles retombent sur des piliers carrés, qui sont entourés à leur base d'une plinthe d'une épaisseur de 5 cm et d'une hauteur inégale, parfois ornée d'un tore. Les fenêtres hautes sont en plein cintre et assez petites, et s'ouvrent au-dessus d'un glacis. Il n'y a pas encore d'ébrasement à proprement parler, et les vitres se trouvent presque au même plan que la surface extérieure du mur. L'église de Rhuis conserve des fenêtres du même type. Elles sont alignées au-dessus des grandes arcades. Jusqu'à la restauration des années 1920, les fenêtres étaient bouchées, car nef et bas-côtés étaient recouverts par une toiture commune. La nef avait une charpente lambrissée, analogue à celle que l'on voit dans la nef de Mogneville. Lors de la restauration, les élévations latérales de la nef et le plafond ont été restitués à peu près dans leur état d'origine : en effet, Eugène Woillez estime que le plafond primitif était horizontal. L'on a conservé les entraits de la charpente et bâti un plafond fonctionnel au-dessus, qui est dissimulé par des lattes malencontreusement cloutées parallèlement aux poutres. L'inconvénient de la disposition actuelle est que la rosace occidentale du XIIIe siècle n'éclaire plus que les combles. La restauration n'a pas visé la restitution de l'état primitif des bas-côtés. Le plafond plat en béton y est apparent, et les fenêtres non authentiques en arc brisé (au sud) et en anse de panier (au nord) ont été laissées en place,.
L'architecture romane fait son apparition dans la région assez tardivement, au milieu voire au dernier quart du XIe siècle, selon Dominique Vermand. Les édifices religieux antérieurs ne présentent pas encore de caractéristiques proprement romans, au moins en ce qui concerne les témoins et vestiges aujourd'hui connus : la plupart des églises romanes ont en effet été remplacées au fil des siècles, ou ont simplement disparu. La nef de l'église de Cinqueux appartient aux débuts de la période romane. Elle se caractérise notamment par le plan basilical, qui est alors peu répandu dans le diocèse de Beauvais. Comme autres exemples, l'on ne trouve guère que les églises de Breuil-le-Vert, Montmille, Rhuis, Sacy-le-Grand, Saint-Rémy-l'Abbaye (commune d'Agnetz) et Sarron. Ce sont les exemples les plus occidentaux dans le nord de la France, le plan étant le plus répandu dans le pays de la Meuse et de la Moselle, où les influences par l'architecture carolingienne étaient plus fortes. Dans les diocèses voisins de Noyon et Diocèse de Soissons, le plan basilical est également assez courant. Dans le Beauvaisis, la plupart des premières églises romanes se caractérisent tout au contraire par des nefs uniques, c'est-à-dire, sans bas-côtés. Celles-ci ne finissent par se généraliser au second quart du XIIe siècle. Les églises voisines de Cambronne-lès-Clermont, Rieux, Villers-Saint-Paul constituent des exemples de ces églises romanes tardives avec bas-côtés,. Les grandes arcades de la nef y retombent sur des colonnettes à chapiteaux, ce qui n'est pas le cas dans les nefs du type de Cinqueux.
Un autre trait caractéristique de la nef de Cinqueux sont les tailloirs ou impostes archaïques des grandes arcades, qui se limitent à l'intrados et sont simplement chanfreinés. Le décor est le plus souvent limité au chanfrein, mais inclut parfois la plate-bande. Cinq exemples sont conservés intacts ; sur les autres impostes, le décor a été victime des réparations et badigeonnages successifs. Les motifs sont essentiellement géométriques et basés sur des variations de la ligne brisée. On la rencontre trois fois, dont une fois seulement gravée, et les autres fois avec les intervalles excavés, comme à Rhuis, Saint-Pierre de Pontpoint et sous les clochers-porches d'Estrées-Saint-Denis et Morienval. Des lignes verticales supplémentaires font ainsi apparaître des étoiles de raie, alternant dans un cas avec des triangles. On peut ici parler d'un début de décor sculpté. L'exemple le plus ancien connu en Île-de-France se trouverait dans la collégiale Notre-Dame de Melun, fondée dans les années 1020-1031 par le roi Robert le Pieux (dans le bas-côté sud de près du transept). Différentes hypothèses ont été évoquées pour expliquer les origines du décor géométrique, mais la découverte d'une stèle mérovingienne gravée d'étoiles semblables dans l'église de Rhuis donne à penser qu'il s'agit bien d'une persistance d'influences mérovingiennes. — Un autre tailloir présente une ligne ondulée en bas-relief, qu'Eugène Woillez interprète comme un serpent, et qui constitue sans conteste un élément sculpté. Un dernier tailloir sort des motifs purement géométriques et fait apparaître deux S renversés et deux oiseaux affrontés sans têtes, mais ici, les lignes sont seulement gravées,,.
Excepté ces détails, la nef ne comporte que deux autres éléments sculptés : ce sont deux colonnettes à chapiteaux qui flanquent la baie en plein plein cintre en haut du mur occidental. Les corbeilles de ces chapiteaux sont simplement épannelées et gravées de volutes d'angle, ainsi que de lignes verticales suggérant des feuilles striées. Deux volutes ou spirales superposées se profilent sur les jambages de la fenêtre à côté des chapiteaux. Des chapiteaux de la même facture se trouvent sur le clocher-porche de Morienval, daté par Danielle Valin-Johnson des années 1070. La nef est donc d'une grande austérité. Elle était initialement atténuée par des peintures murales, qui étaient de deux types : des croix de consécration portées par des apôtres en haut des piliers, et un décor en faux appareil au-dessus des fenêtres hautes et des grandes arcades, ayant pour but de faire apparaître leurs claveaux plus réguliers qu'ils ne le sont. L'appareil, visible derrière une fine couche d'enduit, est toutefois d'une bonne qualité, et constitué de grands moellons assez régulièrement retaillés. — Restent à mentionner les particularités issues des remaniements lors de la reconstruction des parties orientales et l'adjonction de la Grande chapelle. Au nord, une étroite arcade brisée monte presque aussi haut que les sommets des fenêtres hautes. Cette arcade sert d'arc de décharge à une arcade en plein cintre nettement plus basse, qui relie le dernier pilier de la nef à la pile nord-ouest du clocher. Cette pile est partiellement visible, sans doute depuis la démolition de l'arc triomphal du XIe siècle après l'achèvement du transept gothique. Au sud, la disposition est différente. L'arcade brisée est plus large est entièrement bouchée : elle remonte à la construction de la Grande chapelle et faisait communiquer la nef avec celle-ci. À droite de l'arcade, un contrefort du mur occidental de la chapelle fait saillie dans la nef. En plus, la pile sud-ouest du clocher fait aussi légèrement saillie dans la nef, ce qui montre que le clocher n'a pas été construit dans l'axe de la nef. Finalement, dans le bas-côté nord, l'on note deux arcs-boutants qui consolident les deux premiers piliers libres de la nef. Ils doivent être motivés par des instabilités du terrain.

Tailloirs des grandes arcades
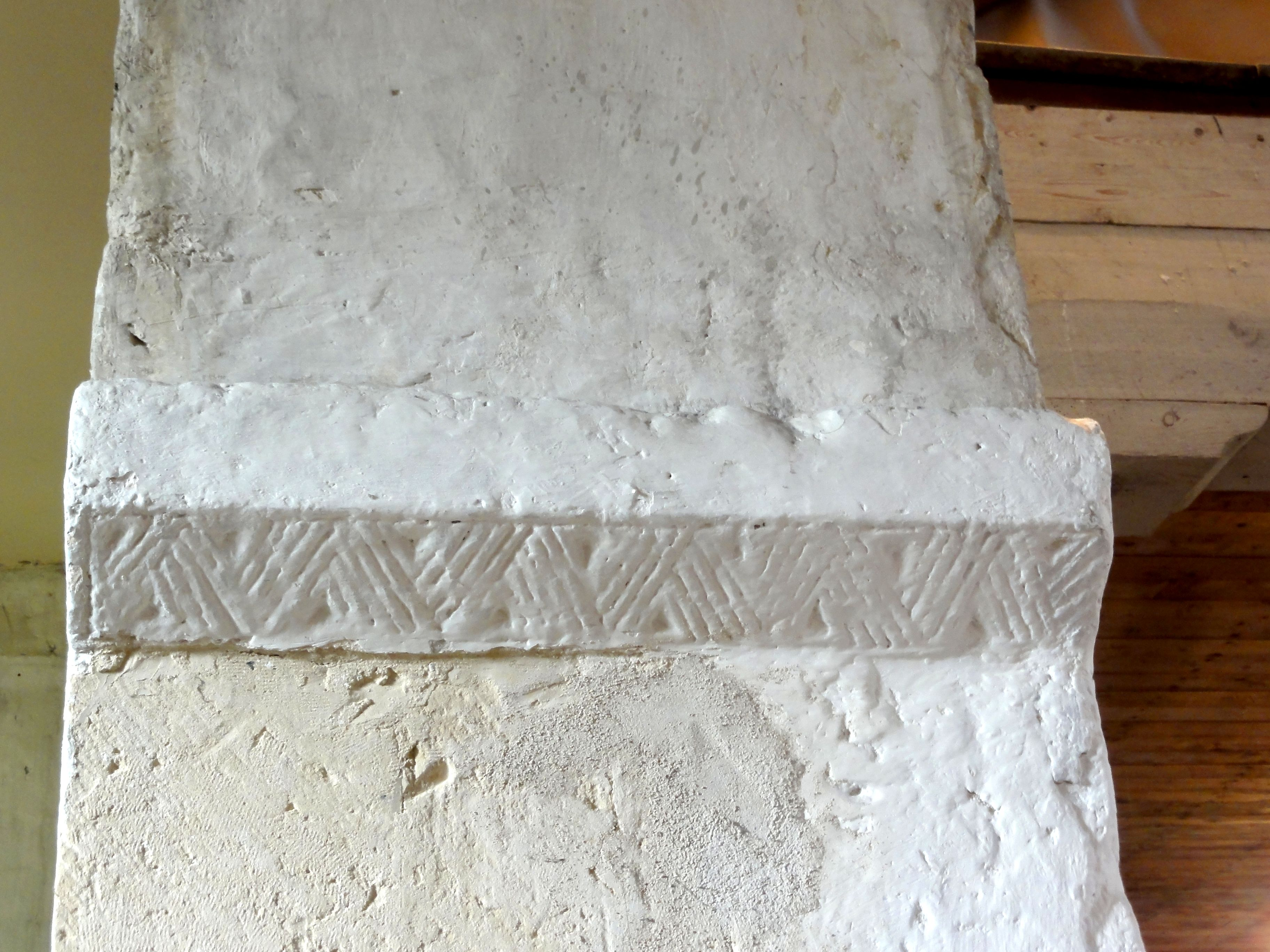
Décor géométrique : lignes brisées gravées.
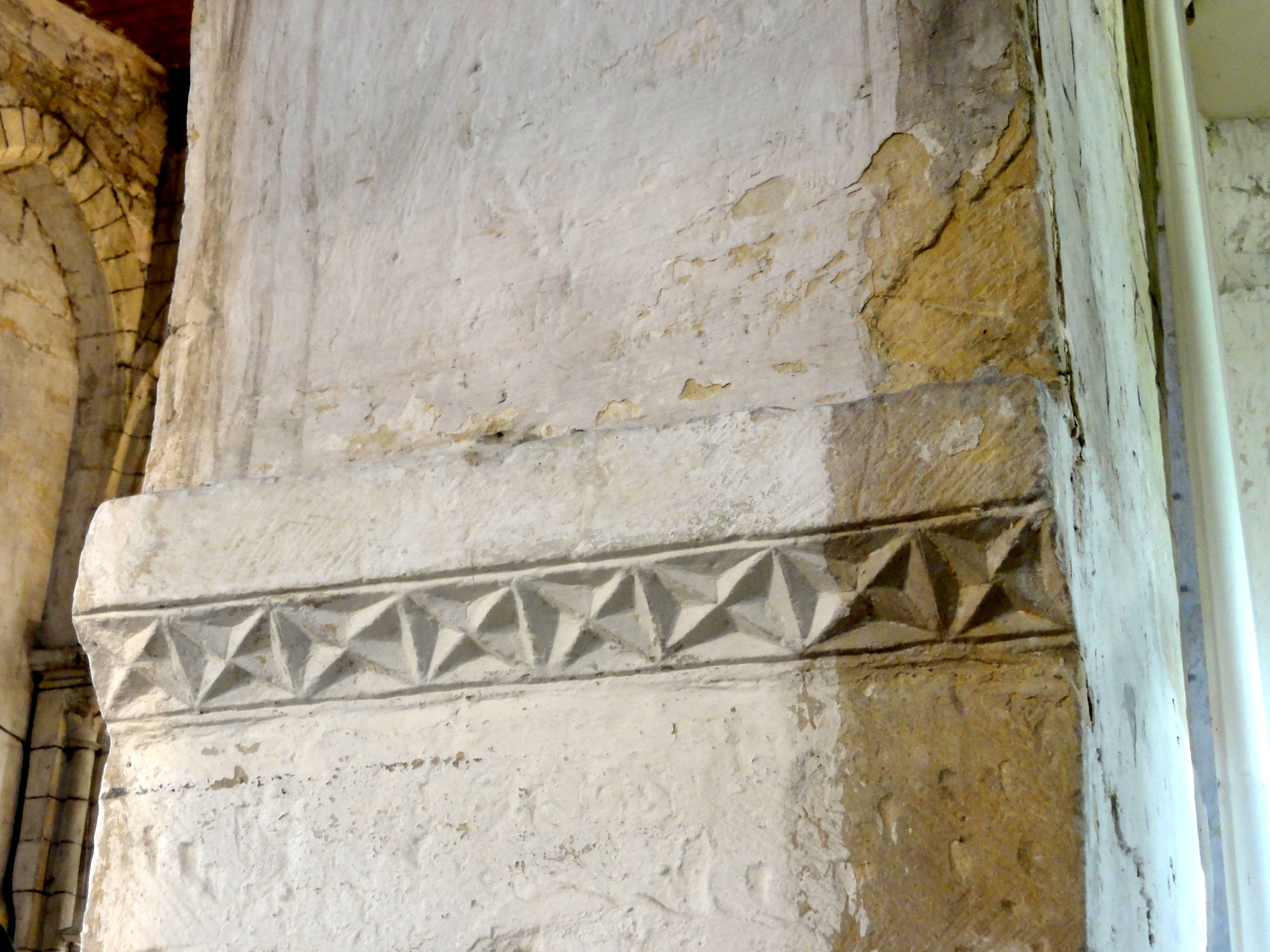
Idem, étoiles gravées excavées.
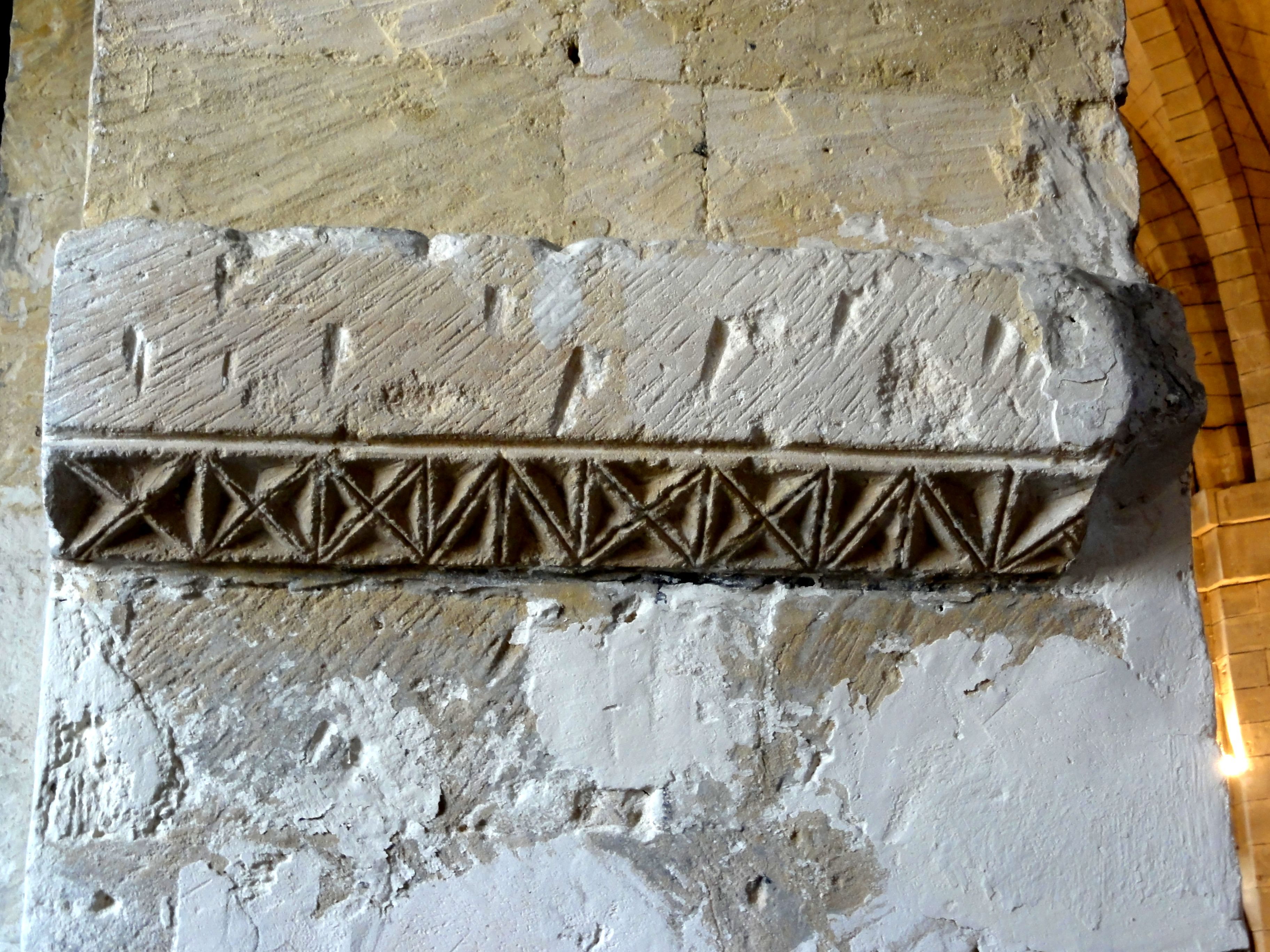
Idem, lignes brisées et étoiles gravées excavées.
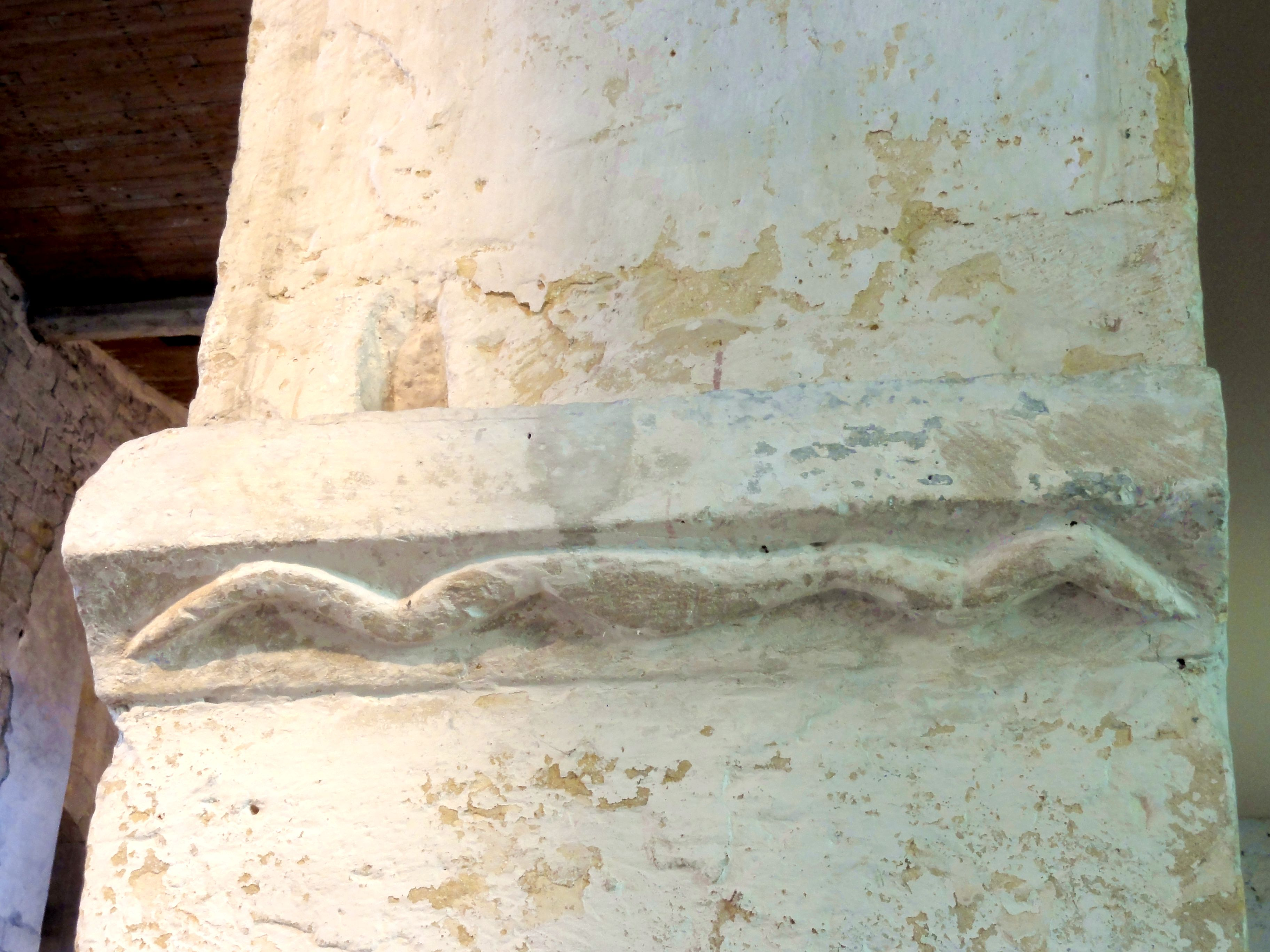
Serpent en bas-relief.
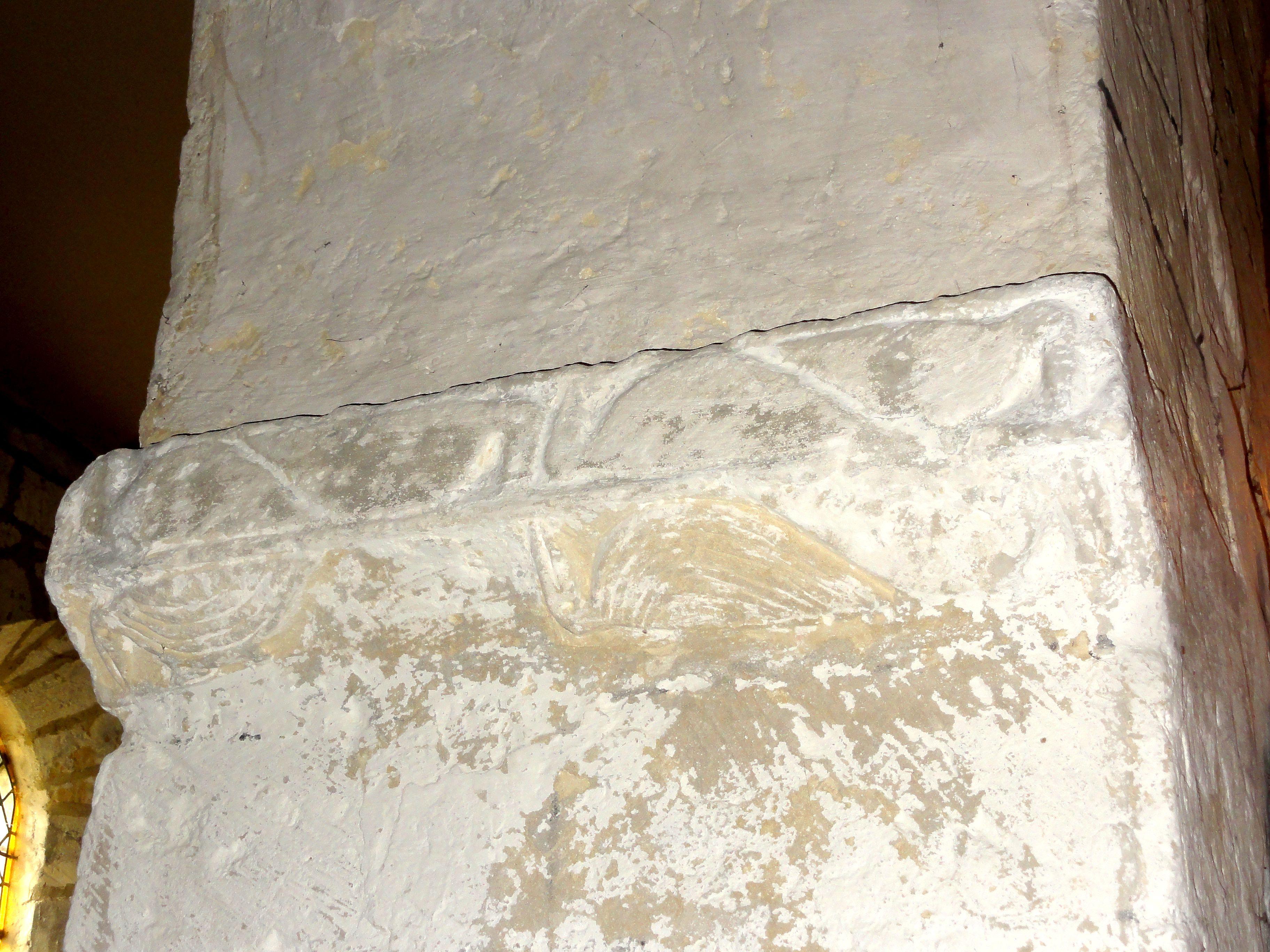
Deux S renversés et deux oiseaux affrontés.

### Intérieur des parties orientales

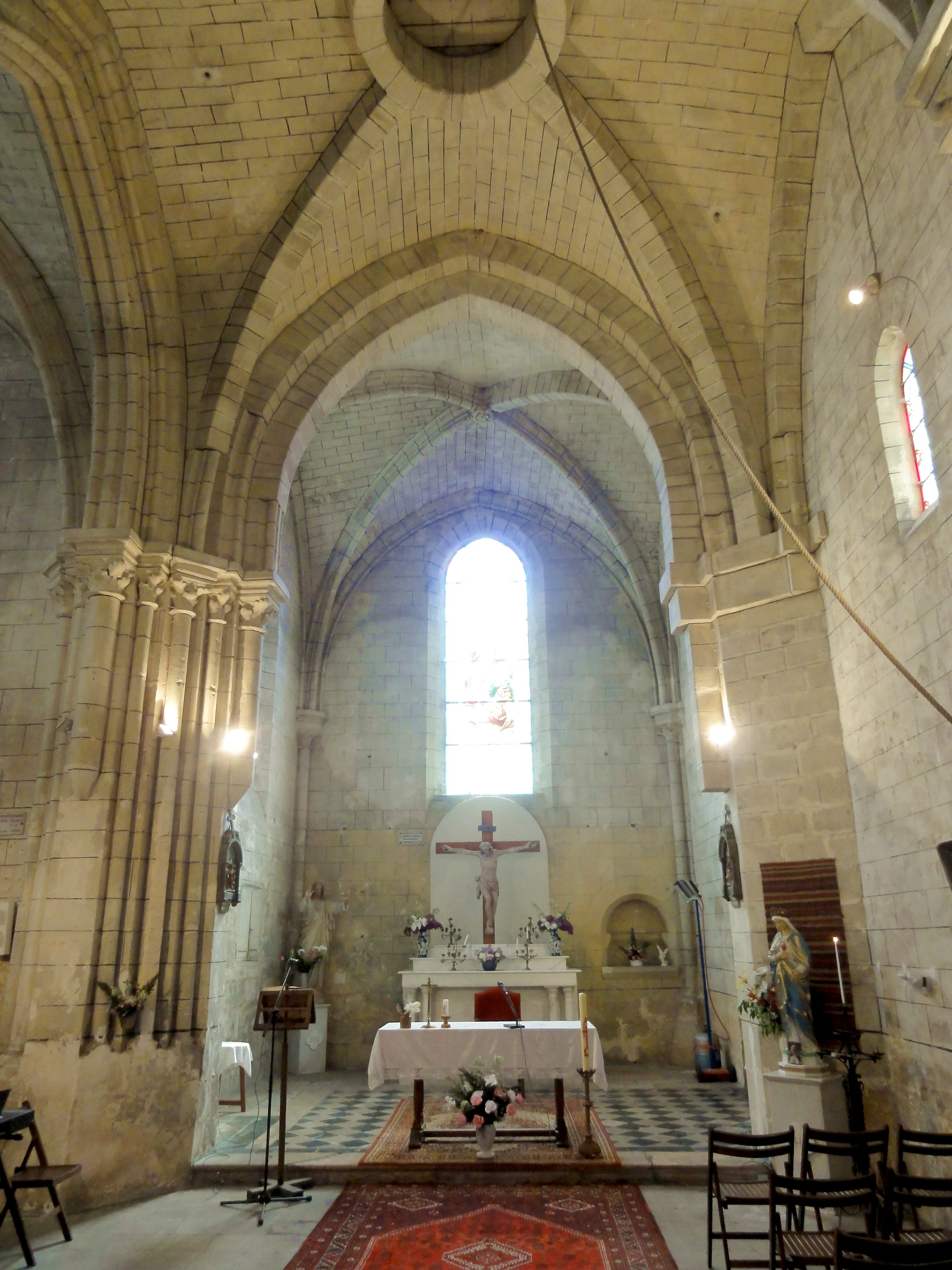
Croisée, vue vers l'est.

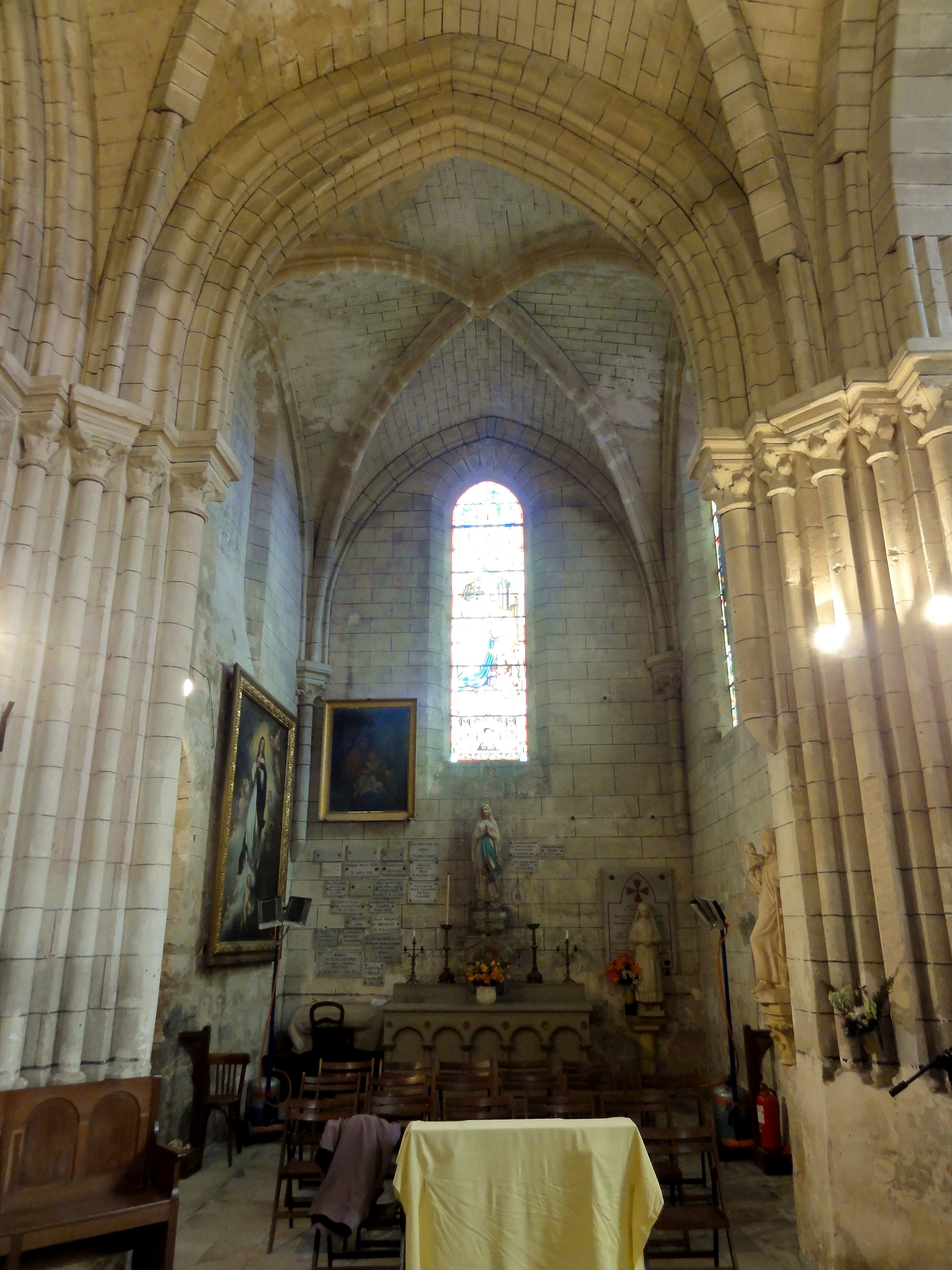
Croisée, vue vers le nord.

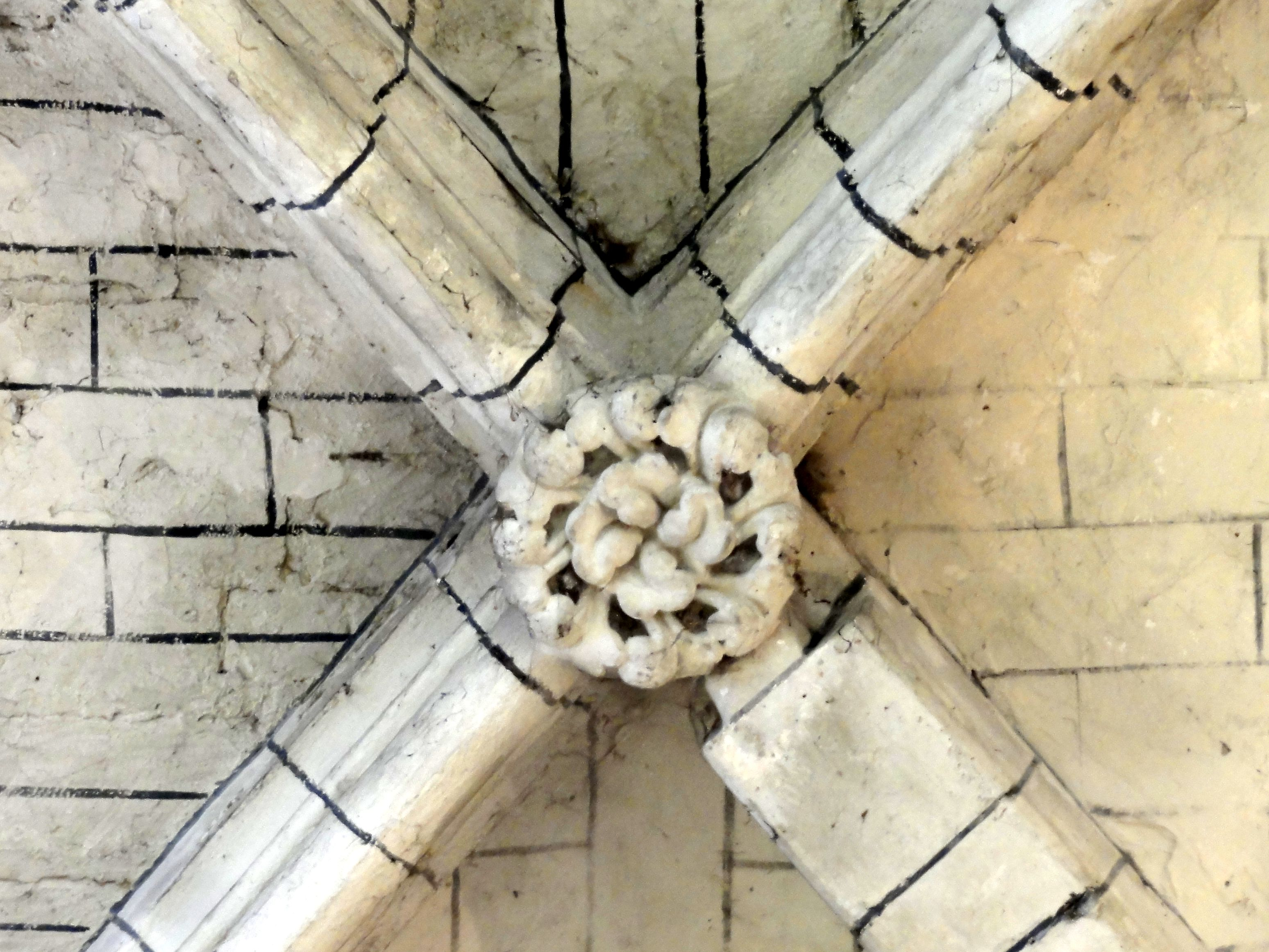
Chœur, clé de voûte.

La croisée du transept n'est pas carrée, mais rectangulaire, moins que le cas extrême de l'église de Rully, mais de façon nettement perceptible. L'ensemble des murs et supports est couvert d'un badigeon et peint en faux appareil, de sorte qu'aucune différence n'est visible entre les murs du début du XIIIe siècle et ceux reconstruits en 1920. L'abbé Beaudry décrit les restes du décor peint qu'il a observés en 1909 : « un appareil simulé, peint à la détrempe, à joints rouges brun. Sur les nervures alternent des motifs géométriques, triangles, carrés, parallélogrammes en teintes successivement foncées et claires. Le long des nervures, sur les voûtains, s'étale en mince bordure une série de demi-couronnes. Sur les quatre compartiments de la travée terminale et dans les quadrilobes irréguliers dont le fond est tapissé de feuillages stylisés, les symboles des Évangélistes forment le tétramorphe. Tous ces sujets sont traités à l'ocre rouge et jaune, avec des maladroits rehauts de vert ». Des peintures semblables se voient toujours à Osny, Mogneville (l'aigle et le bœuf seulement), et sur les murs du chœur de Cambronne. Elles accusent le XVe siècle. — Les parties des supports et des voûtes refaites en 1920 se distinguent facilement, car la sculpture et mouluration n'y a jamais été exécutée. Ce n'est pas le résultat d'un choix, mais de l'insuffisance du budget, qui explique aussi que le clocher n'a pas été reconstruit à l'identique. L'on constate ainsi que la voûte de la croisée a été presque entièrement refaite, tout comme l'arcade vers le chœur, et dans une moindre mesure, l'ancienne arcade vers le croisillon sud (puis la Grande chapelle), bouchée depuis 1920 par un mur ajouré d'une petite fenêtre en arc brisé. La pile sud-est du clocher, dont l’effondrement en 1910 a provoqué la destruction partielle de l'église, est bien sûr entièrement refaite. En revanche, le chœur a été moins sévèrement touché, et seul le quartier sud-ouest de la voûte est concernée, ainsi que l'arcade également bouchée vers la Grande chapelle, que l'on a curieusement percée d'une petite fenêtre en plein cintre, et non en arc brisé. Le croisillon nord est, lui, resté indemne,.
Les quatre arcades ou arcs-doubleaux autour de la croisée du transept retombent sur les tailloirs carrés de grands chapiteaux chapiteaux de crochets de chélidoine et de vigne. Ils sont supportés par des colonnettes d'assez fort diamètre. La partie inférieure de la colonnette à gauche du doubleau vers le chœur (et à droite du doubleau vers le croisillon nord) a été coupée afin d'améliorer la continuité visuelle entre les travées, ce qui a incité l'architecte de la reconstruction de 1920 de faire de même pour la colonnette à droite du doubleau vers le chœur. Chaque arcade ou doubleau s'accompagne d'une archivolte ou rouleau supérieur de chaque côté, qui retombe sur des tailloirs carrés plus petits de chapiteaux également plus petits, associées à des fines colonnettes. Les ogives, bien qu'adoptant un profil aussi mince que les rouleaux supérieurs, retombent sur des tailloirs des mêmes dimensions que celles des arcades ou doubleaux. Ces tailloirs sont placés de biais afin de s'orienter face aux ogives, et reposent sur des colonnettes un peu plus épaisses que celles des archivoltes. Ainsi, chacun des angles de la croisée est occupé par un faisceau de trois fines colonnettes, qui sont logées dans des ressauts successifs des piles. Dans les angles de part et d'autre des murs d'extrémité du croisillon nord et du chœur, une colonnette unique reçoit à la fois les ogives et formerets. À l'intérieur de ces travées, les tailloirs des ogives ne sont pas carrées, mais des quarts d'octogone. Dans les angles à l'extrémité du croisillon nord, les parties inférieures des colonnettes ont été coupées, sans doute parce qu'elles étaient rongées par l'humidité,.
Les arcades ou doubleaux sont au profil de deux tores dégagés encadrant un large filet. Les archivoltes et formerets sont moulurés d'une large gorge et d'un tore, séparé de l'arcade ou du mur extérieur par un cavet. Les ogives sont formées d'un tore, reliés à un bandeau inférieur par des gorges plus étroites que sur les autres nervures. La finesse des ogives indique une date au XIIIe siècle, alors que les fenêtres à lancette simple et dépourvues de toute mouluration évoquent plutôt la première période gothique. La baie occidentale du croisillon nord est toujours bouchée, bien que l'abaissement du toit du bas-côté aurait permis de la rouvrir. Les clés de voûte sont de délicates petites rosaces. La voûte de la croisée n'en possède pas, car elle est percée d'un grand trou pour le passage des cloches. Cette disposition n'existait pas avant le XVe siècle. Quant aux bases, elles ont pour la plupart disparu, mais deux subsistent encore dans le croisillon, près de la pile nord-est du clocher. Elles sont formées par un gros tore aplati, un rang de dés et un petit tore. Les hauts socles sont à double ressaut et octogonaux, ou représentent des sections d'octogone.

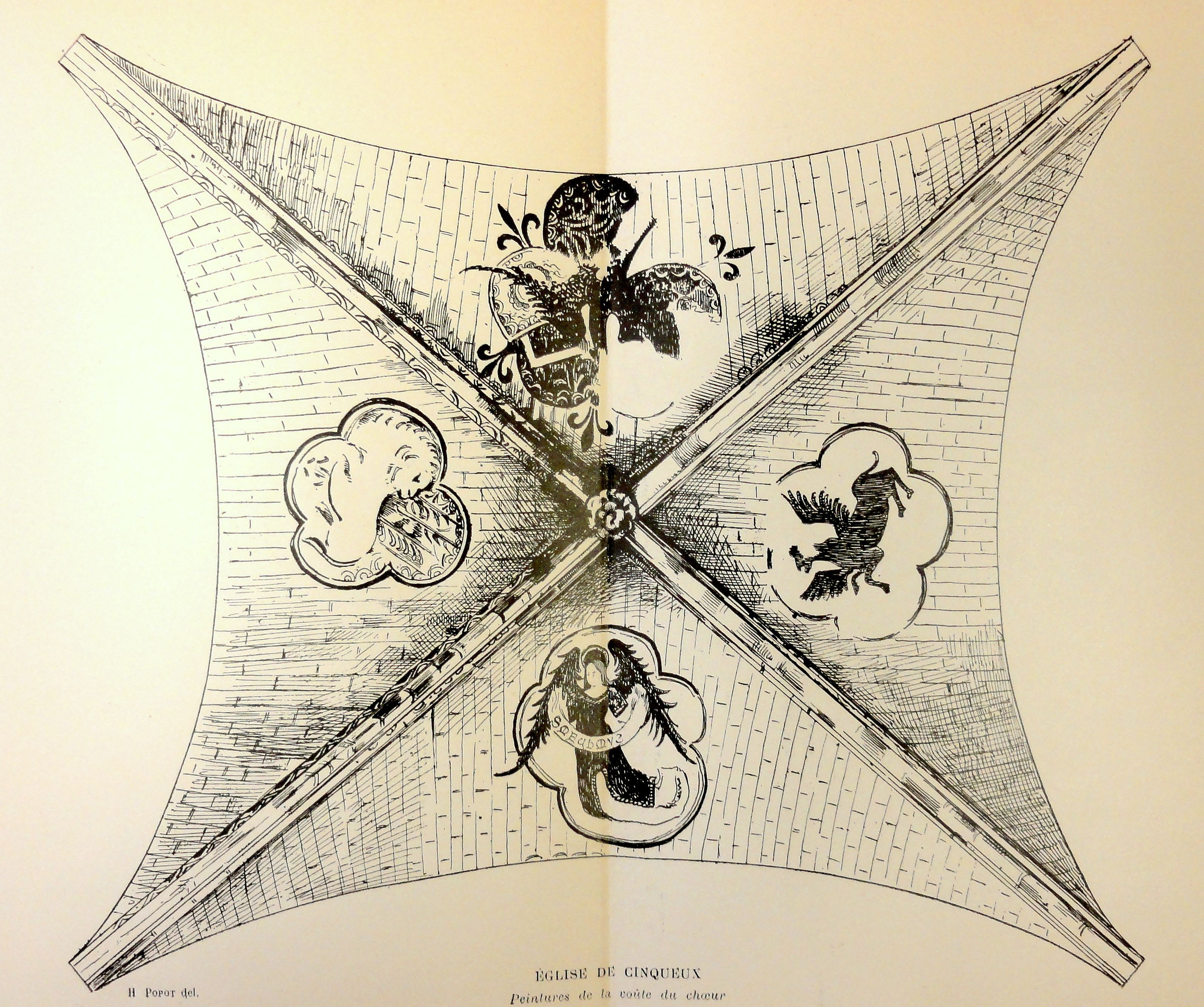
Le tétramorphe sur la voûte du chœur.
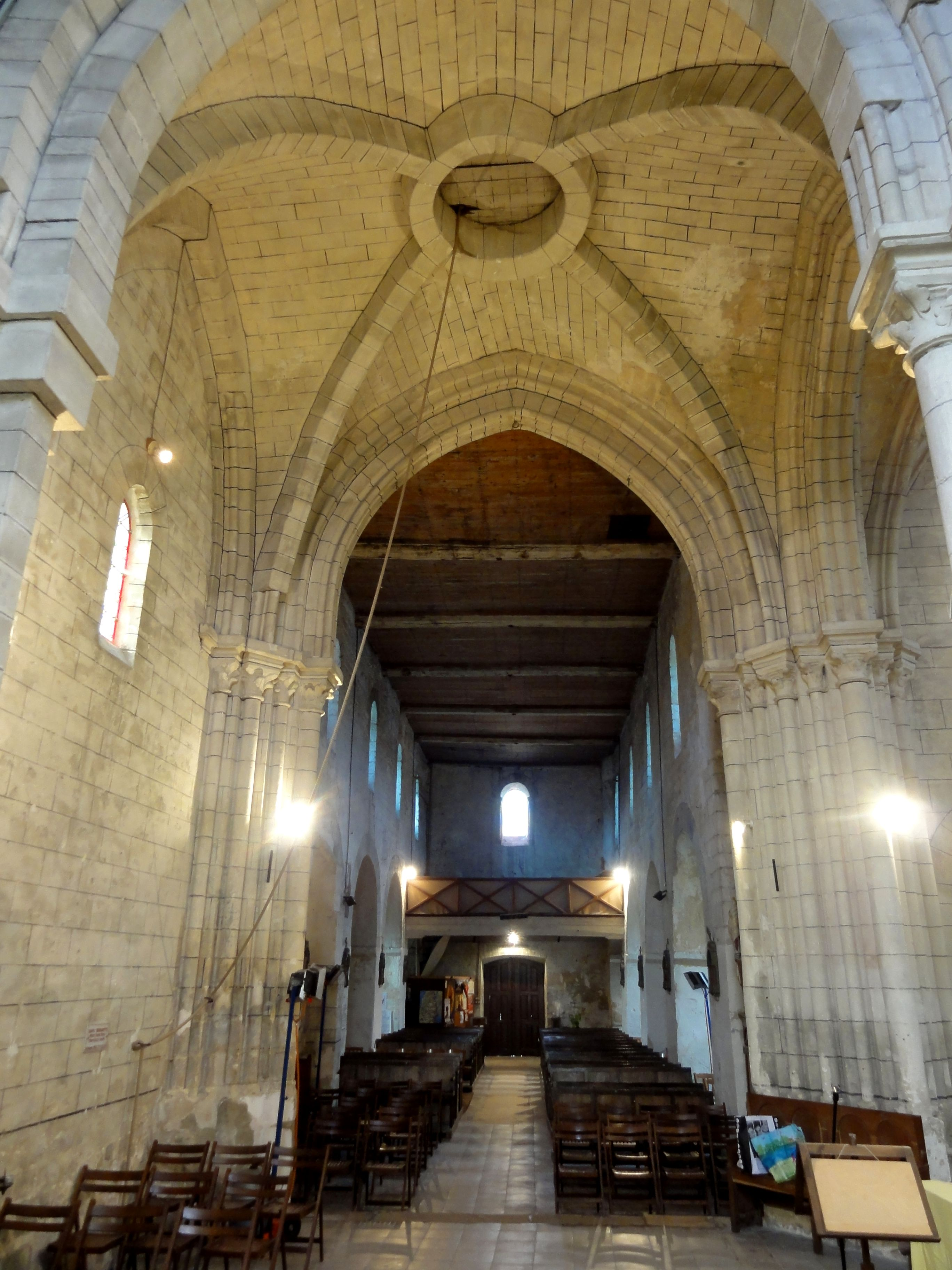
Chœur, vue vers l'ouest dans la croisée et la nef.
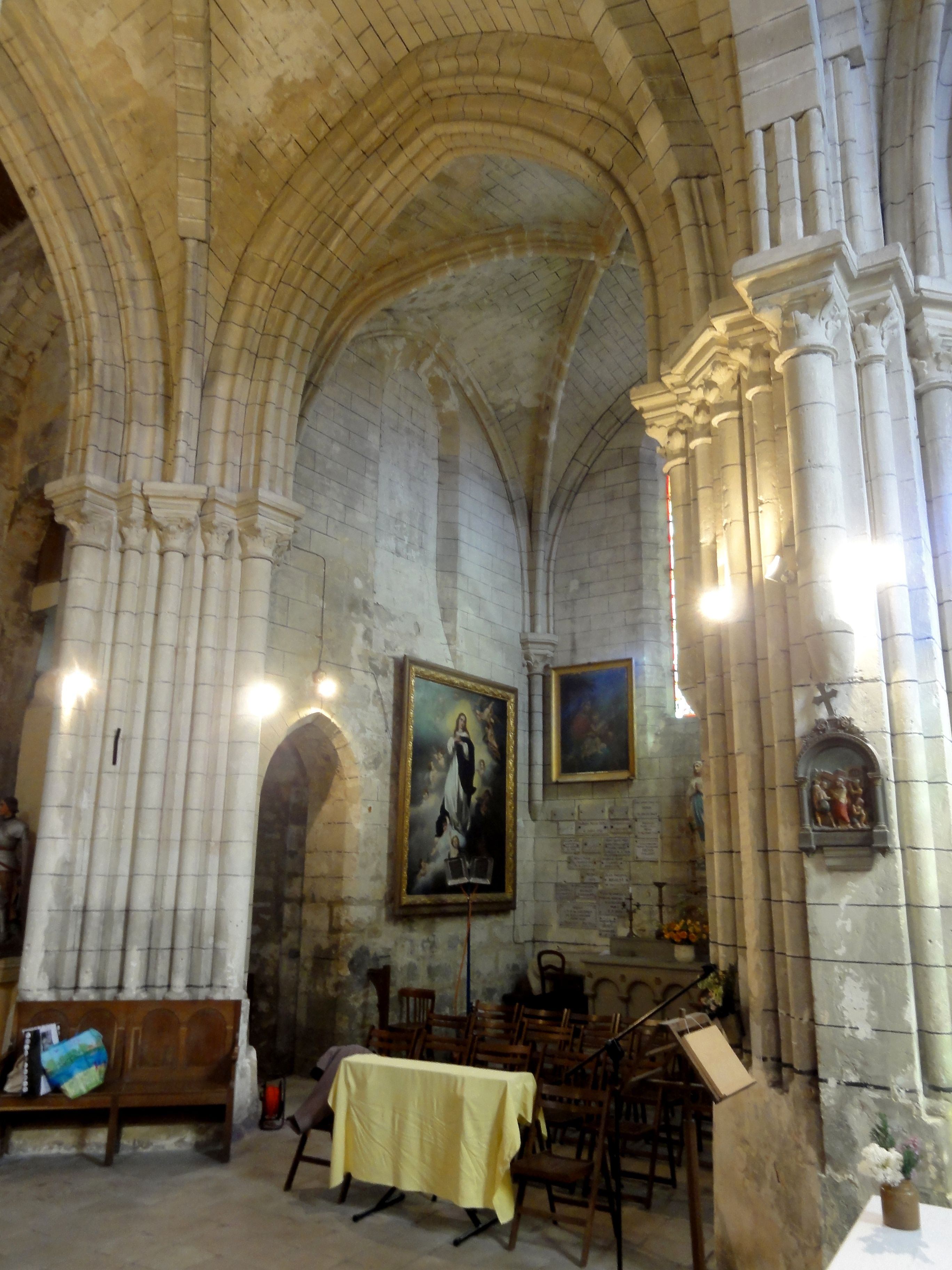
Chœur, vue vers le nord-ouest dans le croisillon.
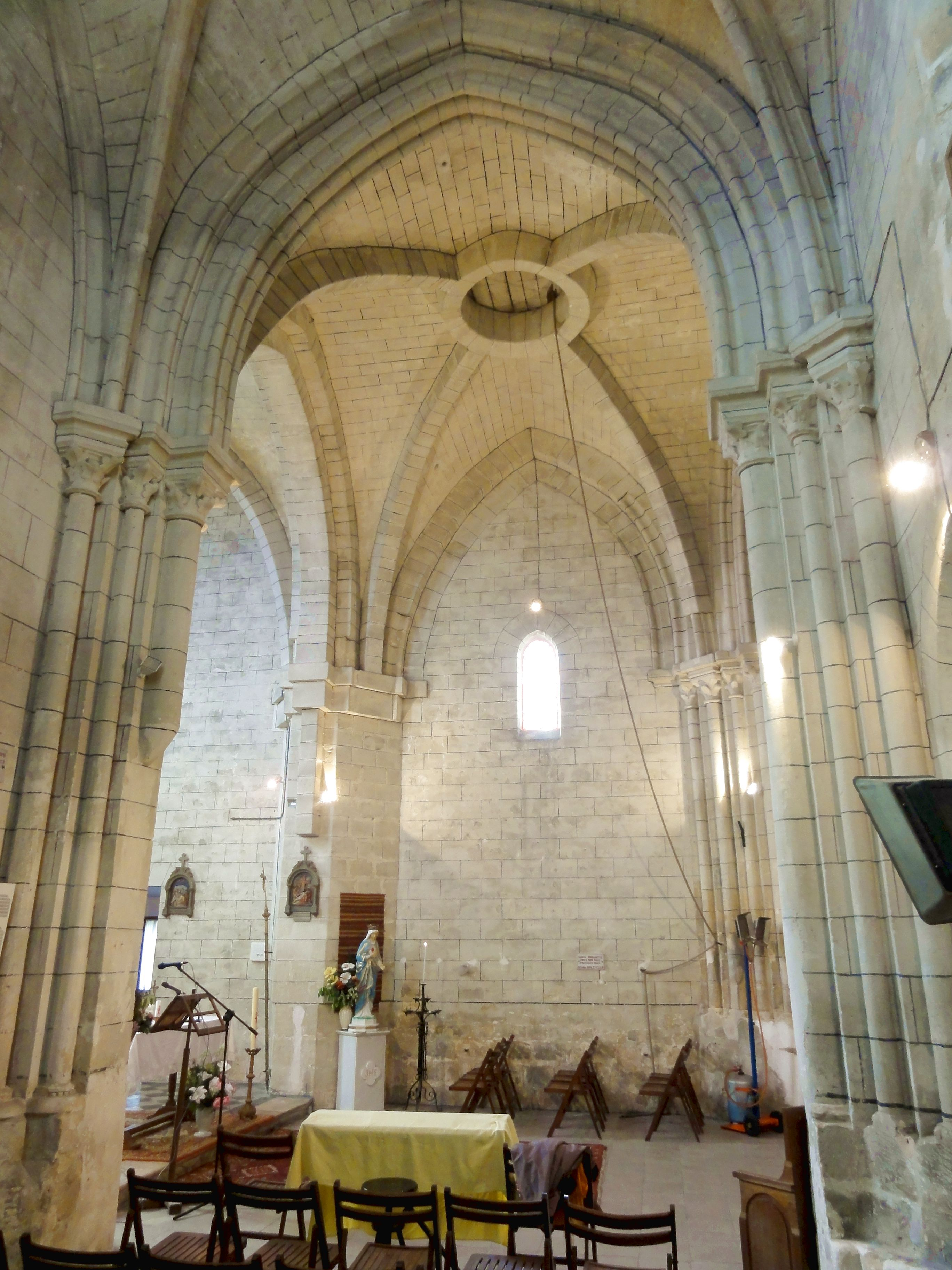
Croisillon, vue vers le sud vers l'arcade bouchée.
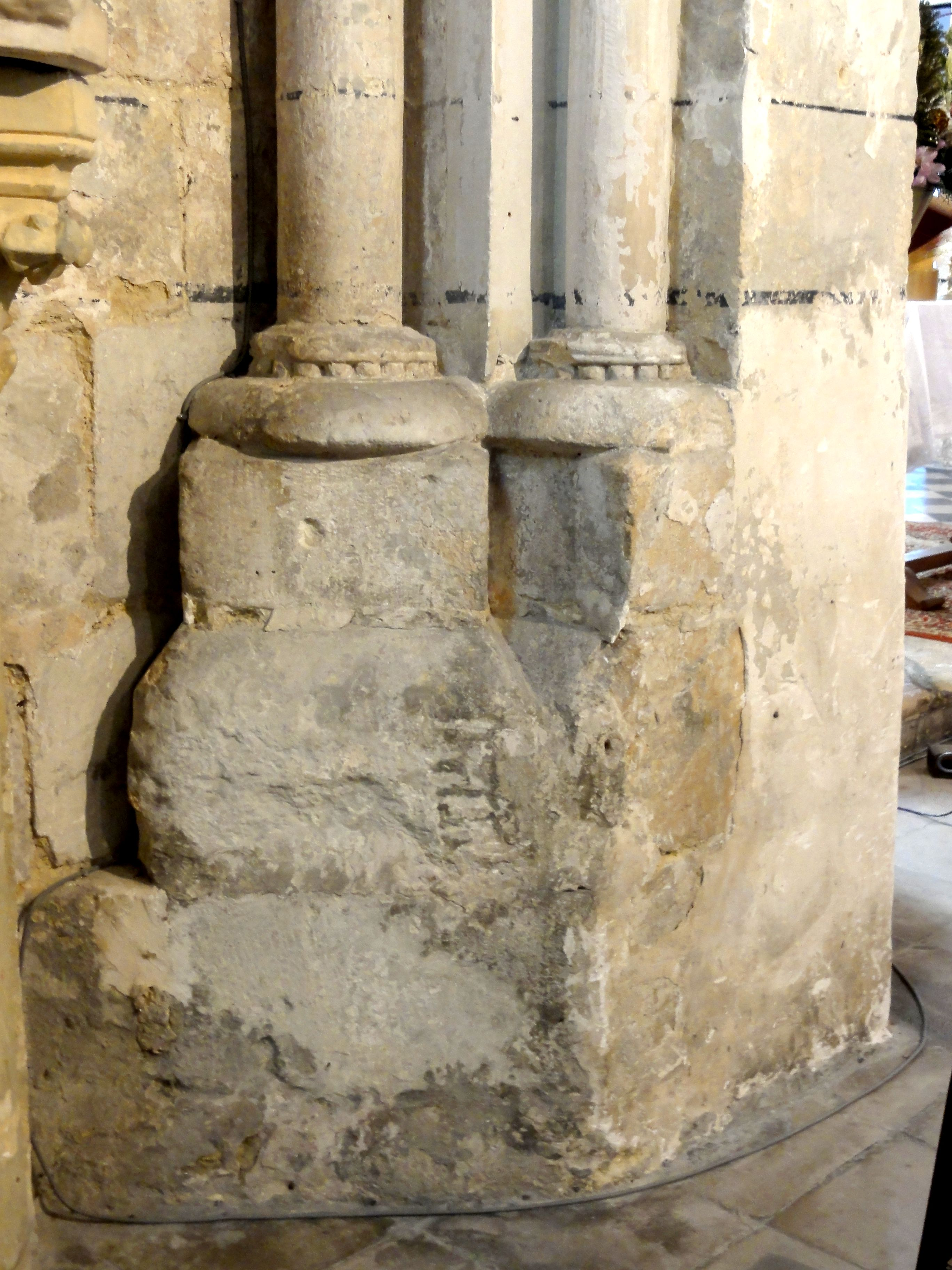
Deux parmi les dernières bases conservées.
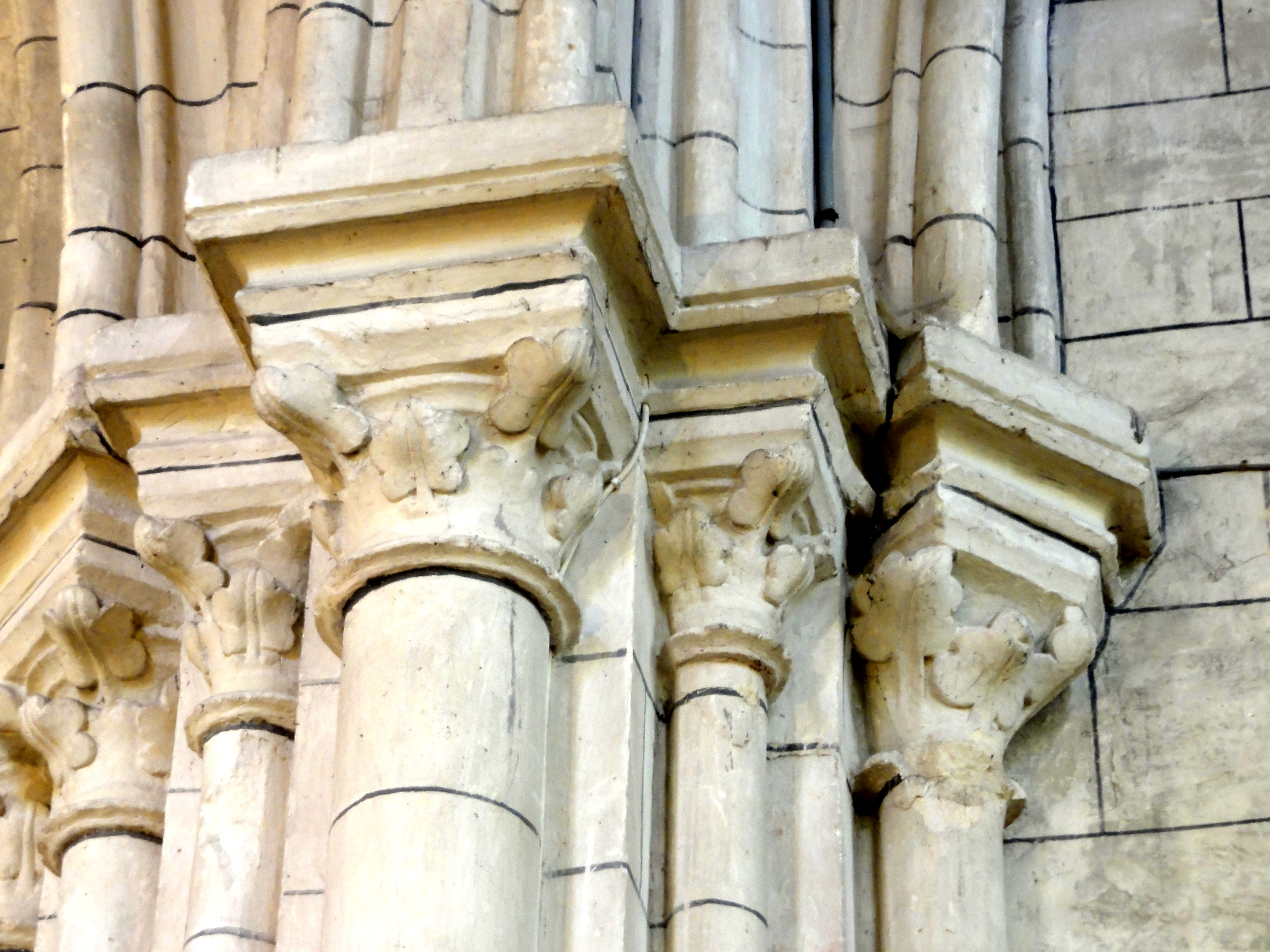
Chapiteaux à l'entrée du chœur, au nord.

### Extérieur de la nef et des bas-côtés

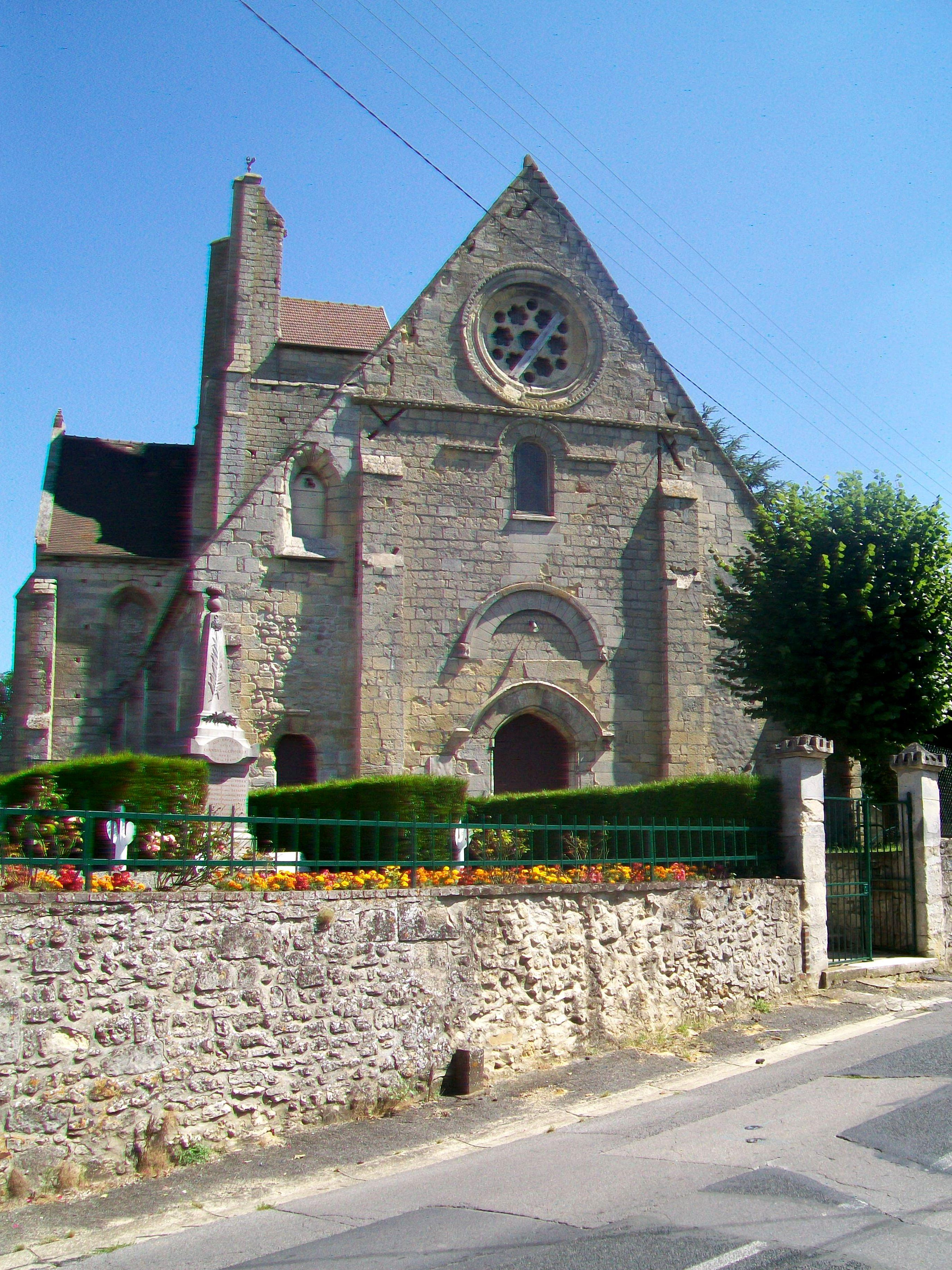
Façade occidentale.

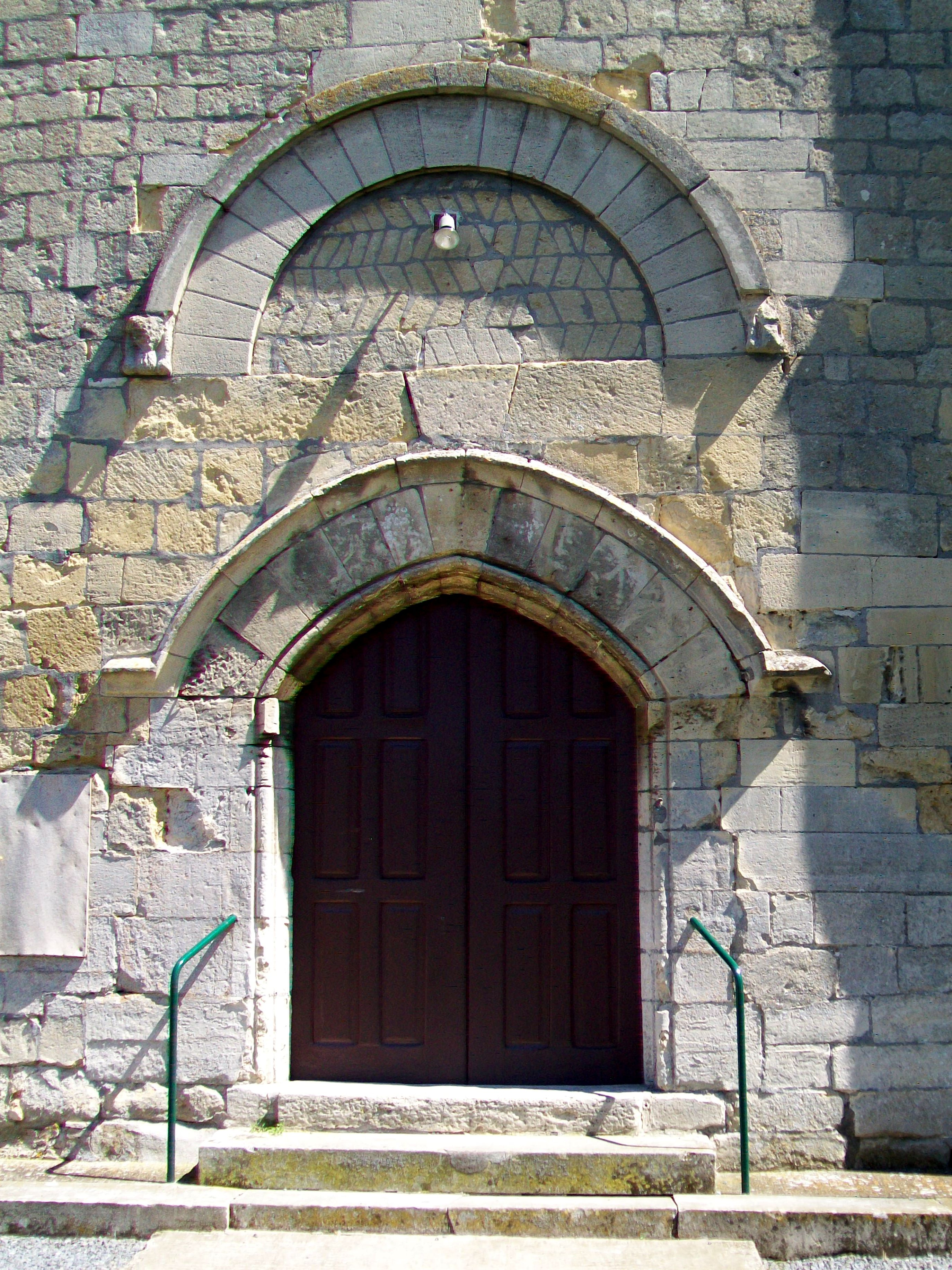
Portail occidental.

La façade occidentale de la nef a connu deux modifications au fil des siècles, tout en conservant tous ses éléments romans. Elle est délimitée par deux contreforts plats, qui n'atteignent pas tout à fait la hauteur des murs gouttereaux, et se terminent par un court glacis. Ils sont en outre pourvus d'une retraite en larmier proche du sommet, peu visible aujourd'hui car l'appareil s'est dégradé à cet endroit. Un bandeau simple accompagné d'un rang de billettes sépare le mur du pignon. Les billettes constituent en effet l'ornement principal utilisé par le maître d'œuvre de la fin du XIe siècle pour l'extérieur de la nef et des bas-côtés. Elles réapparaissent donc sur l'archivolte de la fenêtre en plein cintre en haut du portail, où elles se poursuivent encore sur une bonne distance au niveau des impostes. Ici les billettes sont plus petites qu'à la naissance du pignon. Il paraît un peu maladroit que l'archivolte de la fenêtre touche aux billettes en bas du pignon. Celui-ci a été en partie refait au début du XIIIe siècle, au moment où se construisaient les parties orientales. La grande rosace appartient donc au style gothique primitif. Elle est entourée d'un rang de têtes de clous, d'un tore dégagé et d'un ressaut chanfreiné. Comme particularité, la rosace n'est pas munie d'un remplage à proprement parler, mais elle se présente plutôt comme une dalle percée de multiples orifices : un oculus central est entouré de six hexalobes, et six petits oculi sont disposés dans les intervalles entre les hexalobes. Depuis la restauration des années 1920, la rosace n'éclaire plus que les combles de la nef. Elle est à rapprocher de la rosace de la façade de l'église de Rieux, où toutefois l'ensemble des orifices sont de simples oculi,,.
Le portail roman a été remplacé au XVIe siècle par le portail actuel, sans intérêt, mais puisque ce nouveau portail est beaucoup plus bas, l'archivolte du portail primitif est restée en place. Elle est pourvue de moulures creuses concentriques, à peine visibles, et retombe sur deux figures frustes passablement érodées. Le tympan est rempli de six assises de pierres taillées un peu irrégulièrement, de sorte que les pierres soient inclinées à gauche ou à droite. Le résultat évoque l'appareil en arête-de-poisson. Dans la première assise, l'on a employé deux pierres plus grandes, gravées de lignes obliques simulant des pierres inclinées. L'abbé Jules Gérin, qui écrit en 1883, attire l'attention sur le fait que le tympan a été refait à neuf lors d'une restauration trop radicale. Le linteau se compose de trois segments, dont le second est très court et supporté par les deux autres, tel une clé d'arc. Le segment de droite s'est brisé, et Eugène Woillez y voit la cause pour le remaniement du portail. Rien n'est à signaler à propos du mur occidental du bas-côté sud, qui est entièrement moderne, mais sans doute antérieur à la Révolution car non signalé comme récent par Eugène Woillez. Le mur occidental du bas-côté sud est roman jusqu'en haut des deux contreforts plats qui le flanquent à son angle. La petite porte est de 1622, et le demi-pignon est du XIIIe siècle, comme l'indique la petite fenêtre en tiers-point. La fenêtre était déjà bouchée au début du XXe siècle,,,.
Les bas-côtés ont été presque entièrement rebâtis. Au nord, Eugène Woillez n'a trouvé d'ancien que le contrefort d'angle au début du bas-côté, et un reste de couronnement formé par des modillons sculptés en têtes humaines, et supportant ce qu'il appelle une sorte d'entablement simple. Apparemment, la toiture en place jusqu'aux années 1920 cachait la corniche torsadée que Woillez, avec sa minutie habituelle, n'aurait sinon pas manqué de mentionner. Cette forme de corniche est peu courante, et on la retrouve dans les environs sur l'abside (fin XIe siècle) et la nef (milieu XIe siècle) de Rhuis. Au sud, seule la base du contrefort central et la porte bouchée toujours bien visible à sa droite subsistent de la période romane. Il s'agit de l'ancienne porte des morts, qui permettait de passer de l'église au cimetière. L'archivolte est décorée d'un rang de billettes, à l'instar de la fenêtre en haut de la façade. Elle décrit curieusement un arc légèrement brisé. Le tympan est rempli de la même façon que celui du portail occidental. La porte n'étant que 0,95 m de large, un linteau monolithique a suffi. — Longtemps protégés des intempéries par la large toiture qui avait remplacé à une époque indéterminée les toits d'origine, les murs gouttereaux de la nef sont bien conservés, mais ont néanmoins perdu leur corniche. Il n'y a pas de contreforts, sauf à l'intersection entre la quatrième travée et la demi-travée qui y succède. Au nord, un cordon de billettes continu court au niveau des impostes des fenêtres, et s'infléchit au-dessus de leurs arcs en plein cintre. Au sud, le cordon s'interrompt à l'intersection entre deux travées, mais on y voit une assise de la même hauteur, ce qui rend possible l'hypothèse qu'il a été arasé,.

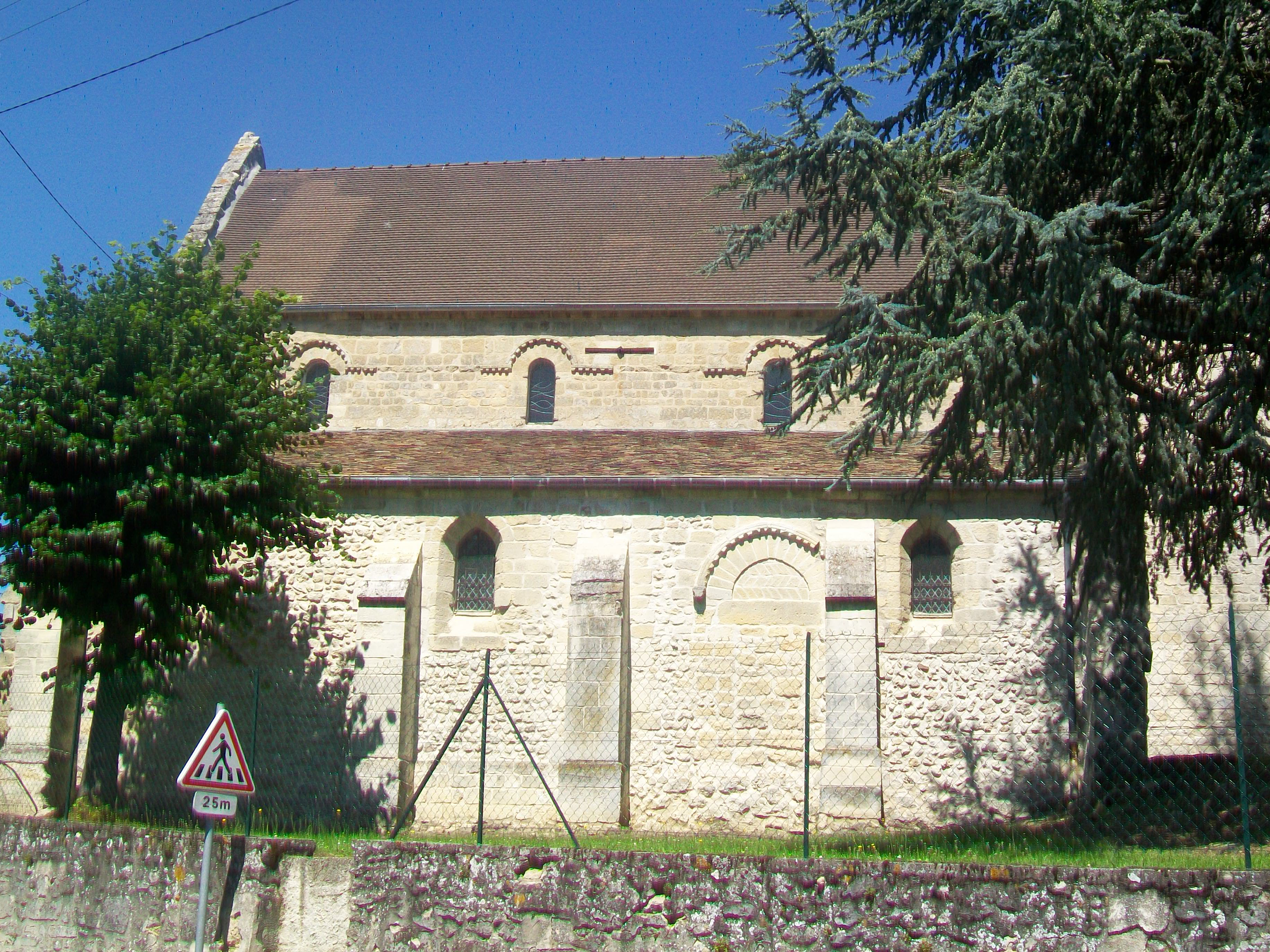
Nef et bas-côté sud.
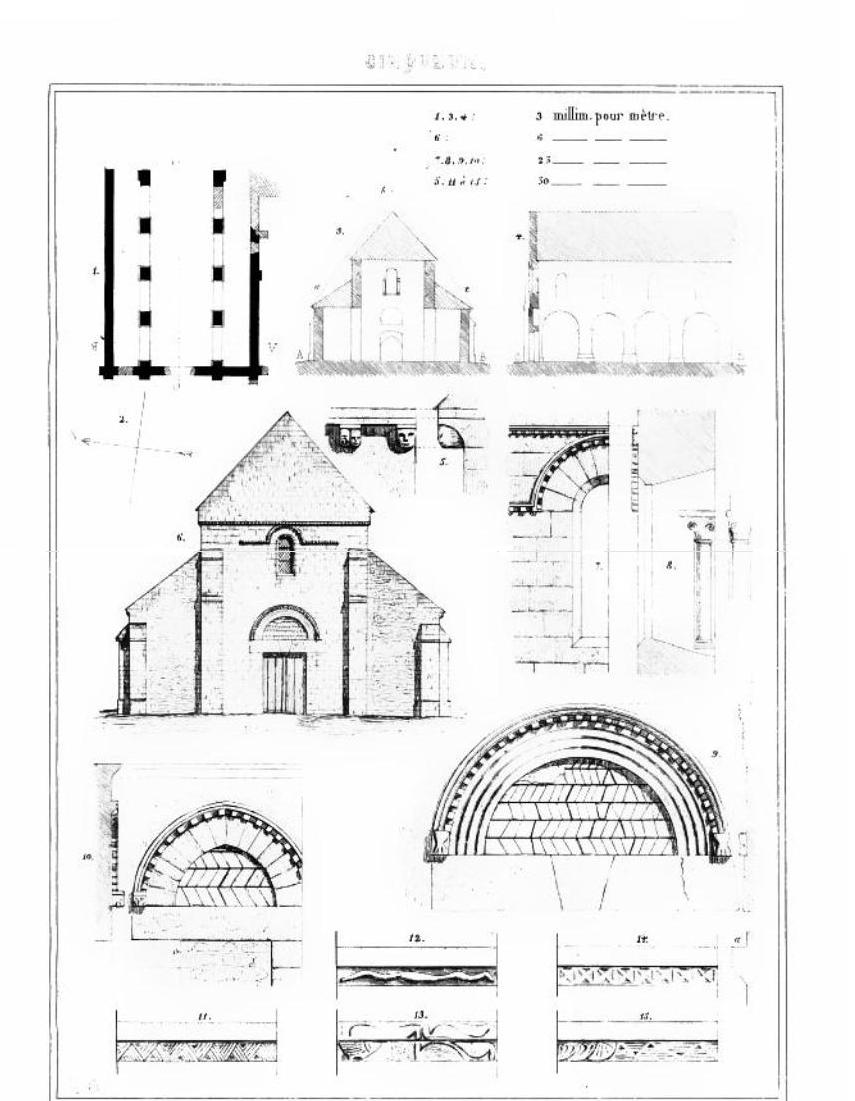
Détails relevés par Eugène Woillez.
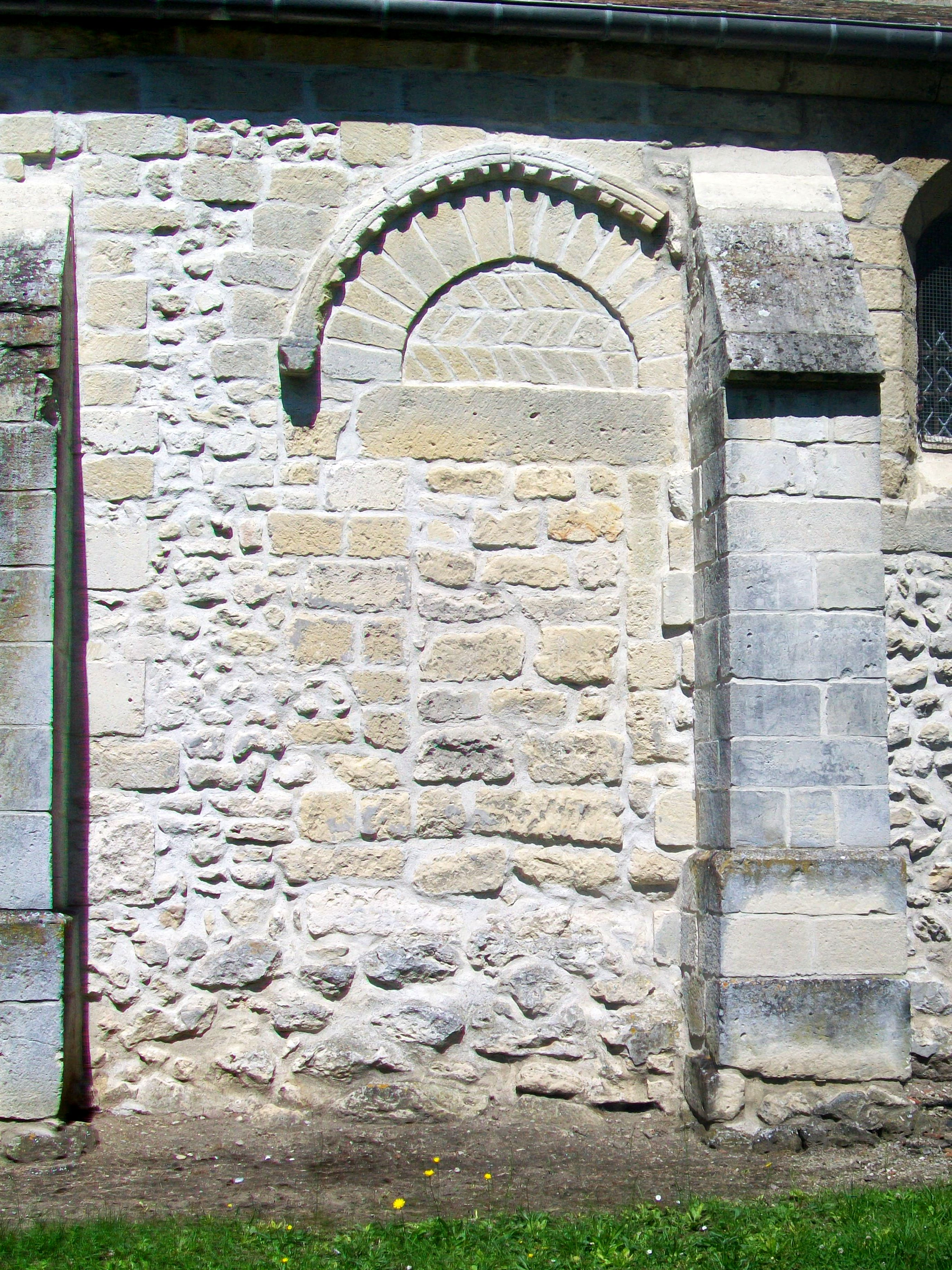
Bas-côté sud, ancienne porte des morts.
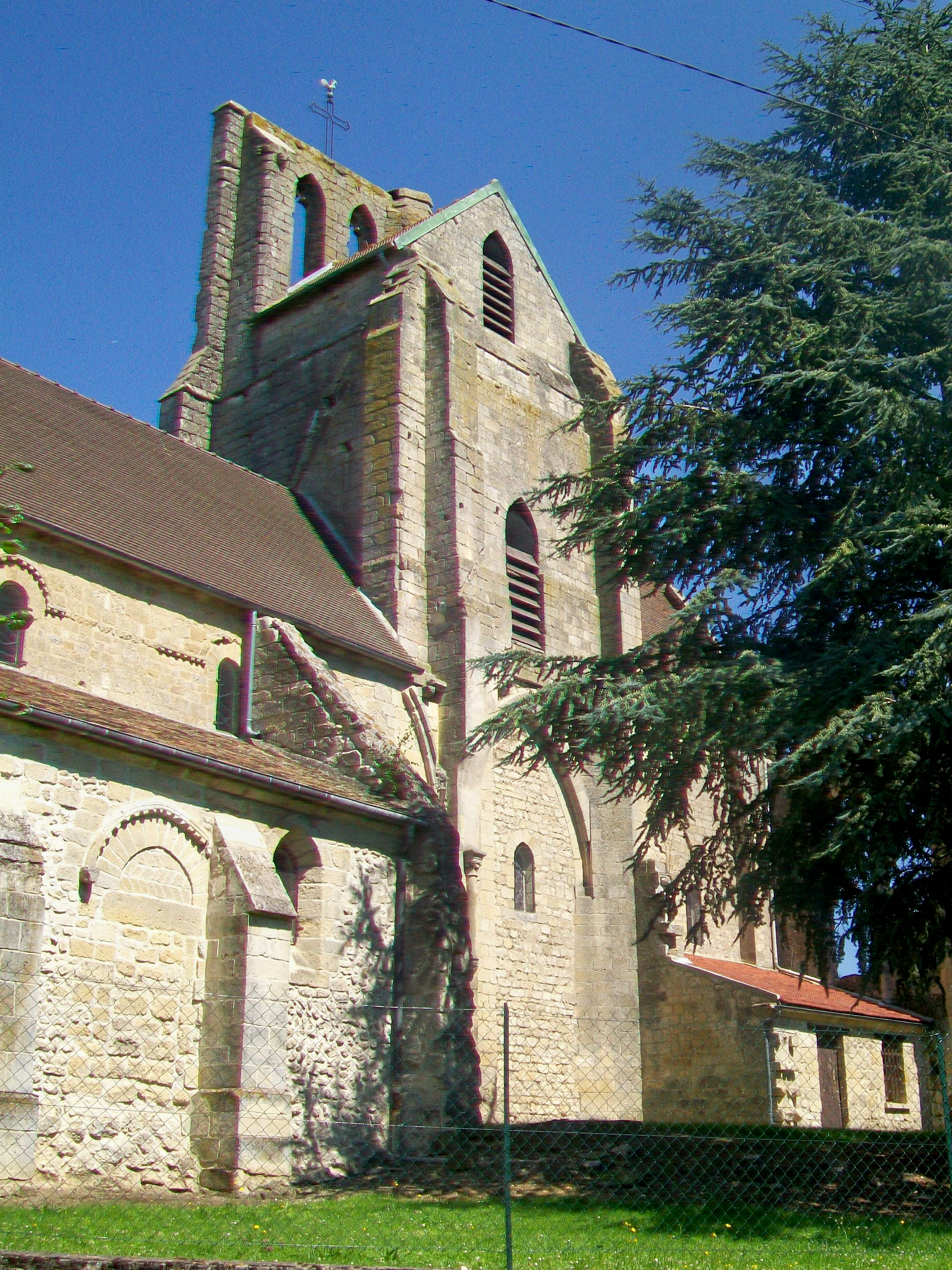
Intersection avec les parties orientales.
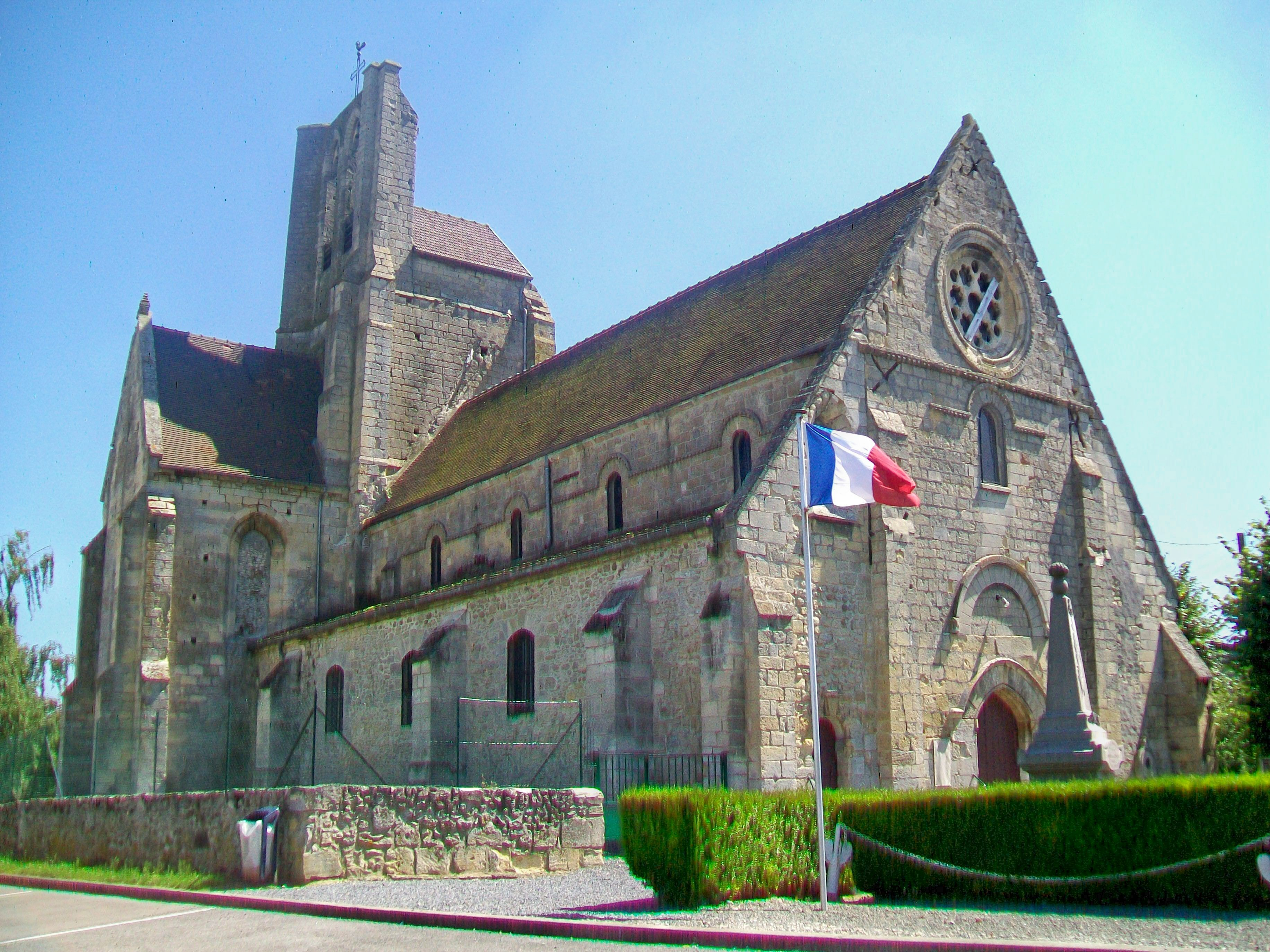
Vue d'ensemble depuis le nord-ouest.

### Extérieur des parties orientales et clocher

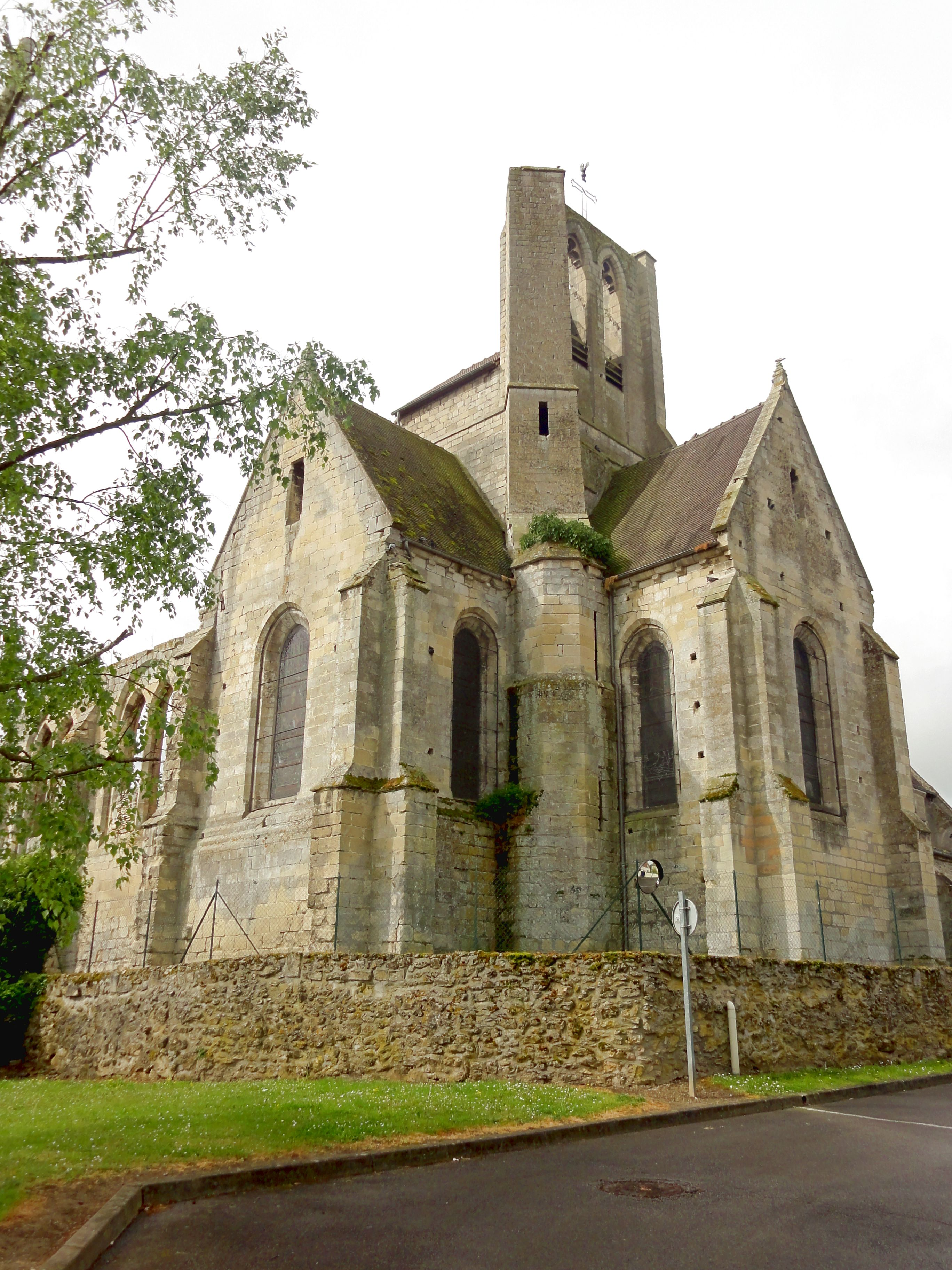
Vue depuis le nord-est.

Les parties orientales, c'est-à-dire le transept et le chœur, sont soigneusement bâties en moyen appareil, mais d'une grande austérité. Les angles des extrémités sont flanqués de deux contreforts orthogonaux, qui présentent une retraite à mi-hauteur, pas seulement sur la face avant mais aussi sur les flancs latéraux, et qui s'amortissent par un glacis formant larmier. Les murs du chœur (mais pas du croisillon) présentent une retraite à la fin du soubassement des fenêtres, qui s'opère par un fruit sur les murs latéraux, mais par un curieux glacis à gradins sur le mur du chevet. Les fenêtres sont toutes identiques. Leur arc est en tiers-point, et elles sont entourées d'un double ressaut chanfreiné. La corniche est une simple tablette obliquement taillée, qui repose sur des corbeaux évasés d'une gorge. Les pignons sont ajourés d'une étroite ouverture rectangulaire. Leur couronnement ne semble plus complet. Dans l'angle entre croisillon nord et chœur, se situe une tourelle d'escalier à pan coupé, ce qui correspond à un plan octogonal. Mais le reste de la tourelle est prise dans l'épaisseur des murs, si bien qu'elle ne soit pas visible depuis l'intérieur de l'église. Elle est éclairée par deux meurtrières, présente une retraite par un fruit à mi-hauteur, et s'arrête en haut de la corniche. Ici, elle cède la place à une tourelle de plan carrée, qui épaule l'angle nord-est du clocher. Les trois autres angles du clocher sont flanqués de deux contreforts plats orthogonaux, qui s'achèvent par un glacis formant larmier peu après le début de l'étage de beffroi. Le premier étage est un étage intermédiaire qui était initialement sans jours sur l'extérieur : la baie en tiers-point visible au sud donnait sur les combles du croisillon sud, puis de la grande chapelle, et servait uniquement à l'intercirculation entre les différentes parties des combles. Un larmier peu prononcé court à la limite entre le premier et le second étage, qui était l'étage de beffroi. Seul le mur septentrional en subsiste. Il est ajouré de deux baies en tiers-point, qui sont surmontées d'un bandeau en forme de sourcil, et agrémentées de têtes trilobées. Avant son effondrement, le clocher était coiffé d'une pyramide en charpente couverte d'ardoise, accompagnée de pyramidons en pierre à raison d'un à chaque angle. Cette disposition donne à penser que le toit d'alors remplaçait une flèche en pierre. Aujourd'hui, le toit en bâtière se situe derrière les baies de l'étage de beffroi, avec un pignon orienté vers le sud, qui est percé d'une baie abat-son. L'aspect atypique fait aujourd'hui l'originalité de l'église de Cinqueux,

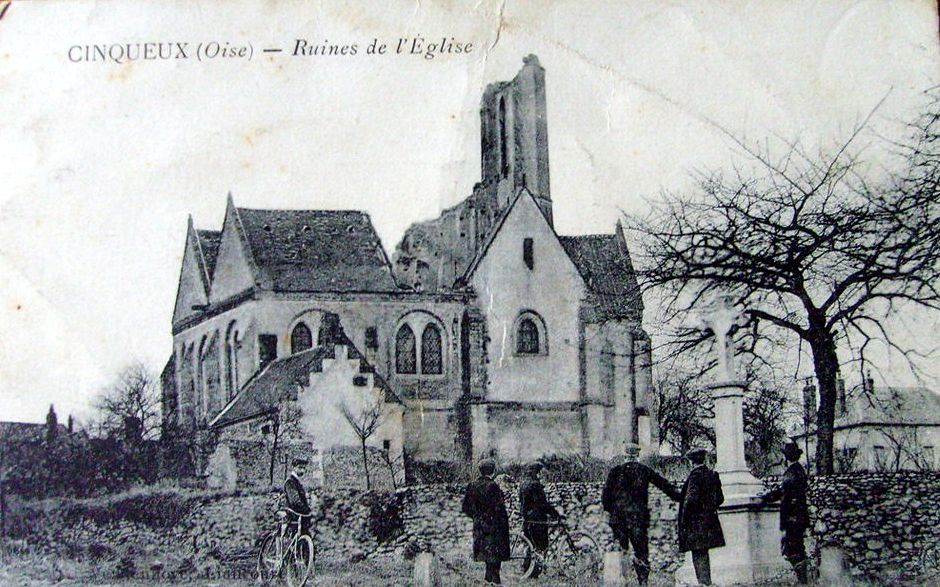
Vue depuis l'est en 1910 ; la chapelle reste debout.
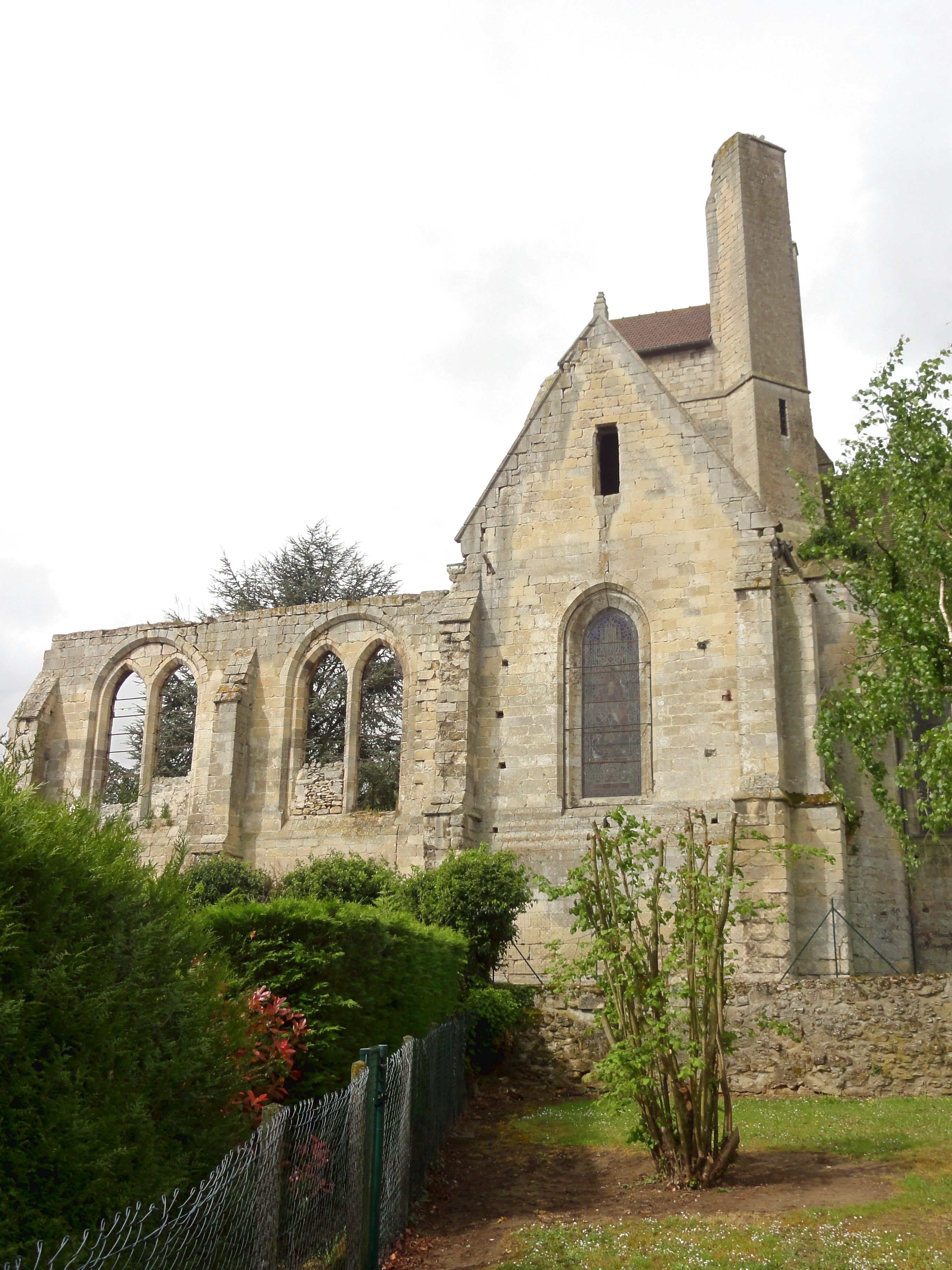
Chevet de la Grande chapelle et du chœur.
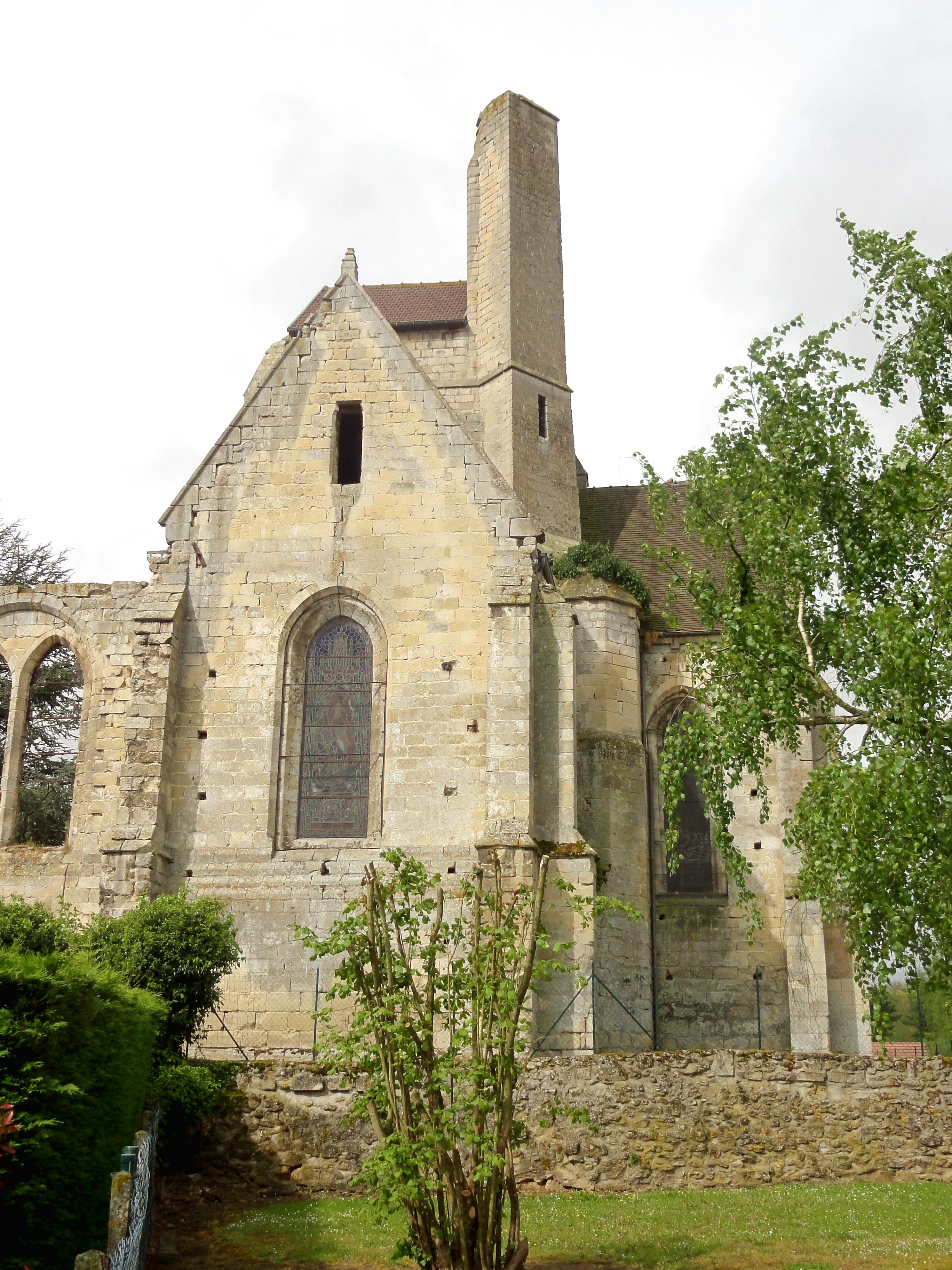
Chevet, vue depuis l'est.
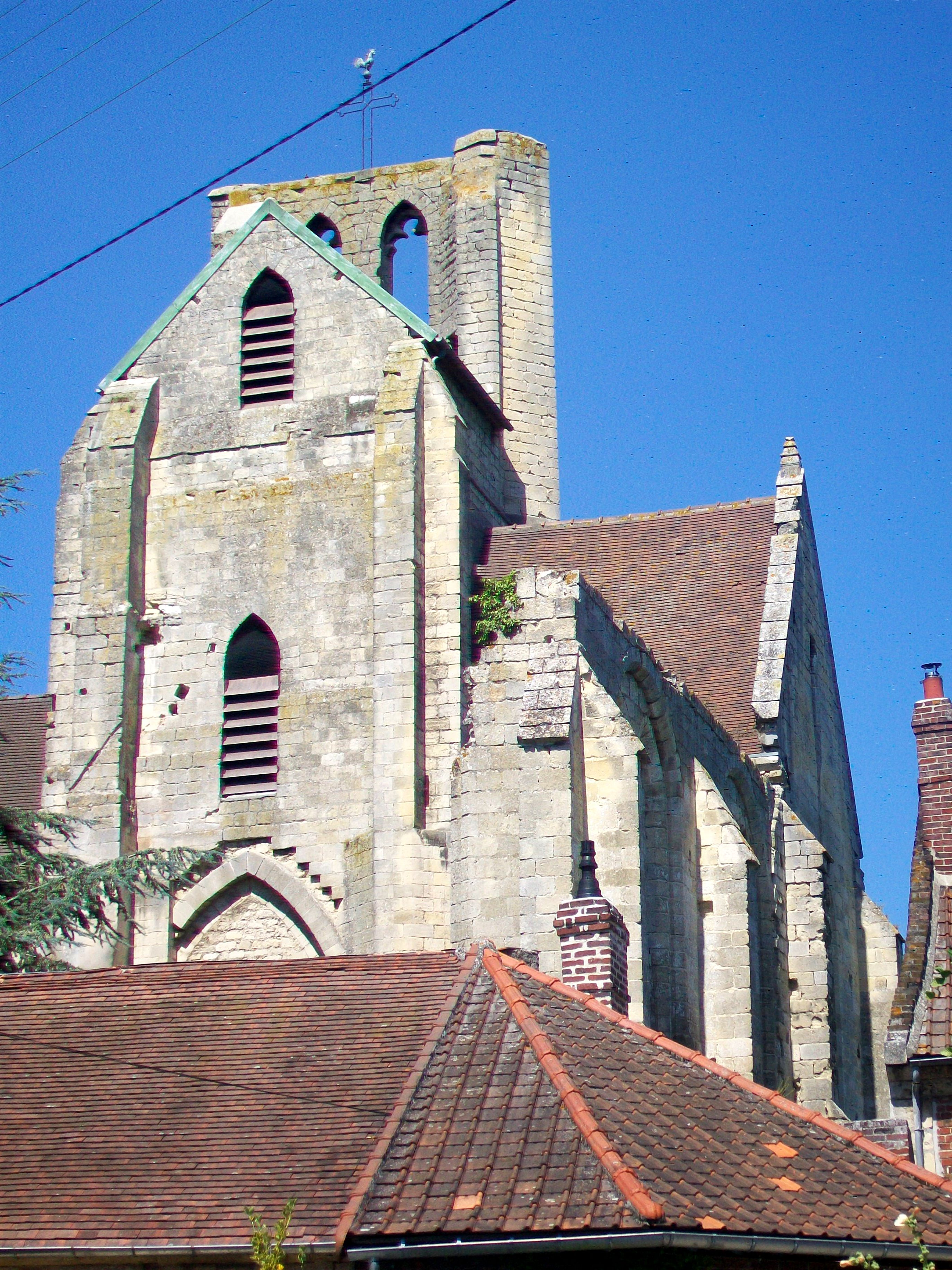
Parties orientales, vue depuis le sud.
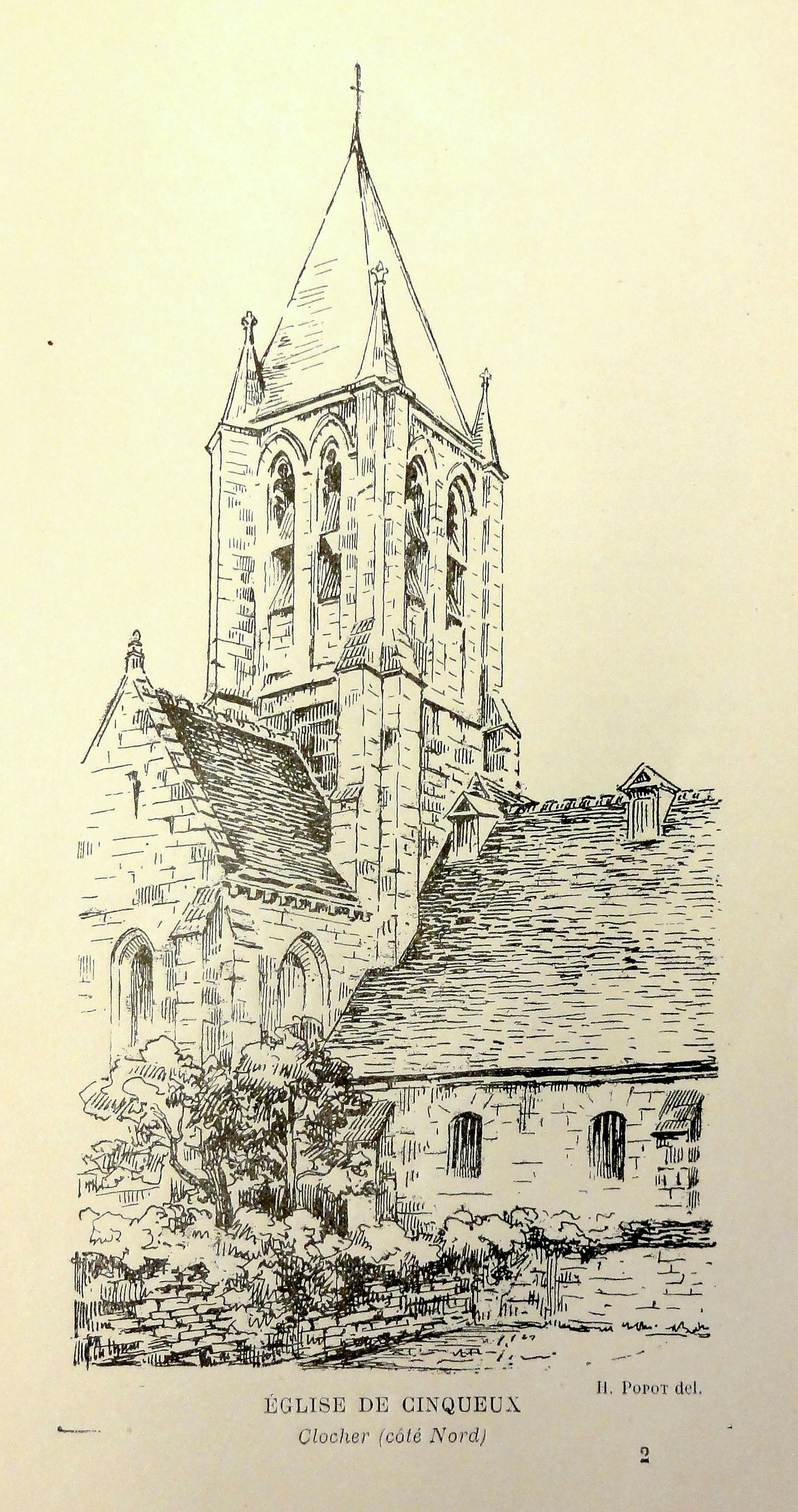
Clocher, vue depuis le nord-ouest avant 1910.
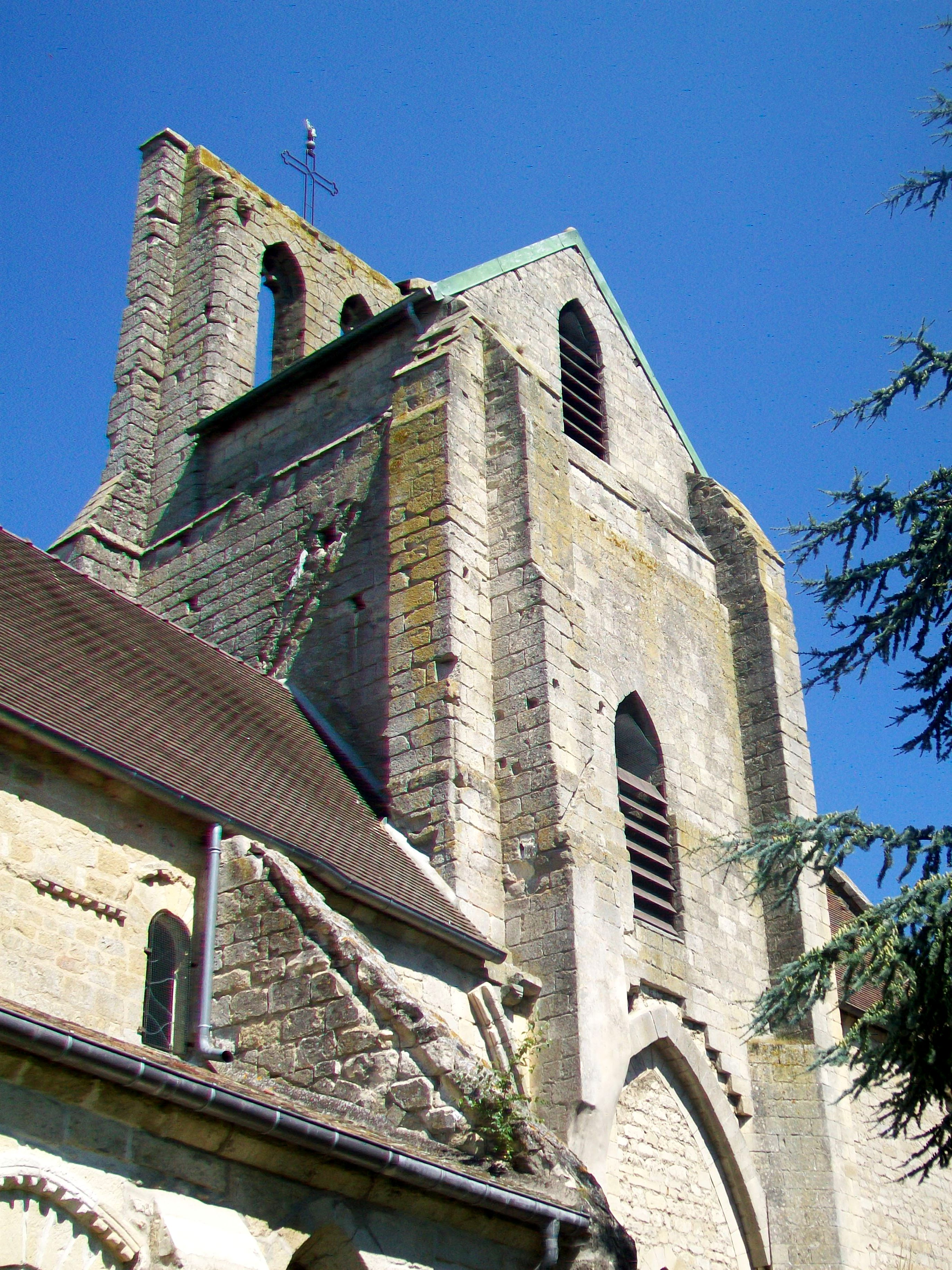
Clocher, vue depuis le sud-ouest.

### Grande chapelle

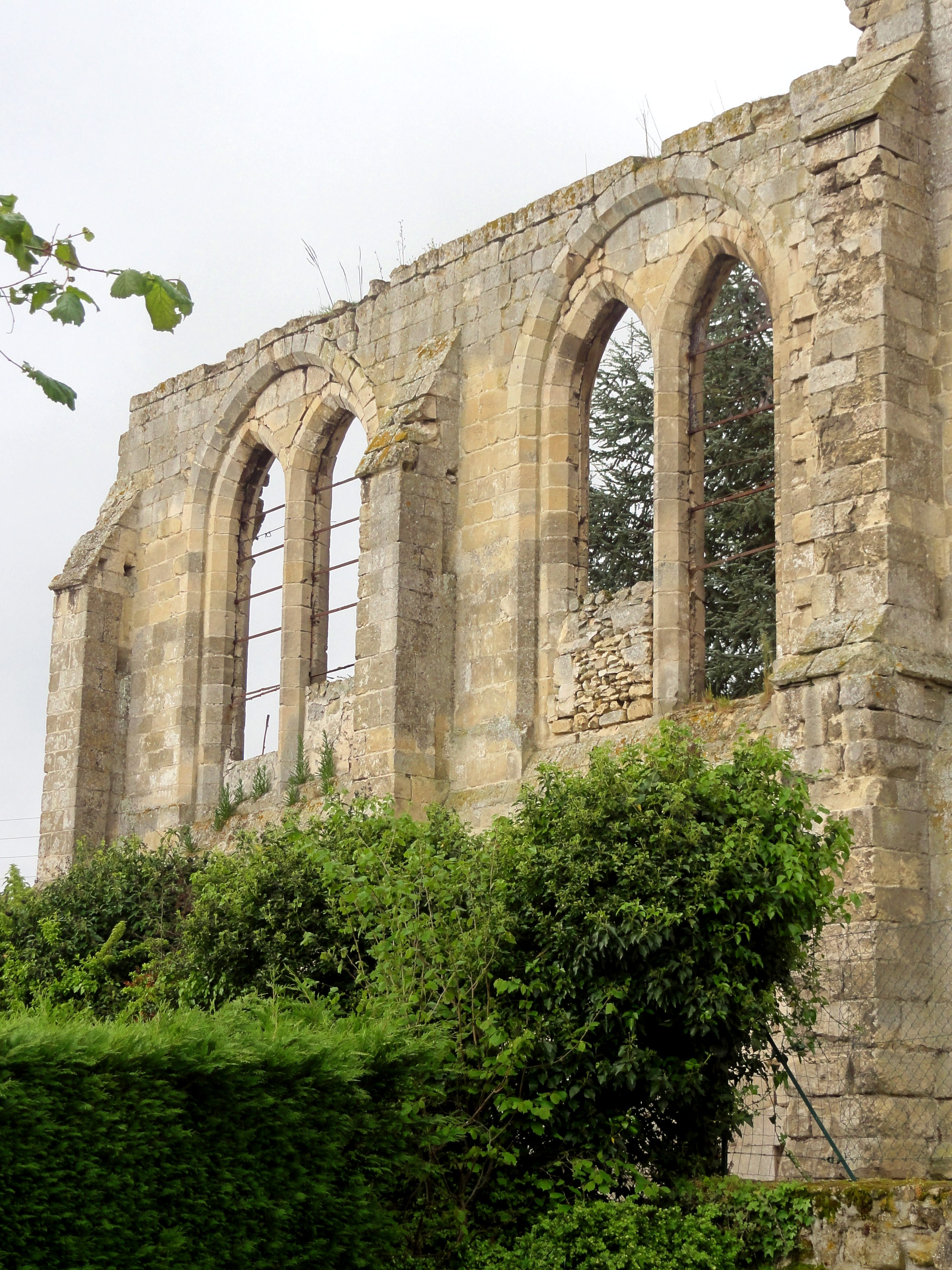
Chevet.

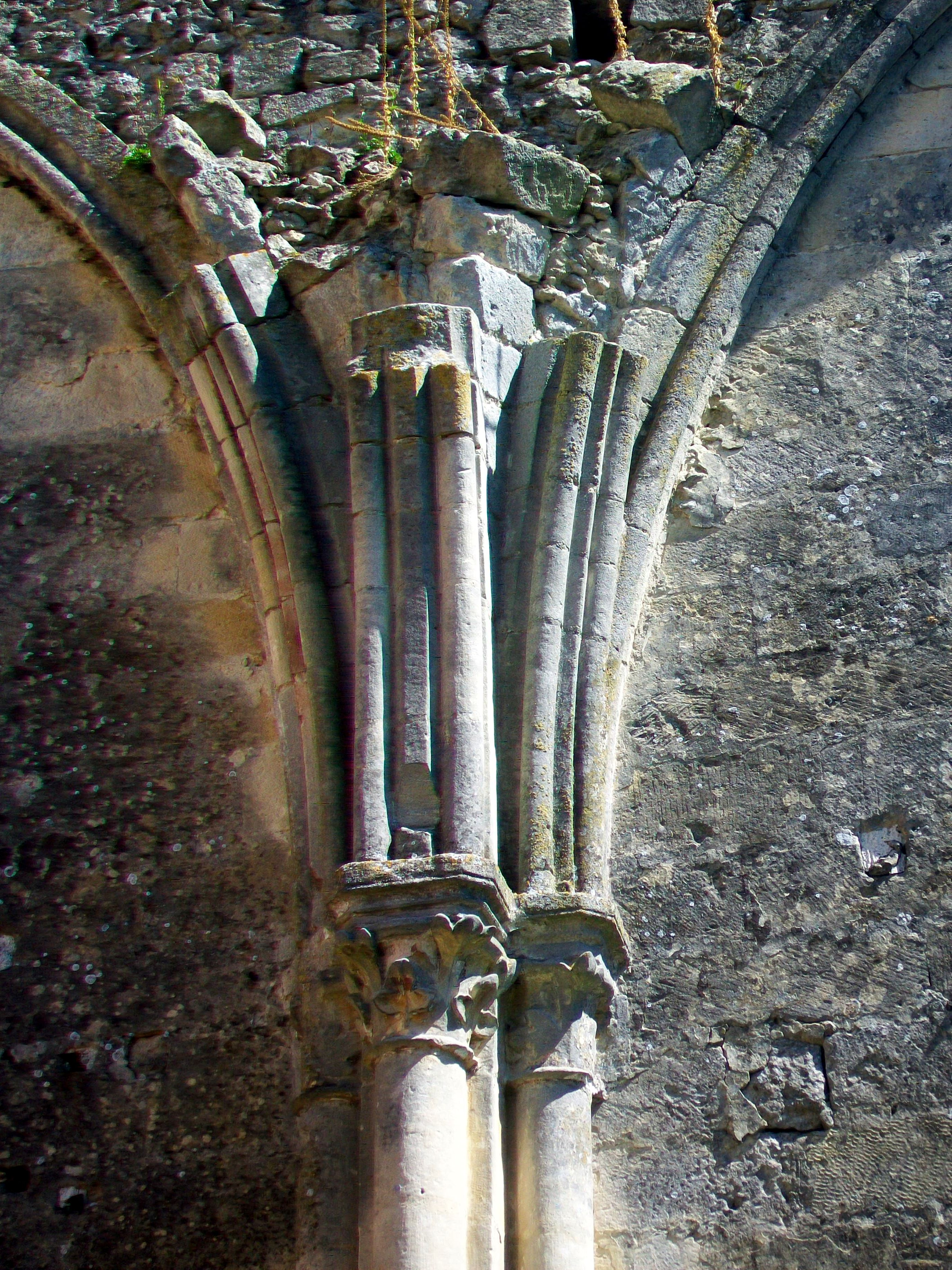
Supports engagés dans le mur du chevet.

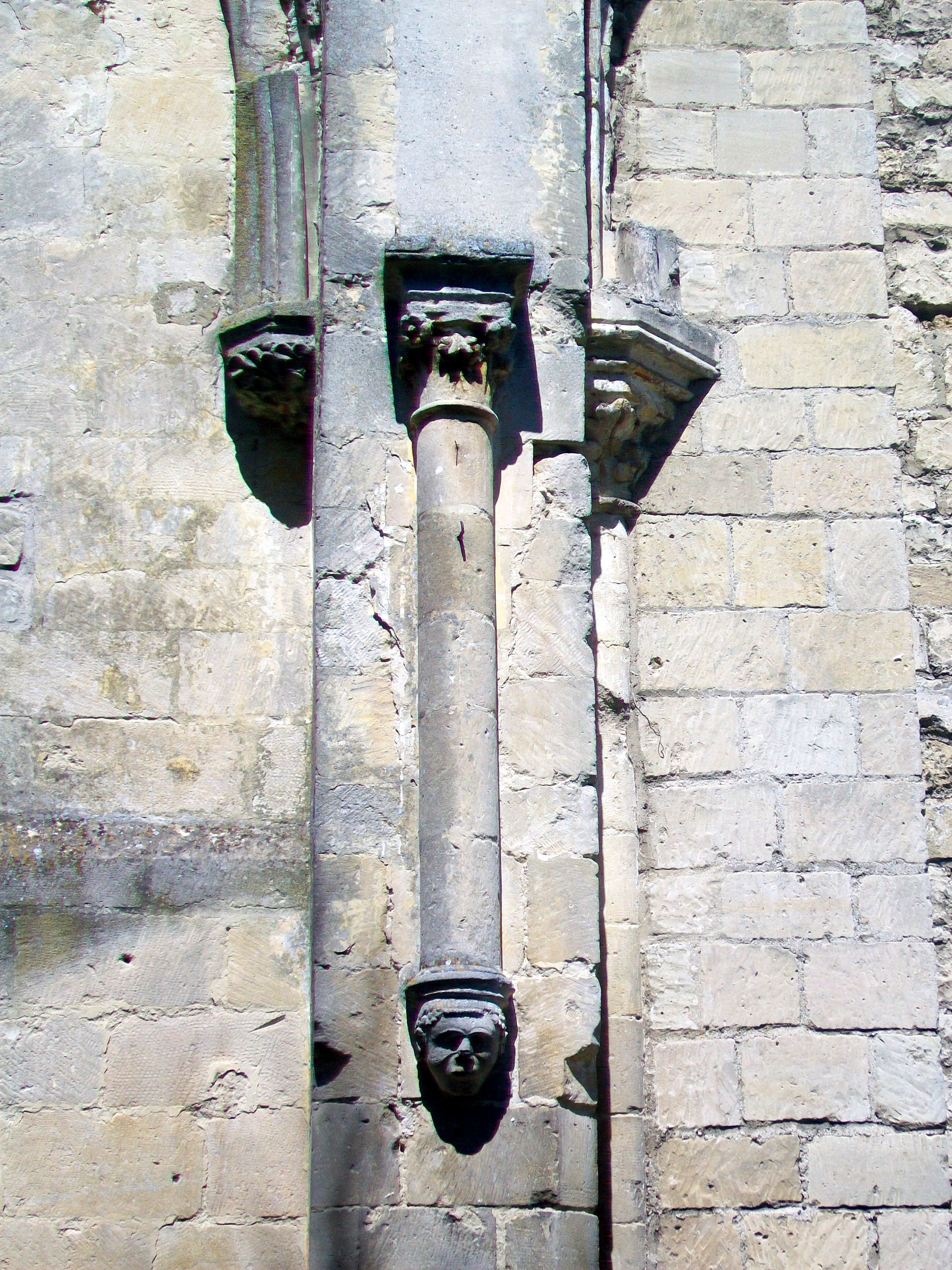
Supports au droit de la pile sud-ouest du clocher.

La « grande chapelle », dont il ne subsiste aujourd'hui que des vestiges inscrits au titre des monuments historiques, était la partie la plus remarquable de l'église. Elle mesurait environ 14 m de long pour 12 m de large. Les six voûtes de ses deux vaisseaux retombaient au centre sur deux colonnes cylindriques appareillées en tambour, comme dans le chœur de Nogent-sur-Oise ou dans la chapelle sud de l'église Saint-Gervais de Pontpoint, où les tailloirs sont octogonaux comme ils l'étaient à Cinqueux. On retrouve une disposition analogue dans le chœur de Rousseloy, qui ne compte toutefois que quatre voûtes. Le tailloir de la colonne centrale y est également octogonal. Le chœur de Nogent a été commencé peu avant le milieu du XIIIe siècle ; la chapelle sud de Pontpoint et le chœur de Rousseloy sont du premier tiers du XIVe siècle. Le décor sculpté des corbeilles des chapiteaux des colonnes isolées comportait un seul rang de feuilles maigres mais d'une belle plasticité, disposées un peu irrégulièrement. En tenant en compte d'autres caractéristiques, on a donc tendance de dater la Grande chapelle de la fin du XIIIe siècle. La datation n'est toutefois pas si évidente, car la modénature n'est pas tellement éloignée des parties orientales étudiées ci-dessus : comme on peut toujours l'observer en haut du pilier engagé du mur du chevet, les doubleaux et les formerets étaient pratiquement analogues, et les ogives se composaient d'une arête entre deux tores, ce qui est l'un des profils les plus anciens de l'architecture gothique. Au droit des murs extérieurs, les nervures des voûtes étaient réceptionnées par des faisceaux de trois colonnettes, dont les tailloirs étaient aux arêtes abattus, et dont les chapiteaux étaient sculptés de feuilles assez naturalistes, ou de crochets. Dans quatre angles sud-est, sud-ouest et nord-ouest, une seule colonnette recevait à la fois les ogives et formerets. Les bases n'étaient plus visibles, car le sol avait été considérablement exhaussé,.
Le raccordement avec les parties existantes de l'église avait motivé des dispositions particulières. L'arcade vers le bas-côté sud était en tiers-point, non moulurée et dépourvue de supports, et donc semblable à celle qui relie toujours le croisillon nord au bas-côté nord. Elle était en partie bouchée et l'ouverture effective vers le bas-côté correspondait à une petite porte rectangulaire : des problèmes de stabilité avaient sans doute exigé cette modification. L'arcade vers la nef avait déjà la même apparence qu'aujourd'hui, c'est-à-dire, sans mouluration ni supports. Les premières travées des deux vaisseaux étaient plus courtes que les autres, mais quand même plus profondes que l'arcade est large, et l'arcade n'était pas centrée. À droite de l'arcade, l'intersection entre la première et la seconde travée coïncidait avec le contrefort méridional de la pile sud-ouest du clocher. Ici, les supports sont restés intacts. L'ogive de la première travée y retombait sur le cul-de-lampe sculpté de feuillages dans l'angle du contrefort et du mur. Pour le doubleau, on a accolé une colonnette au contrefort, qui retombe sur un cul-de-lampe sculpté d'une tête humaine à mi-hauteur entre le chapiteau et le sol. Ensuite, pour l'arcade vers la croisée du transept, l'on avait conservé l'ensemble des supports de l'ancien croisillon nord. La colonnette à chapiteau avec son tailloir en quart d'octogone réservée à l'ogive y subsiste toujours près de la pile mentionnée. En revanche, rien ne subsiste malheureusement des supports à l'intersection entre la deuxième et la troisième travée, et de l'arcade vers le chœur. Celle-ci a été détruite lors de la chute du clocher, et la sacristie se substituant à la troisième travée cache les éventuels vestiges qui auraient pu subsister. Les photos prises avant le bouchage de l'arcade vers le chœur montre qu'elle était analogue aux doubleaux de la chapelle, et les supports au droit du chevet paraissaient homogènes à un tel point que l'on pouvait prendre le chœur et la chapelle pour contemporaines, s'il n'y avait pas la différence de la modénature. — Un autre aménagement a heureusement survécu sur le soubassement des fenêtres de la seconde et de la troisième travée du vaisseau sud. Ce sont des arcatures plaquées en tiers-point, moulurées d'un tore dégagé et retombant sur les tailloirs à angles coupés de courtes colonnettes à chapiteaux. L'on est loin de l'élégance des arcades factices de l'église de Montataire, mais un tel aménagement témoigne d'un souci particulier apporté à la décoration de la chapelle. Les arcatures étaient également présentes à l'ouest, mais elles manquaient apparemment sur le mur du chevet, où l'on n'en voit aucune trace,.
Le fenestrage était particulier. Il n'y avait pas de lancettes simples comme dans le transept et le chœur, ni remplage rayonnant, mais des paires de lancettes ou des triplets sous un arc de décharge commun. Les deux variantes représentent des précurseurs du remplage proprement dit, et appartiennent en principe aux premières décennies du XIIIe siècle, à la fin de la période gothique primitive et au début de la période rayonnante. On les trouve par exemple au chœur de Bury, terminé vers 1240, et avec une modénature plus raffinée, et aux chevets de Borest et de Villers-Saint-Paul. Des couples de deux lancettes existent aussi dans les nefs de Clermont et Saint-Leu-d'Esserent, dans le croisillon nord de Belloy-en-France et sur les chevets de Livilliers et Méry-sur-Oise. Souvent l'une et l'autre variante s'accompagnent d'oculi ronds ou trilobées. Toujours il s'agit d'édifices des années 1200-1240, même si à Clermont, on a retenu la même forme lors d'une campagne ultérieure afin d'assurer la cohérence stylistique. — La première travée du vaisseau nord n'avait pas de fenêtre. Ensuite, la première travée du vaisseau sud avait un triplet à l'ouest, qui était bouchée depuis le XIXe siècle au moins, et un couple de deux baies au sud. Suivaient, au sud, deux triplets correspondant à la seconde et à la troisième travée du vaisseau nord, et au chevet, deux paires de lancettes. Ce sont les seules fenêtres conservées de la Grande chapelle, et aussi les seules dont l'arc de décharge est en plein cintre. En 1920, leurs quatre lancettes étaient toutes partiellement bouchées à de différents niveaux, et le sont restées à ce jour. Extérieurement, ce furent surtout les fenêtres et les deux pignons côté sud qui caractérisaient la Grande chapelle. Il y avait aussi une corniche présente sur les trois faces, donc même sous les pignons, ce qui est rare. Entre les deux pignons, une gargouille était censée évacuer les eaux pluviales, mais le chéneau était apparemment incliné vers le nord, ce qui a provoqué l'effondrement de la pile sud-est du clocher. Un larmier courait autour de la chapelle au niveau du seuil des fenêtres, y compris sur les contreforts, qui s'achevaient par un glacis,.

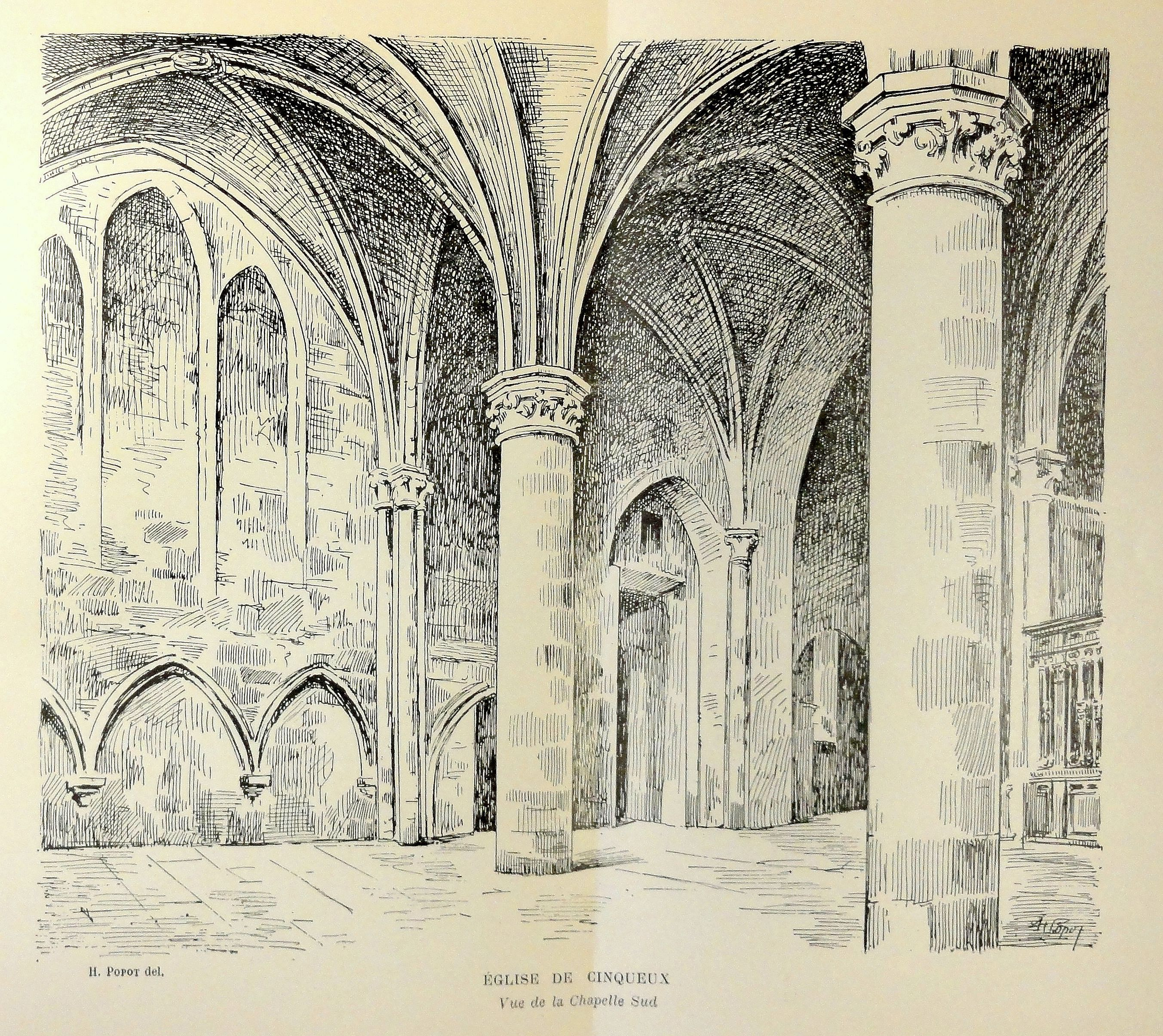
Intérieur, vue vers l'ouest (avant 1910).
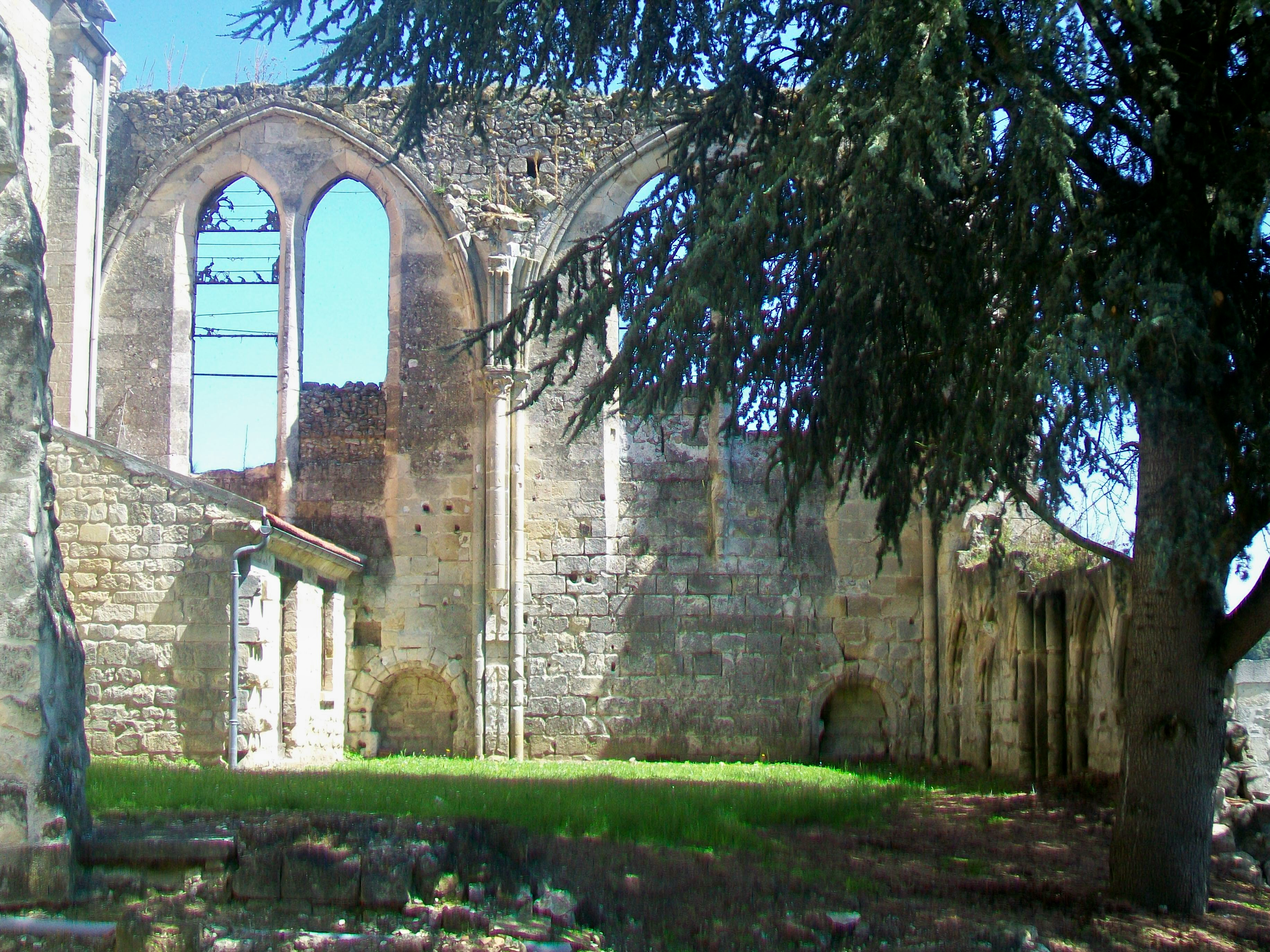
Intérieur, vue vers l'est ; à gauche, la sacristie.
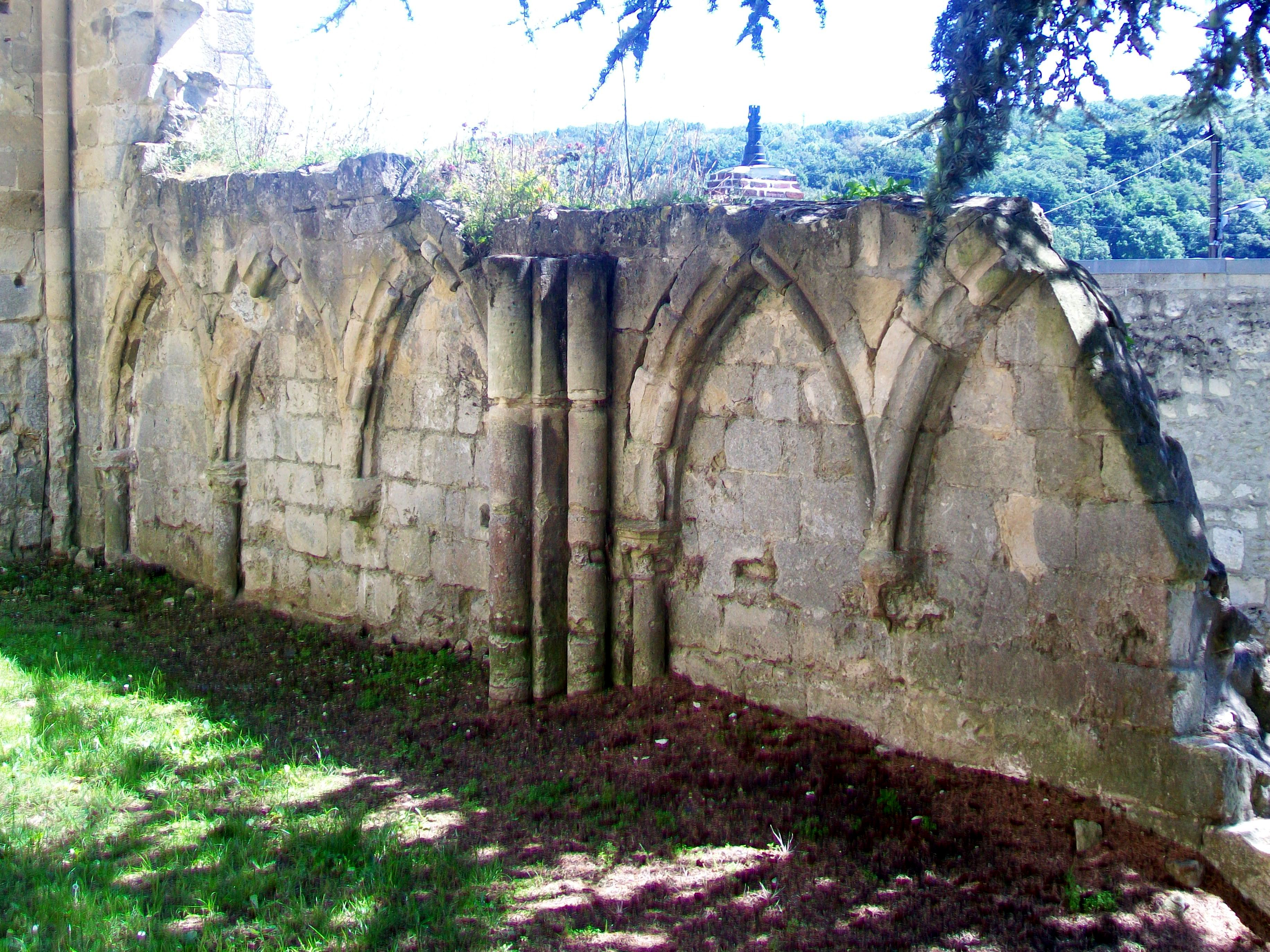
Arcatures plaquées au sud (2e et 3e travée).
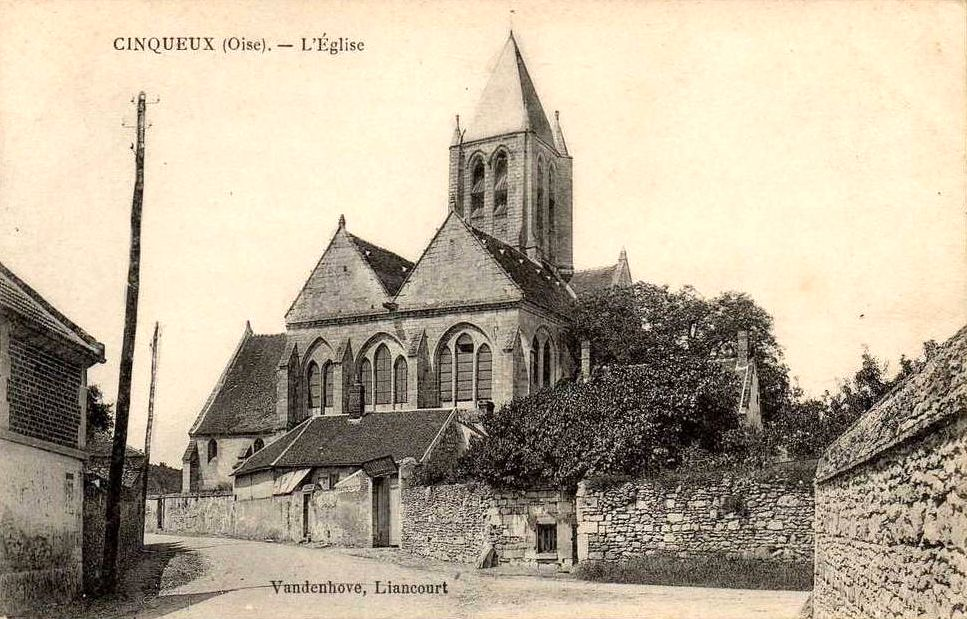
Vue depuis le sud avant 1910.
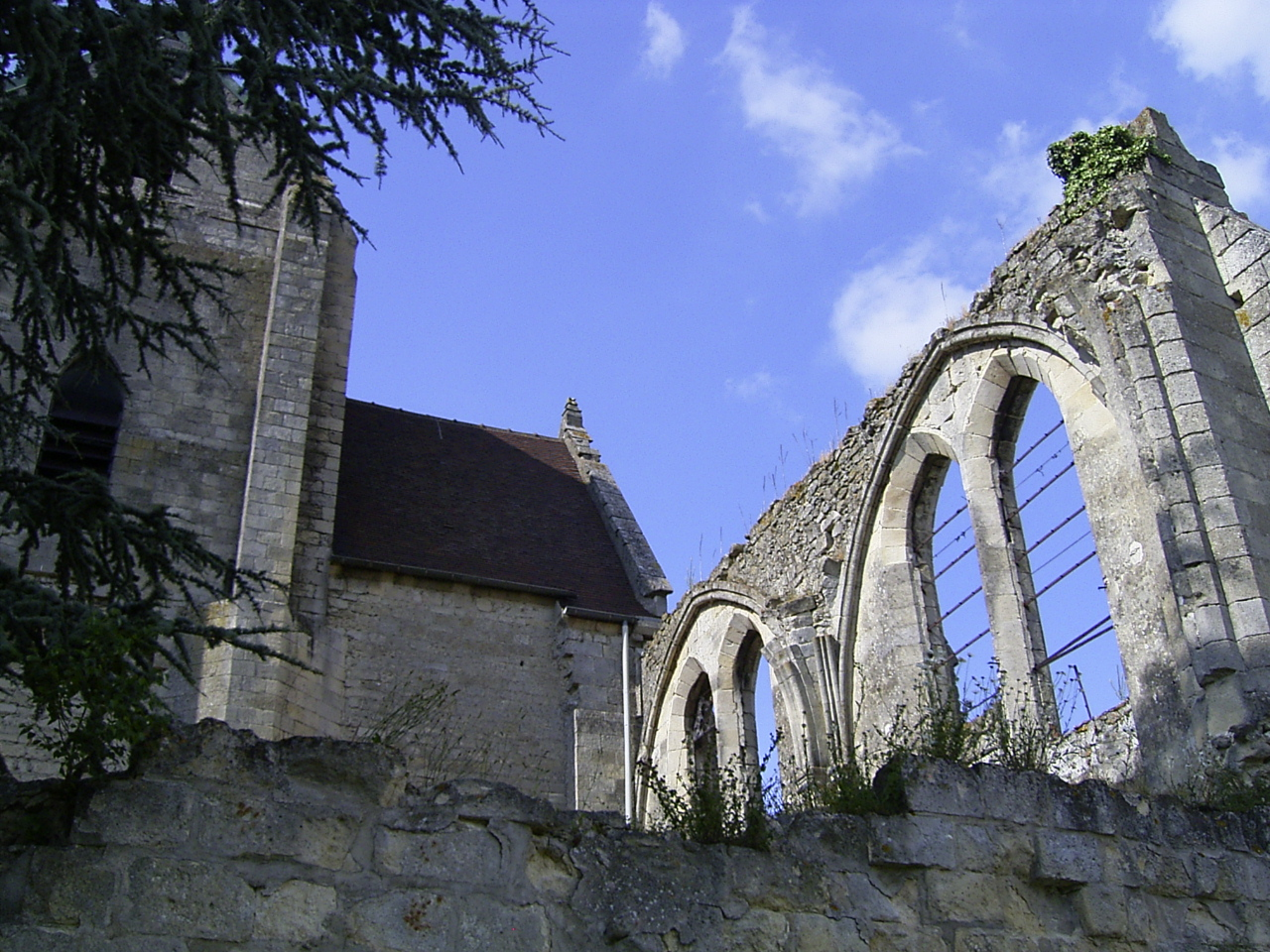
Vue rapprochée depuis le sud ; à gauche, le chevet.
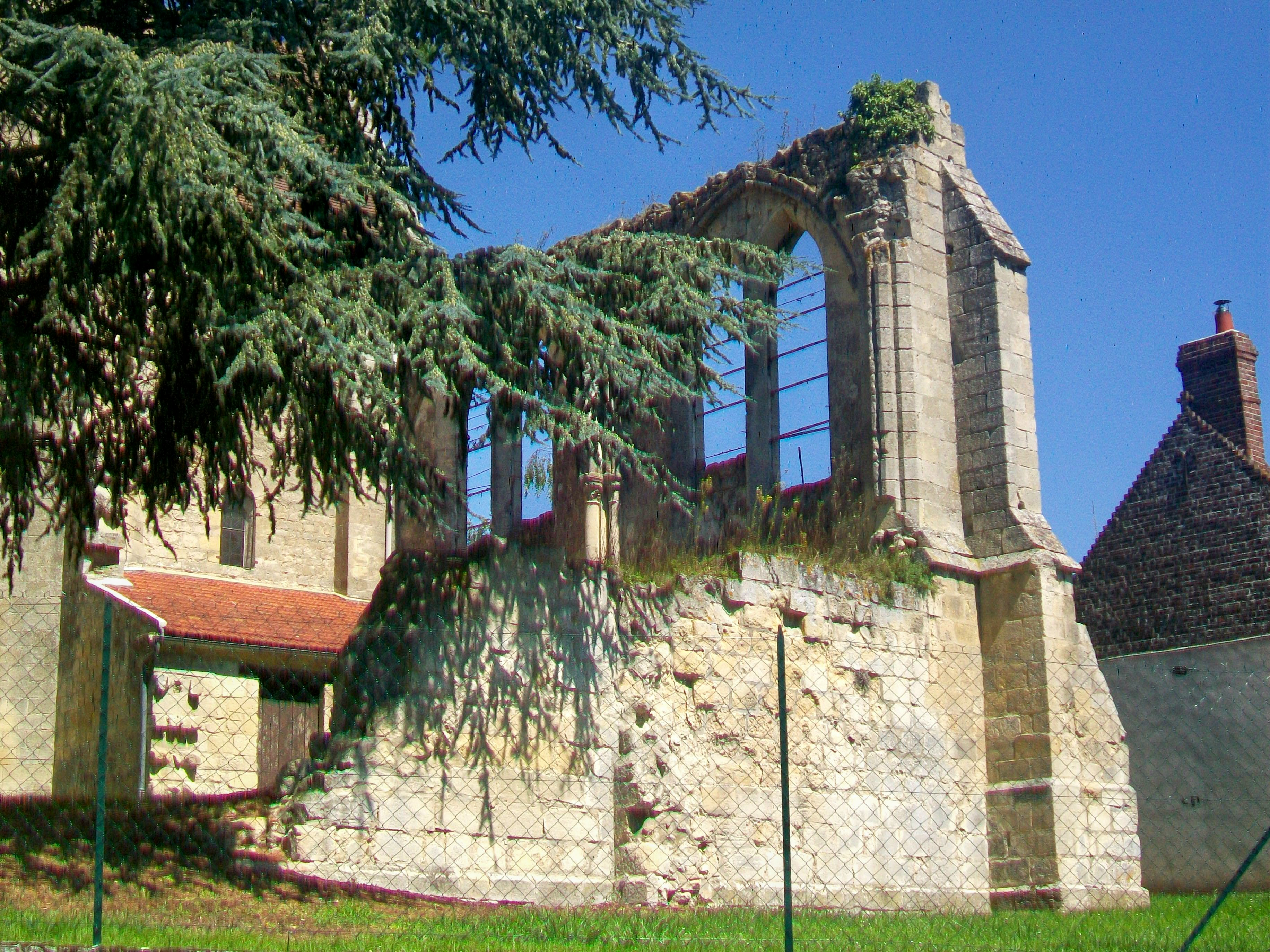
Vue rapprochée depuis le sud.

## Mobilier

### Objets classés

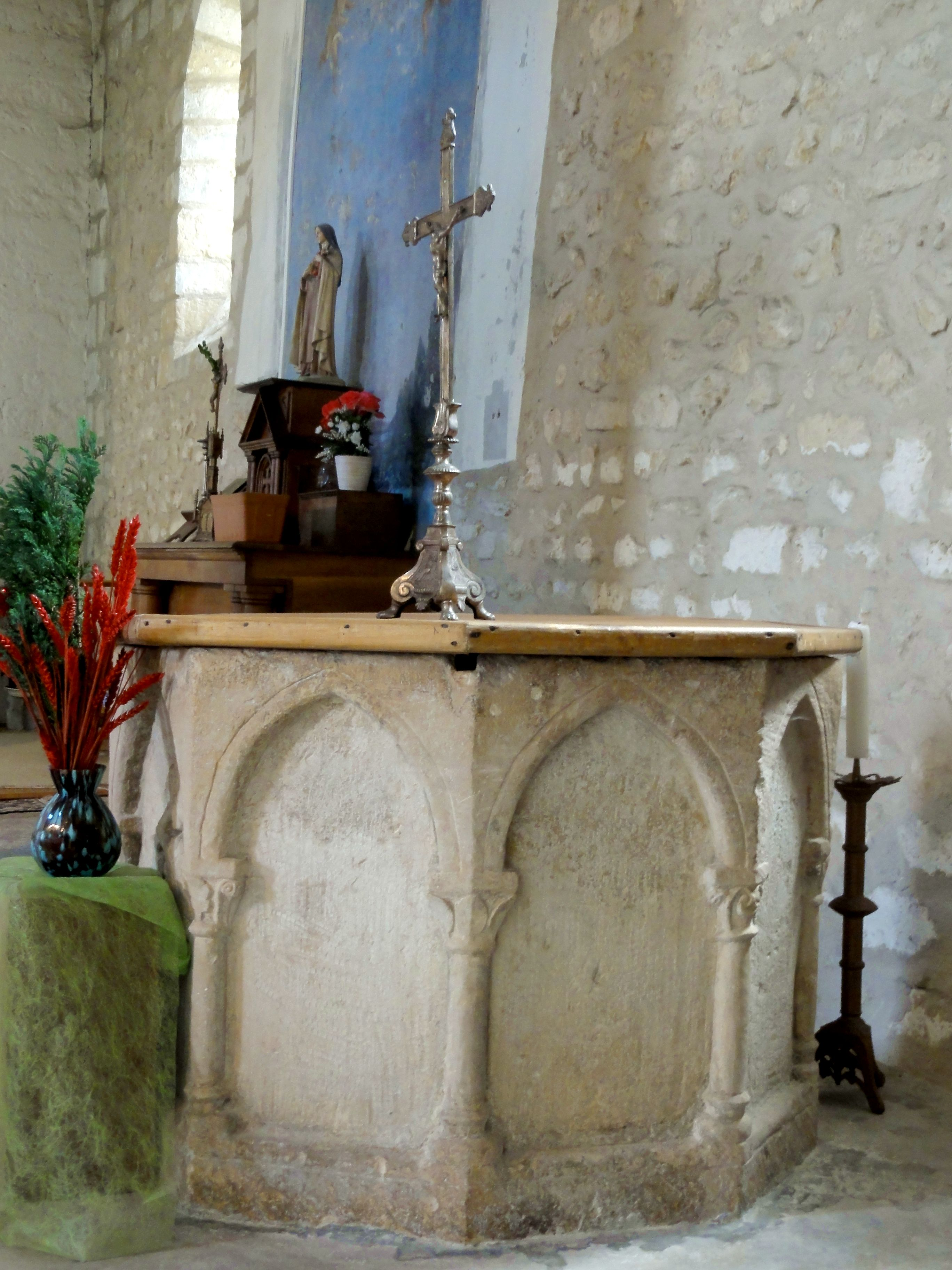
Fonts baptismaux.

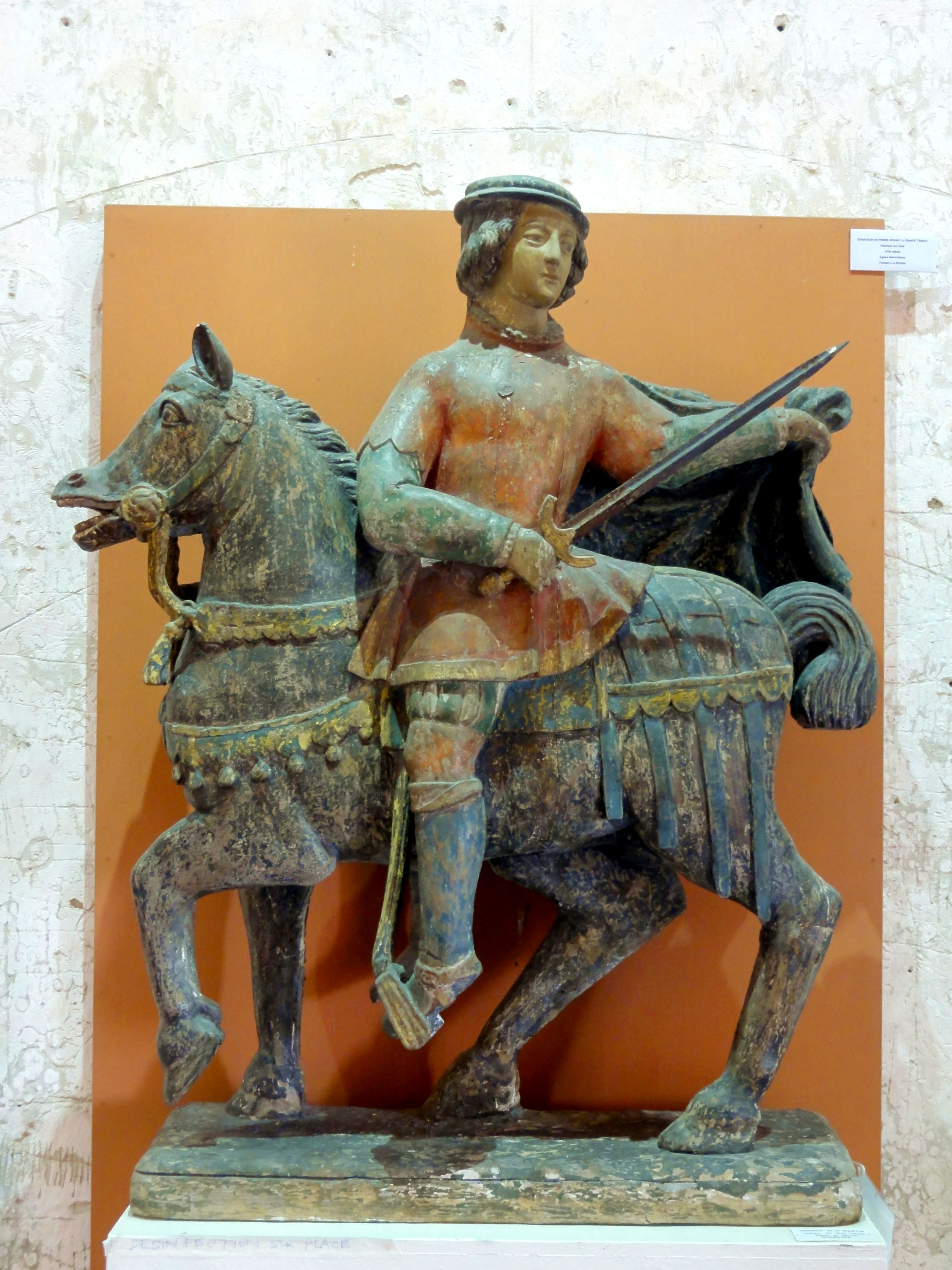
Charité de Saint-Martin.

Le mobilier de l'église Saint-Martin comporte deux éléments classés monuments historiques au titre des objets. Les fonts baptismaux du XIIIe siècle, sous la forme d'une cuve baptismale à infusion, sont taillés dans un bloc de pierre calcaire monolithe et présentent un plan octogonal. Chaque face mesure 75 cm de haut et 50 cm de large, et est ornée d'une arcade en tiers-point retombant sur les chapiteaux de feuillages de deux pilastres plats. Les chapiteaux sont partagés par deux arcades voisines. Une face est sculptée d'une branche avec trois grandes feuilles de chêne en bas-relief, d'un faire un peu rustique. Il n'est pas exclure que les autres faces comportaient également un décor sculpté. Le classement est intervenu par arrêté du 19 novembre 1909,.
L'autre élément classé est la Charité de saint Martin en bois polychrome, groupe sculpté du milieu du XVIe siècle qui mesure 126 cm de haut. Le sujet est récurrent dans toutes les églises dédiées à Martin de Tours, ce qui explique sans doute qu'Amédée Beaudry, ni les autres auteurs, n'ont consacré aucune ligne à cette œuvre. Elle se distingue notamment par l'allure vivante du cheval. Saint Martin est assis à califourchon sur sa monture, et prend une position invraisemblable : le point du pied de gauche regarde vers l'avant, alors que le torse est tourné face au spectateur, de sorte que la jambe droite devrait se situer dans le cheval. Le cavalier est en train de partager son manteau avec son épée et détourne la tête légèrement vers l'arrière. Le mendiant a malheureusement disparu. Le classement est intervenu par arrêté du 28 avril 1960, peu avant la restauration de la sculpture. Elle est aujourd'hui exposée au musée de l'Archerie et du Valois à Crépy-en-Valois.

### Autres éléments du mobilier
Jusqu'en 1910, l'arcade à l'entrée de la croisée du transept conservait les restes d'une poutre de gloire ou tref, avec au centre, un Christ en croix entre une lance et un roseau avec éponge. Sur la traverse de la croix, l'on voyait des tenailles, à gauche, et un marteau, à droite : ce sont quelques-uns des instruments de la Passion. Les statues de la Vierge de douleur et de saint Jean qui figurent toujours sur les poutres de gloire avaient déjà disparu.
Les deux arcades séparant la croisée du transept et le chœur de la Grande chapelle étaient fermées par des boiseries de style Renaissance, qui étaient certainement rapportées et devaient dater de la période comprise entre 1565 et 1620. Les boiseries formaient donc une clôture de chœur et se composaient de deux parties distinctes. La partie inférieure, de 1,08 m de hauteur, était composée d'une plinthe et d'une série de panneaux pleins. En haut, deux rectangles prolongés par des demi-cercles aux extrémités y étaient découpés. La partie supérieure, de 1,74 m de hauteur, était largement ajourée. À l'intersection entre deux panneaux de la partie inférieure, des pilastres corinthiens cannelés supportaient un entablement. Les intervalles étaient occupées par trois balustres élancées, séparés par des volutes. L'entablement présentait encore une fois les rectangles découpés prolongés par des demi-cercles, ainsi que de différentes moulures et un rang de dentelures à la corniche. Le segment médian de l'entablement était agrémenté d'un fronton en plein cintre, cantonné de deux pots-à-feu. Amédée Beaudry estime que ces boiseries n'atteignent pas le niveau de qualité des meilleures réalisations de ce genre, comme celles de l'église de l'Annonciation de Haute-Isle, mais dépassent les fragments conservés en l'église Saint-Lucien d'Avrechy.
Grâce à l'ouvrage de l'abbé Beaudry, l'ancien retable du maître-autel est connu, mais le volume n'en comporte malheureusement pas de représentation iconographique. De grandes dimensions, le retable était cantonné de deux paires de colonnes cannelées d'ordre composite, qui supportaient un entablement et un fronton curviligne entre deux pots-à-feu. Le tableau de retable est le seul élément qui a été conservé. C'est la copie d'une œuvre de Jean Jouvenet (1644-1717), qui représente la Descente de croix, et dont l'original est conservé au musée du Louvre. Le retable lui-même portait les caractéristiques du premier tiers du XVIIIe siècle. Il ne se trouvait pas encore dans l'église en 1717. Par son testament du 8 mai 1715, l'ancien curé de Cinqueux, l'abbé Pierre de Combet, avait légué cinquante écus à la paroisse pour un nouveau tabernacle, sous la réserve que le nouveau maître-autel, projeté depuis dix ans, soit réalisé avant son décès. Mais l'argent réservé à cet effet a été gaspillé par les marguilliers pour des voyages à Beauvais, et Pierre de Combet a finalement réservé la somme à l'achat d'un dais. Le retable encore en place en 1910 a peut-être été acquis d'occasion après le rétablissement du culte au début du XIXe siècle, mais sa provenance est incertaine. — Du XVIIIe siècle dataient également les deux retables d'autel de la Grande chapelle, l'un dédié à l'Ange gardien, et l'autre à la Vierge Marie. L'un était peint en ton bois, l'autre en blanc, les moulures étant reshaussés en or. Le tableau de retable de l'autel de la Vierge s'est tout au moins conservé. C'est la copie d'une œuvre d'Esteban Murillo représentant l'Immaculée Conception, dont l'original est conservée au musée du Prado.
Les pièces les plus précieuses que renfermait la Grande chapelle étaient sans doute deux fragments de retables sculptés du milieu du XVIe siècle. Ils sont connus grâce à des photographies. L'ensemble devait être dédié à la Passion du Christ. L'un des panneaux représentait Jésus qui succombe sous le poids de sa croix. Devant lui, un soldat cuirassé, dont la tête s'était perdu, soulève la croix, alors que derrière lui, un deuxième soldat, enjambant la croix, fait des gestes de menace. Tout à gauche Simon de Cyrène, prend l'autre bout de la croix pour alléger le fardeau du condamné. À l'arrière-plan, trois personnes sortent d'une porte crénelée de la ville de Jérusalem ; un soldat et assis sur un cheval ; et deux hommes montent au Golgotha, où un arbre pousse au sommet. Le deuxième panneau était consacré à la Mise au tombeau et fait intervenir les personnages habituels. À l'arrière-plan, l'on aperçoit une forêt au milieu de laquelle évoluent des cavaliers. D'après l'abbé Beaudry, ces œuvres sont d'une meilleure qualité que les fragments du retable d'Airion, sans atteindre la qualité du retable de Maignelay, et on peut les rapprocher des retables de Marissel, de Rochy-Condé et du fragment provenant d'Angicourt conservé au musée d'art et d'archéologie de Senlis. La représentation de la scène principale sur un seul plan, et la superposition avec une scène se déroulant au lointain sur un second plan, est caractéristique des retables sortant des ateliers bruxellois. La production y avait un caractère industriel et commercial, avec une confection en séries qui entraîne une exécution rapide et un manque de soin apporté à certains détails, comme les arbres. Amédée Beaudry n'explique pas les circonstances de la disparition de tout ce mobilier ancien : il a étudié l'église en 1909, et après la catastrophe de 1910, l'église était interdite d'accès. Si des photographies ont encore été prises à l'intérieur, le mobilier n'a apparemment pas été mis à l'abri. Aucune publication ne revient sur le déroulement exact de la restauration des années 1919-1920, et ne mentionne si ces pièces ont été accidentellement ou volontairement détruites, ou si elles ont été subtilisées.

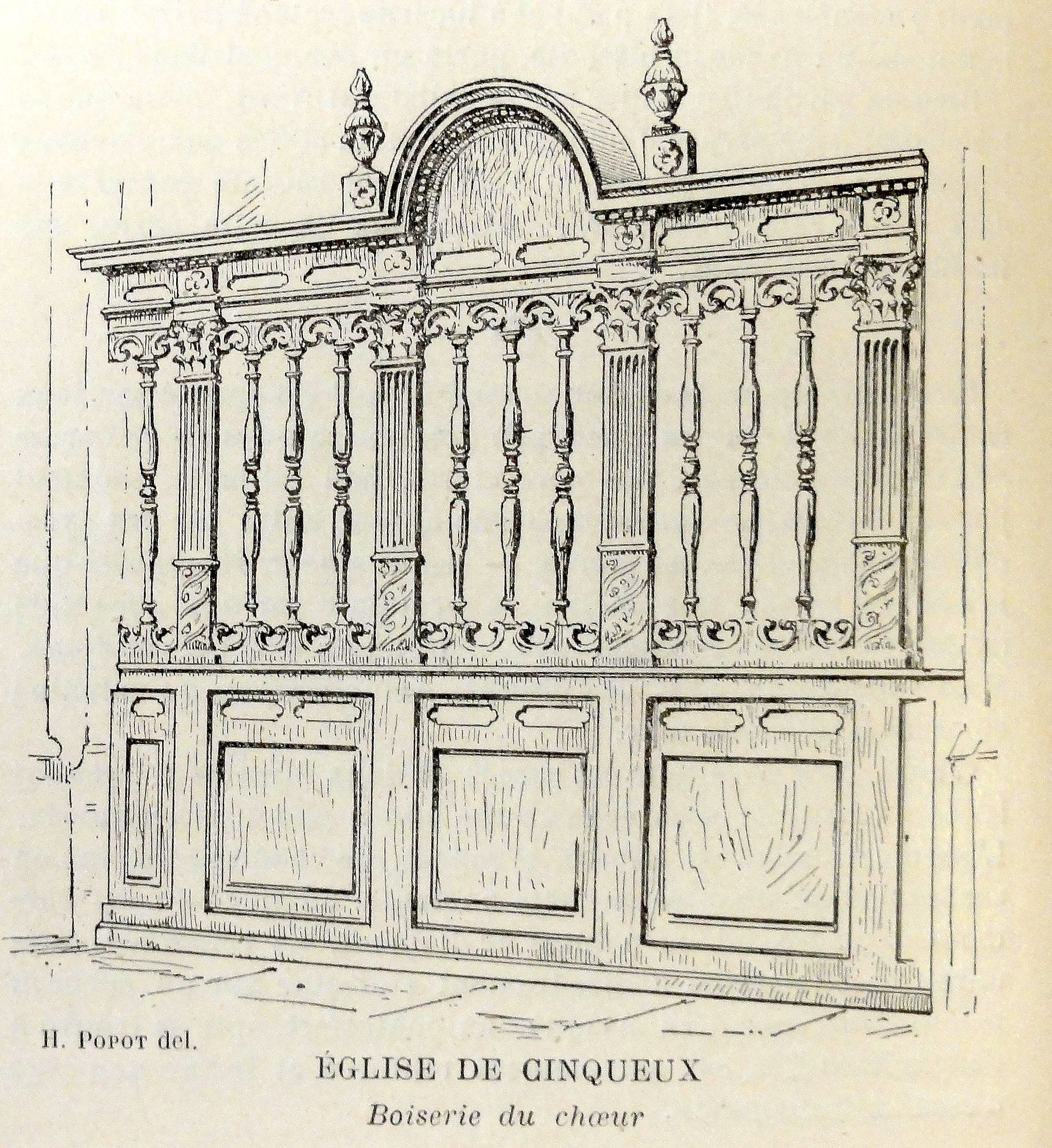
Clôture de chœur.
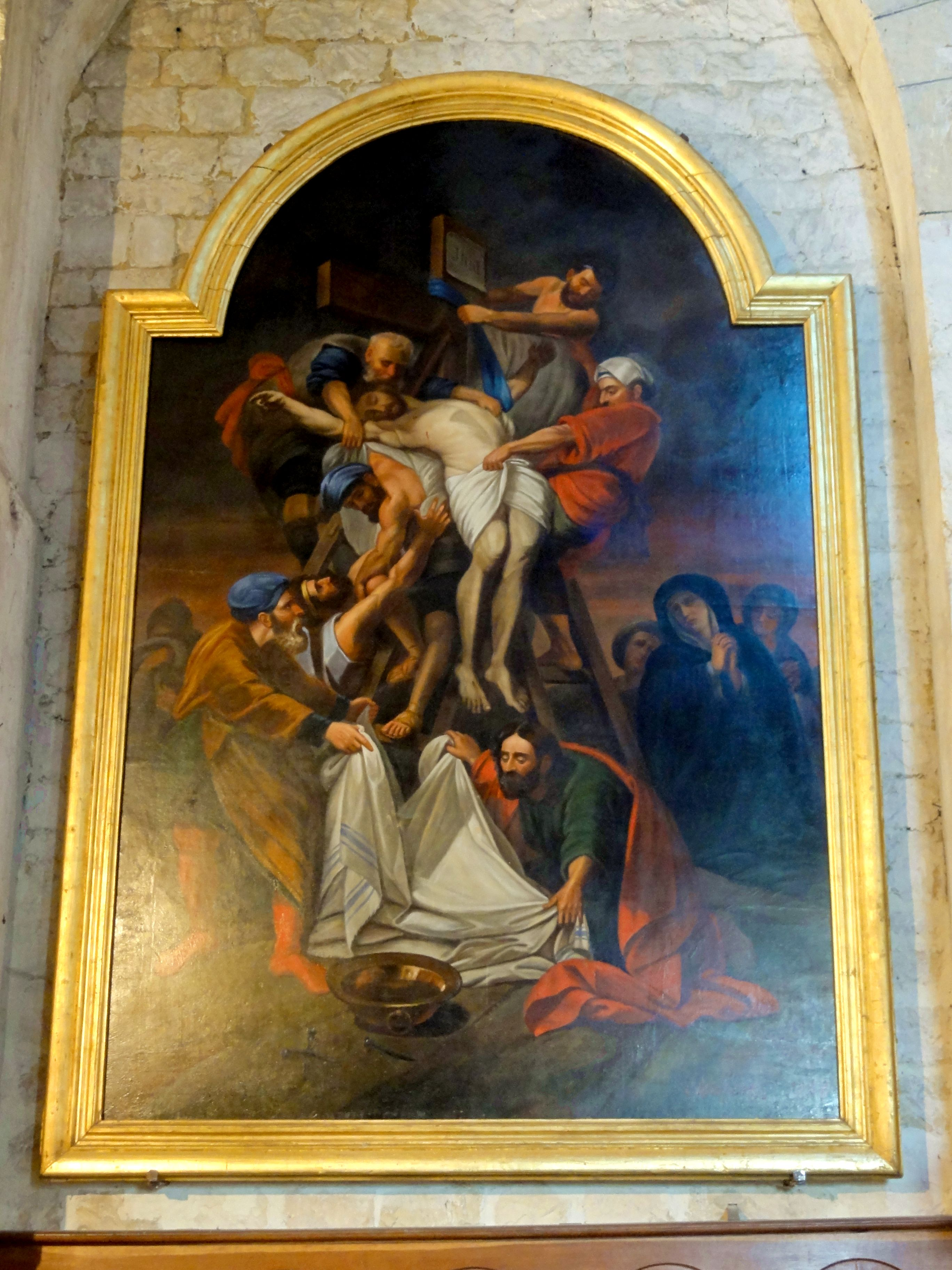
Descente de croix.
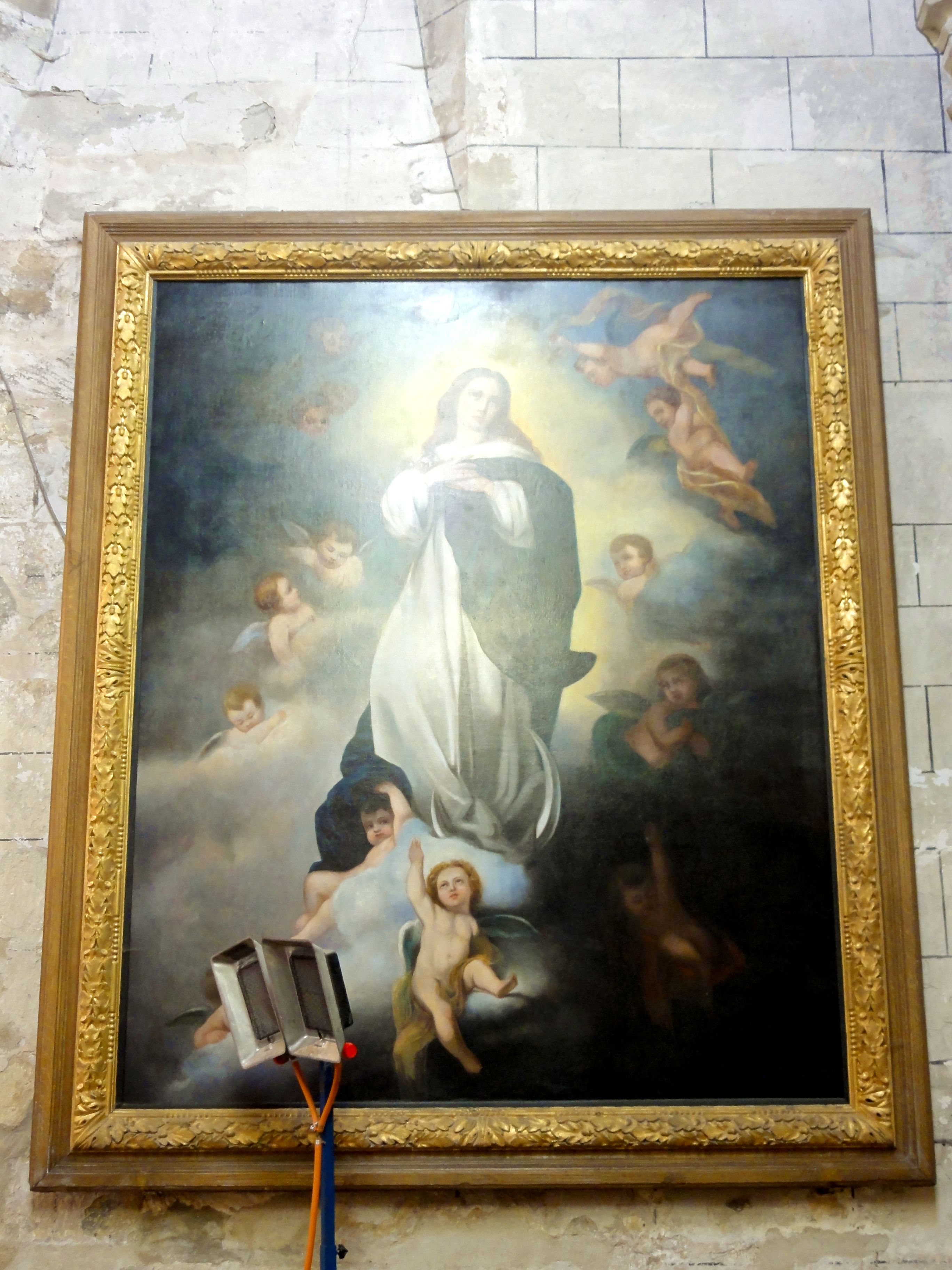
Immaculée Conception.
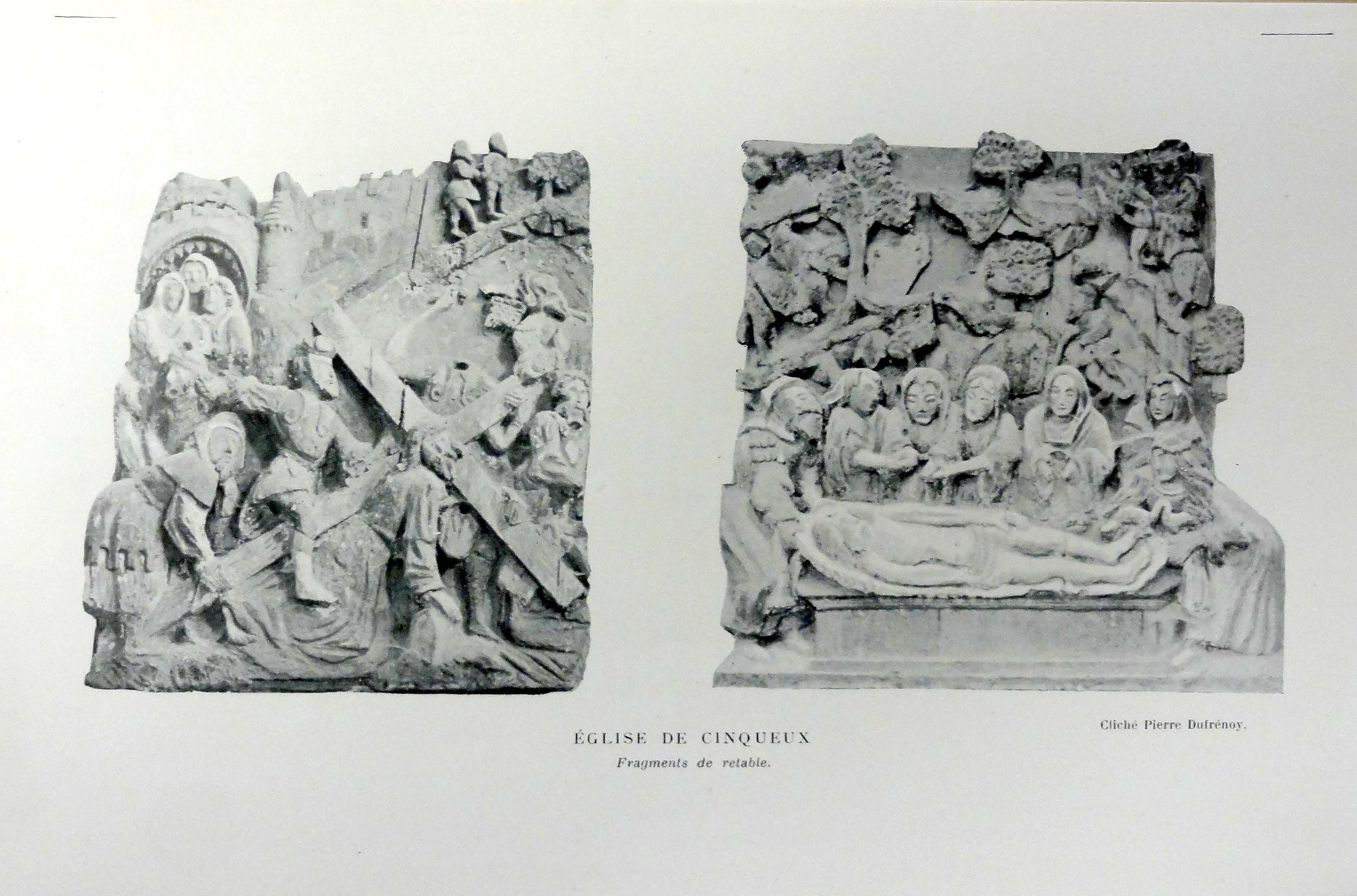
Fragments de retable.